# Ramsès II
Pour la pièce de théâtre, voir Ramsès II (pièce de théâtre).
Ramsès II, né aux alentours de 1304 / 1301 av. J.-C. et mort à Pi-Ramsès vers 1213 av. J.-C.,, est le troisième pharaon de la XIXe dynastie égyptienne, au Nouvel Empire. Il est aussi appelé « Ramsès le Grand » ou encore « Ozymandias ». Manéthon l'appelle « Ramsès » (ou Ramesses Miamoun, Rampses).
Son règne de soixante-six ans et d'un peu plus de deux mois, une durée exceptionnelle pour l'époque, couvre à lui seul près de 60 % du nombre d'années total de la XIXe dynastie. En plus des nombreux monuments qu'il fait bâtir à travers tout le pays (d'où son surnom de « pharaon bâtisseur »), il fait sculpter de très nombreuses statues à son image et fait graver son nom sur presque tous les temples, à côté de ceux d'autres pharaons, comme s'il les avait fait construire lui-même. Cette quantité extraordinaire d'objets d'art et d'éléments architecturaux à son nom explique que l'on retrouve sa trace dans presque tous les musées du monde ayant un département d'antiquités égyptiennes.
À l'instar d'autres personnages historiques dont la gloire a traversé les siècles, il est réputé pour être un grand guerrier et conquérant, ce qui lui vaut en grande partie l'épithète de grand dans les ouvrages historiques traitant de l'Antiquité égyptienne. Il lutte contre les Hittites et assure la domination de l'Égypte sur la Nubie et ses gisements aurifères. Il y construit une série de temples dont les plus célèbres sont ceux d'Abou Simbel. Après la bataille de Qadesh, en l'an 4 de son règne, contre l'armée du roi hittite, Muwatalli II, la frontière se stabilise sur l'Oronte.
Son action dans le royaume de Koush, et surtout dans le couloir syro-canaanéen, a dû marquer les esprits de l'époque, car l'on racontait encore sous les Ptolémées la légende de l'extraordinaire voyage de « la princesse de Bakhtan » venue s'offrir en mariage au grand roi d'Égypte : sans doute un écho lointain du fameux mariage de Ramsès II avec la fille de Hattusili III, successeur de Muwatalli II sur le trône du Hatti.
Ramsès II est souvent considéré comme le pharaon opposé à Moïse du Livre de l'Exode, mais son nom ne figure nulle part dans la Torah et l'historicité même de l'exode d'Israël hors d'Égypte est contestée.

## Généalogie

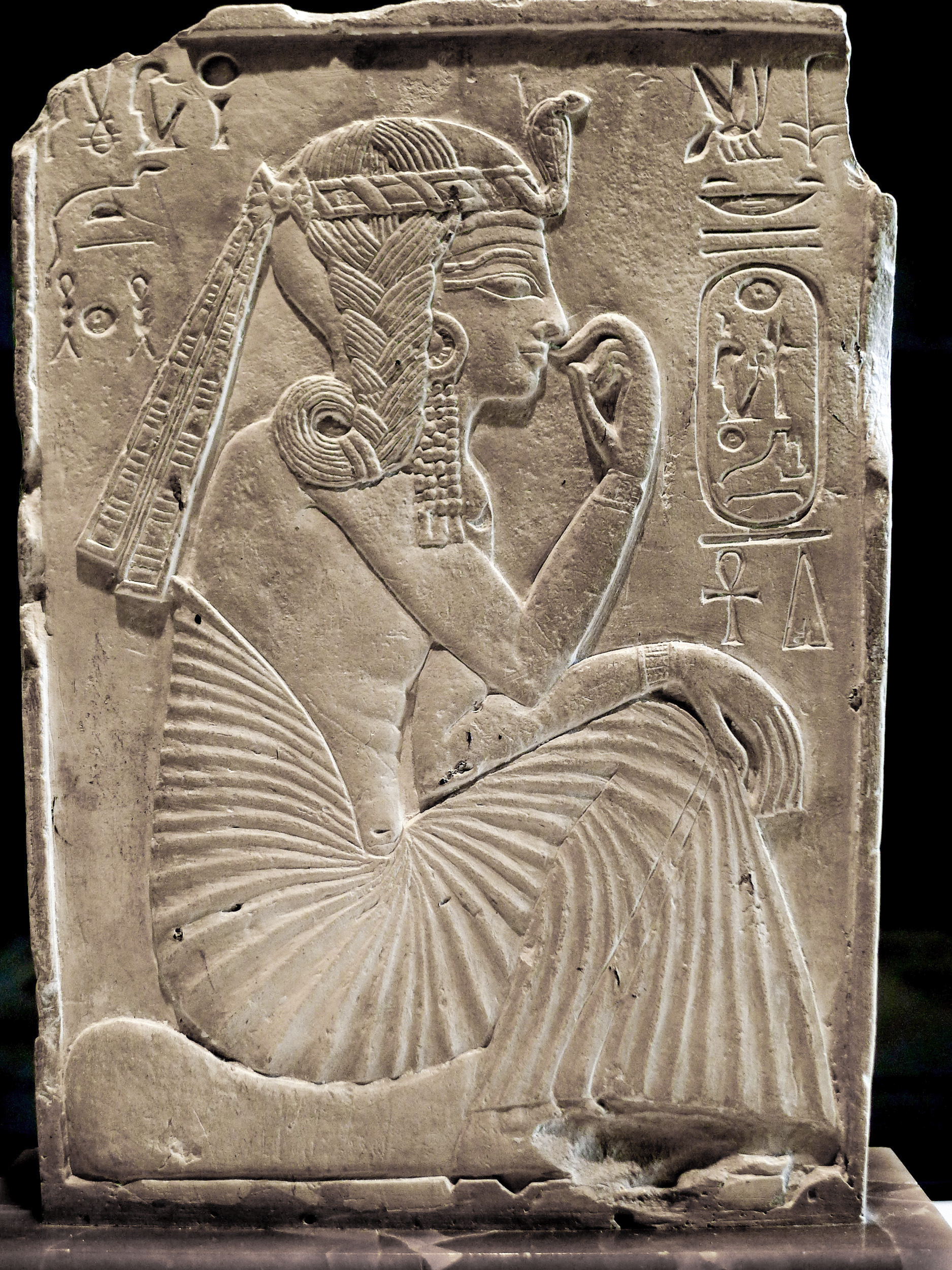
Ramsès représenté sous la forme d'un jeune prince enfant orné de l'uræus, royal symbole de sa destinée - Musée du Louvre.
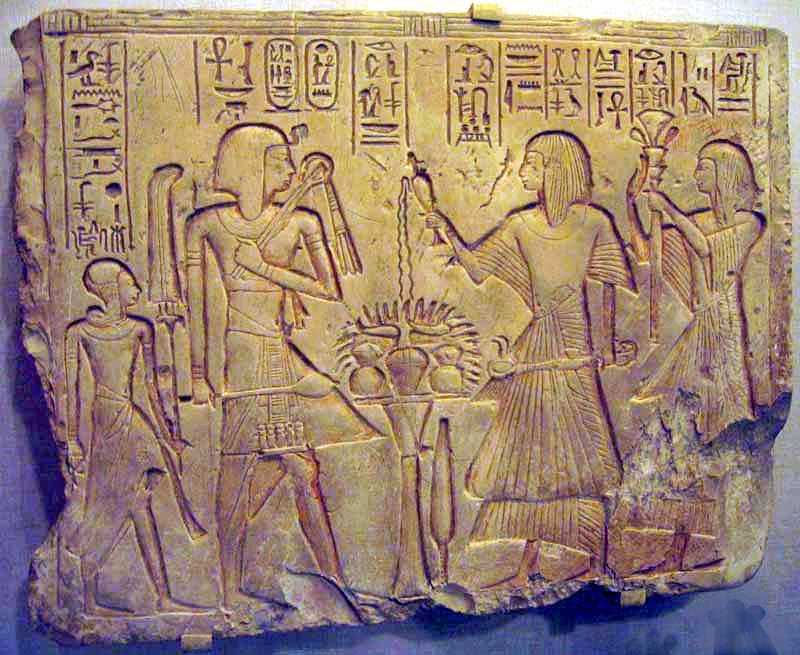
Stèle de Saqqarah représentant Séthi Ier suivi de son fils (tout à gauche, mais à la droite du roi), le prince héritier (futur Ramsès II), porteur de la  mèche de l'enfance et représenté en flabellifère[note 5] - Institut oriental de Chicago.

### Origine
Ramsès II est originaire d'une famille de militaires de la région d'Avaris. En effet, son arrière-grand-père Séthi, son grand-père paternel Pa-Râmessou, son père Séthi et son grand-père maternel Raïa étaient tous des militaires, de même qu'il est probable que sa grand-mère paternelle Satrê provienne elle-aussi d'une famille de militaires,. Toutefois, à la mort d'Horemheb, lui aussi militaire avant de devenir pharaon, c'est Pa-Râmessou qui lui succède et devient le pharaon Ramsès Ier pour au maximum deux ans. C'est ensuite le père de Ramsès II, Séthi Ier, qui devient roi pour une dizaine d'année. La stèle de l'an 400 évoque les ancêtres de Ramsès II tandis que ses grands-parents maternels, Raïa et [...]ouia, sont évoqués sur un bloc trouvé à Médinet Habou mais provenant probablement de la partie du Ramesséum dédiée à la mère de Ramsès II, Mouttouya.

### Fratrie
Ramsès II, né sous le règne d'Horemheb, est donc le fils cadet du roi Séthi Ier et de la reine Mouttouya (ou Touy, ou Touya). Il a en effet une sœur aînée nommée Tia, « Chanteuse d'Hathor », « Chanteuse de Rê d'Héliopolis » et « Chanteuse d'Amon-grand-dans-sa-gloire ». Cette Tia est mariée à un homme nommé lui aussi Tia, « Gardien du Trésor » et « Gardien du château d'Amon ». Ils devaient être par ailleurs déjà mariés et parents lorsque Séthi Ier monta sur le trône.
Certains chercheurs ont supposé que Séthi Ier et Mouttouya avait eu un autre fils, plus âgé que Ramsès II, nommé Nébenkhâsetnébet ou Amenméfernébef, sur la base d'une scène sur la paroi extérieure du mur nord de la grande salle hypostyle du temple d'Amon à Karnak dont l'un des personnages a été remplacé par Ramsès II. Il s'est avéré qu'aucun fils aîné n'avait été figuré à l'origine mais qu'il s'agissait du commandant des troupes et flabellifère Méhy. Enfin, Hénoutmirê, fille royale et grande épouse royale de Ramsès II en l'an 54, soit bien après la mort de ses deux principales grandes épouses royales, Néfertari et Iset-Nofret Ire, a été considérée par certains comme la fille de Séthi Ier et donc l'épouse de son frère. Elle est en fait la fille de Ramsès II et a donc épousé son père comme d'autres filles de ce dernier.

### Épouses et descendance
Ramsès II, au cours de son très long règne, a eu plusieurs grandes épouses royales, épouses secondaires, épouses diplomatiques et concubines qui lui ont donné plus d'une centaine d'enfants (plus de cinquante-quatre filles et au moins quarante-sept fils). Ses deux grandes épouses royales du début du règne sont :
- Néfertari, la préférée, qui est représentée sur de nombreux bâtiments et pour laquelle il fait creuser un magnifique hypogée dans la vallée des Reines, sur la rive occidentale de Thèbes ; la construction des temples d'Abou Simbel représente l'amour du couple royal[14] ; ils ont ensemble six enfants[15] :
  - Amonherkhépeshef (Amonherouenemef), le fils aîné du roi,
  - Parêherouenemef (Rêherounemef), le troisième fils du roi,
  - Méryrê, le onzième fils du roi,
  - Méryatoum, le seizième fils du roi,
  - Mérytamon, la quatrième fille du roi,
  - Hénouttaouy, la septième fille du roi,
- Iset-Nofret Ire (ou Isis-Néféret Ire), l'autre grande épouse royale (peut-être à titre posthume[16]) mais moins bien connue que Néfertari ; elle est la mère de plusieurs enfants[17] :
  - Ramessou, le deuxième fils du roi,
  - Khâemouaset, le quatrième fils du roi,
  - Mérenptah, le treizième fils et successeur de Ramsès II sur le trône du roi,
  - Bentanat (Bint-Anath), la fille aînée du roi.

Certains chercheurs ont fait du neuvième fils Séthi et des deuxième, troisième et cinquième filles Baketmout, Néfertari II et Nebettaouy les enfants de Néfertari, mais rien n'indique qu'ils soient les enfants de cette reine car ils ne sont jamais représentés dans la liste des enfants du couple à Abou Simbel, particulièrement concernant Séthi dont la mère s'appelait bien Néfertari mais devait être une épouse secondaire du roi. De par l'homonymie, il est possible que Néfertari II soit la fille de cette épouse secondaire, mais cela n'est pas certain.
De même, la sixième fille de Ramsès II, Iset-Nofret, a parfois été considérée comme la fille de la reine Iset-Nofret Ire, mais rien ne vient confirmer une telle hypothèse si ce n'est l'homonymie de ces deux femmes. De plus, elle a parfois été considérée comme étant la grande épouse royale de Mérenptah, Iset-Nofret II, mais cette hypothèse est très fragile car aucun document mentionnant cette reine ne lui donne le titre de « fille du roi », titre pourtant très important.
Ramsès II épouse également cinq de ses filles qui sont alors titrées grandes épouses royales, mais il n'a eu aucun enfant avec elles :
- Bentanat (ou Bint-Anath), la fille aînée du roi (certains ont donné à Bentanat une fille qu'elle aurait eu avec son propre père, fille qui serait également nommée Bentanat II, mais rien ne vient confirmer non seulement qu'elle se nomme Bentanat mais encore qu'il s'agit de sa fille[22]),
- Mérytamon (appelée aussi la reine blanche), la quatrième fille du roi,
- Nebettaouy, la cinquième fille du roi,
- Hénouttaouy, la septième fille du roi,
- Hénoutmirê, une fille un peu plus tardive.

Ramsès II a également eu quatre épouses diplomatiques, dont les deux premières, épousées avant l'an 34, sont des princesses de Babylone et de Zoulabi en Syrie ; le sort de ces épouses n'était toutefois pas enviable selon une lettre de la reine hittite Puduhepa, épouse de l'empereur hittite Hattusili III, et leurs noms sont même inconnus. Il n'en va pas de même avec la princesse hittite Maâthornéferourê, fille de Hattusili III et épousée en l'an 34 du règne. Ramsès II aurait peut-être eu avec cette reine une fille nommée Néférourê. À une date indéterminée, Ramsès II épousa une seconde princesse hittite mais dont le nom n'a pas été conservé. Ce dernier mariage est commémoré par deux stèles, trouvées l'une à Coptos et l'autre à Abydos.

## Prince égyptien

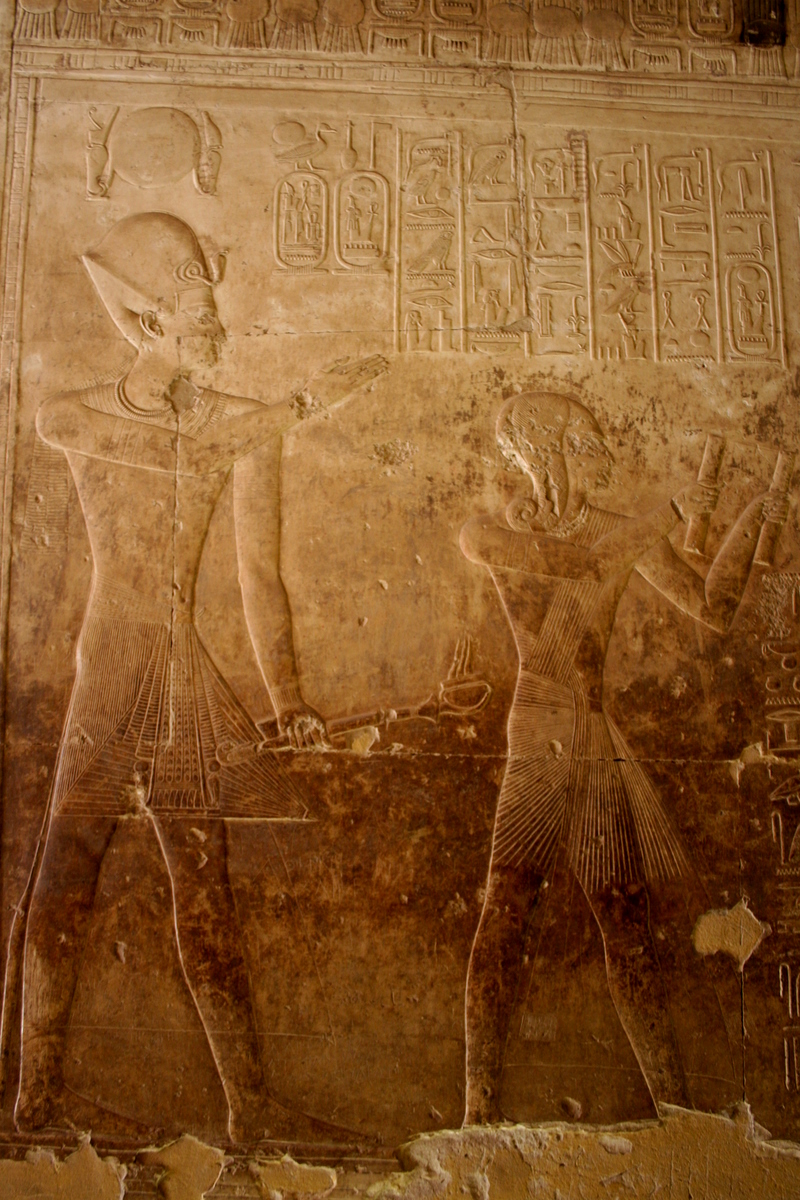
Une des quatre représentation de Ramsès enfant avec son père Séthi Ier dans le temple funéraire royal d'Abydos (ce n'est pas celle « à la peau de panthère »).

Ramsès II est né sous le règne du pharaon Horemheb, donc avant que sa famille n'accède à la royauté. Son grand-père Ramsès Ier est devenu roi lorsqu'il avait une dizaine d'années. Ramsès II est par ailleurs mentionné ou, plus souvent, représenté avec la mèche de l'enfance pendant le règne de son père Séthi Ier :
- sur une stèle datée de l'an 9 de Séthi Ier (soit probablement la dernière année de règne de ce roi) et décrivant la commande par le roi d'obélisques et de colossales statues en granite, il est indiqué que le travail s'est déroulé sous la supervision du prince Ramsès ; il est d'ailleurs très probable que ces obélisques et statues soient ceux au nom de Ramsès II installés à l'avant du temple de Louxor au tout début de son règne ; l'un de ces obélisques est celui aujourd'hui installé place de la Concorde à Paris[26],[27] ;
- sur l'îlot Hassawanarti jouxtant l'île Éléphantine, sous une représentation de son père offrant à Khnoum, Ramsès II est représenté sur un graffito en flabellifère[note 5] et la légende indique « le flabellifère à la droite du roi, le grand responsable de la troupe dans tous les monuments, le scribe royal véritable, son aimé, le prince héritier et fils royal Ramsès » ; Séthi Ier a fait rénover et construire dans les sanctuaires d'Éléphantine, et ce graffito renvoie probablement à certaines responsabilités que devait avoir le prince pendant ces travaux[28],[29] ;
- dans le temple funéraire de Séthi Ier à Abydos, dans le « couloir des rois » (où se trouve la table d'Abydos répertoriant soixante-douze rois ayant régné jusqu'à Séthi Ier), Ramsès est représenté avec son père Séthi quatre fois (deux fois sur chaque mur) ;  l'une de ces figurations montre le prince avec une peau de panthère, accompagné de ses cartouches, ce qui signifie que ce relief a été achevé ou modifié après que Ramsès II fut monté sur le trône[25],[30] ;
- sur la paroi extérieure du mur nord de la grande salle hypostyle du temple d'Amon à Karnak, le roi a faits modifier des représentations des campagnes du début du règne, l'une au Proche-Orient, la seconde contre les Tjéhénou (c'est-à-dire les Libyens), pour y faire apparaître son fils à la place d'autres personnages, dont l'un a parfois été pris comme un frère aîné de Ramsès, hypothèse aujourd'hui abandonnée, le personnage précédemment représenté étant le commandant des archers et flabellifère[note 5] Méhy[31] ;
- une stèle privée découverte à Saqqarah (voir illustration ci-dessus) montre les figures des scribes Tia (gendre de Séthi Ier) et son père supposé Amonouahsou honorant tous deux la figure divinisée de Séthi Ier, avec, derrière ce dernier, le prince Ramsès figuré en flabellifère[note 5] et accompagné de la légende « le fils royal de son ventre, son aimé, Ramsès »[25],[30] ;
- une autre stèle privée, provenant d'Abydos cette fois-ci, a été commanditée par Mâya, « scribe des offrandes divines d'Osiris, d'Horus, d'Isis et de tous les dieux du temple de Menmaâtrê » ; sur le cintre de la stèle sont représentés, en plus des divinités locales, Séthi Ier et Ramsès, ce dernier représenté encore en flabellifère[note 5] et accompagné de la légende « le premier fils royal de son ventre Ramsès »[25],[30].

Il semble que le prince Ramsès, s'il était peut-être trop jeune pour intervenir lors des actions militaires au Proche-Orient ou en Libye au tout début du règne de son père Séthi Ier, comme semble le montrer la modification des scènes militaires de Karnak, a toutefois participé à l'expédition à Assouan pour récupérer du granit, expédition ayant eu lieu à la toute fin du règne de Séthi, le fruit du travail réalisé ayant par ailleurs été récupéré par Ramsès II au tout début de son règne.

## Règne

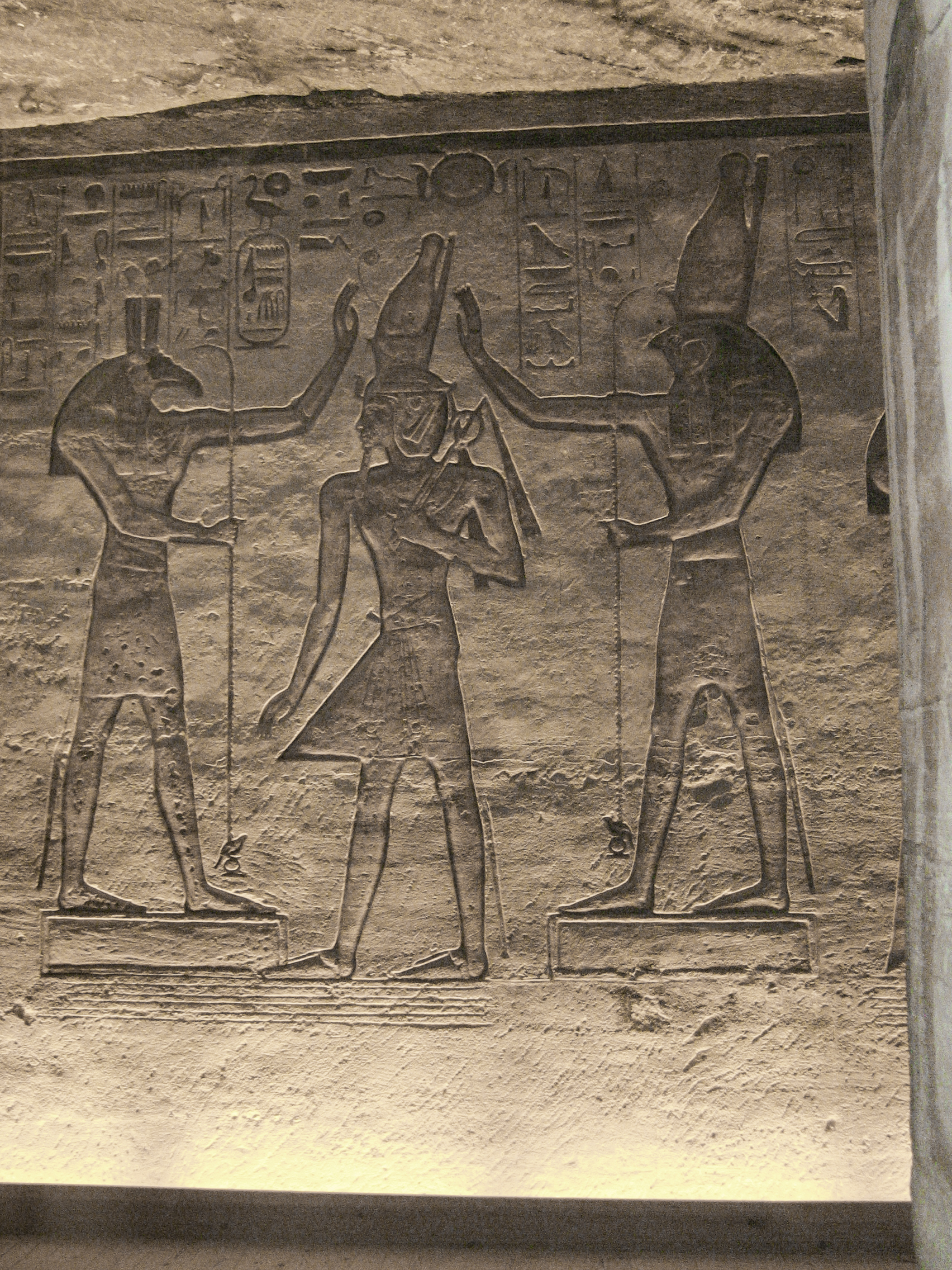
Ramsès II couronné par les dieux Seth et Horus - Abou Simbel

### Durée de règne
Ramsès II est monté sur le trône le 27e jour du IIIe mois de la saison Chémou, au lendemain de la mort de son père,,. Aucun document n'atteste formellement que Ramsès II soit monté sur le trône ce jour-là, toutefois, plusieurs documents originaires de Deir el-Médineh mis ensemble permettent de le déduire :
- près de huit documents, dont les dates vont de l'an 40 de Ramsès II à l'an 2 de Ramsès VI, font de ce 27e jour du IIIe mois de la saison Chémou un jour férié sans donner de justification particulière[34] ;
- le Journal de la Nécropole indique qu'en l'an 3 de Ramsès X, un jour de congé est accordé ce jour-là en raison de « l'apparition du roi Ousermaâtrê [...] » : un roi est donc monté sur le trône ce jour-là, mais, lors du règne de Ramsès X, plusieurs rois avaient déjà porté ce nom d'Ousermaâtrê[34] ;
- le Journal de la Nécropole (ostracon 25533) indique également, en l'an 3 du règne de Ramsès IV, que ce jour-là est férié en raison de « [...] Ousermaâtrê-Sétepenrê » : ce nom Ousermaâtrê-Sétepenrê ne peut correspondre qu'au roi Ramsès II[34].

Si un document originaire de Kôm Médinet Ghourob mentionne successivement les dates de 18e jour du Ier mois de la saison Akhet de l'an 67 et le 19e jour du IIe mois de la saison Akhet de l'an I, permettant de s'assurer de la mort du roi entre ces deux dates, une analyse des documents datés du règne de Mérenptah a permis de réduire la plage de l'avènement de ce dernier du 5e au 13e jour du IIe mois de la saison Akhet, signifiant que Ramsès II est décédé entre le 4e et le 12e jour.
Ces éléments permettent de conclure que le roi a régné soixante-six ans et quatre-vingt-un jours, ce qui est proche par ailleurs des soixante-six ans et deux mois donnés par Manéthon.

### Avènement du roi
Ramsès succède à son père Séthi Ier apparemment sans problème particulier. Il pourrait avoir été associé au trône (régent ou corégent) vers l'âge de quatorze ans à la fin du règne de ce dernier, selon l'interprétation que l'on fait de l'inscription dédicatoire d'Abydos mais ceci est réfuté par la plupart des chercheurs,.
Lorsqu'il monte sur le trône, il hérite d'une situation intérieure et internationale bien plus favorable qu'aux débuts de la XIXe dynastie. Les actions de son grand-père Ramsès Ier et de son père Séthi Ier, tous deux brillants généraux et chefs d'armée, ont eu pour résultats de restaurer la puissance de l'Égypte et d'éloigner durablement toute menace sur le double pays.
Cependant cette politique de conquêtes et d'expansion se heurte depuis plusieurs décennies à un adversaire de taille, l'empire Hittite, qui contrôle un vaste territoire depuis l'Anatolie jusqu'à l'Euphrate, assurant une domination sur des cités-États de Syrie et du Liban.
Ces riches cités portuaires et commerciales sont l'objet de toutes les convoitises, et vont se retrouver une fois de plus au milieu d'une guerre entre Égyptiens et Hittites.

### Guerre et paix

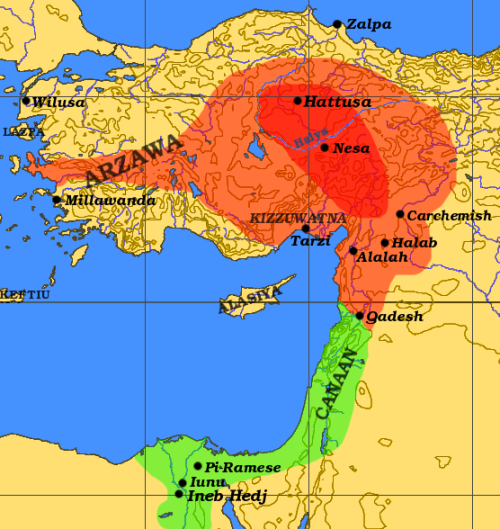
Les empires égyptien et hittite à l'époque de Ramsès II

Comme son père Séthi Ier, Ramsès veut protéger les intérêts de l'Égypte à l'Est contre les Hittites d'Asie. Il est confronté à cette menace dès le début de son règne, la guerre puis la paix avec les Hittites étant la grande œuvre de sa vie. Face à cette situation, Ramsès met sur pied une puissante armée et établit son camp de base à Pi-Ramsès, qu'il transforme en capitale de son empire. De nouveaux arsenaux y sont construits, ainsi que de grandes écuries pouvant accueillir les centaines de chevaux nécessaires au fleuron de son armée : les chars de guerre. Les vestiges de ces écuries ont récemment été identifiés à Qantir par une équipe d'égyptologues autrichiens dirigée par Manfred Bietak. Une fois les questions d'approvisionnement réglées, il lance plusieurs campagnes vigoureuses en Canaan. Il avance jusqu'à la ville de Qadesh, qu'il attaque lors de sa 5e année de règne, mais il n'y remporte qu'une semi-victoire.

#### Le début du règne
Le temple hémispéos d'Amon à Beit el-Ouali, situé en Nubie, a été creusé et décoré pendant les deux premières années du règne selon la graphie des noms royaux. Ce temple présente des scènes de guerre et de triomphe contre les Nubiens sur les parois sud et contre les Bédouins, Libyens et Syriens sur les parois nord. Il en a parfois été déduit que ces scènes représentaient de véritables actions militaires du roi, qu'il aurait donc effectuées au début de son règne. En réalité, ces scènes illustrent les activités militaires du règne de son père Séthi Ier, réappropriées par Ramsès II : la campagne de l'an 1 au Proche-Orient et la victoire contre l'incursion concomitante de Libyens dans le Delta ainsi que la répression de la révolte nubienne de l'an 8.
Une stèle datée de l'an 2 et dressée à Assouan indique que le roi a défait les Asiatiques et les guerriers de « Ouadj-Our » et ainsi permis aux habitants de la Basse-Égypte de pouvoir « passer la nuit en sommeil ». En réalité, il s'agit d'une stèle rhétorique visant à vanter les mérites du roi. Toutefois, la mention des guerriers de « Ouadj-Our » et la quiétude restaurée en Basse-Égypte pourraient faire référence à une attaque réelle des Shardanes que les troupes de Ramsès II auraient vaincus et que le roi aurait par la suite incorporés à ses propres troupes. En effet, les textes portant sur la bataille de Qadesh et gravés sur les temples égyptiens parlent des « Shardanes que Sa Majesté avait capturés et qu'il avait intégrés comme auxiliaires de sa force armée ». De plus, une stèle trouvée à Tanis mais dressée à l'origine à Pi-Ramsès mentionne également la victoire de Ramsès II contre ces Shardanes ; le texte lacunaire a été reconstitué comme suit :
« Sa puissance a traversé Ouadj-Our et les îles du milieu sont sous sa crainte. Ils viennent à lui chargés de leurs tributs, [Sa puissance ayant dominé] leurs cœurs. Les Shardanes au cœur rebelle que l'on n'avait jamais pu combattre lorsqu'ils venaient, [leur cœur] était puissant, [et ils naviguaient dans des bateaux] de guerre au milieu de la mer, sans que l'on pût leur résister. [Mais Lui, Il les a capturés en une victoire de son khépesh vaillant, qui (les) ramène vers Kémet], le roi de Haute et Basse-Égypte Ousermaâtrê-Sétepenrê, le Fils de Rê Méryamon-Ramsès, doué de vie (soit-il) comme Rê ! »
Toutefois, il n'est pas totalement certain que la stèle de l'an 2 d'Assouan parle de cette victoire contre les Shardanes, certains chercheurs pensent en effet que cette victoire eut lieu pendant la campagne de l'an 4 menée par le roi le long de la côte méditerranéenne au Proche-Orient. En effet, une campagne de l'an 4 est attestée par au moins deux stèles, mais ces textes sont extrêmement fragmentaires et ne permettent donc pas de comprendre exactement le but et le déroulement de la campagne. Le premier texte est une stèle érigée à Byblos le IVe mois de la saison Chémou de l'an 4, permettant ainsi d'en déduire qu'elle est partie d'Égypte à la fin de l'an 3 du règne. Le second texte, gravé sur un rocher à une dizaine de kilomètres au nord de Beyrouth est aujourd'hui complètement illisible, mais K. R. Lepsius a pu déchiffrer au XIXe siècle la date du 2e jour du IVe mois de la saison Akhet de l'an 4, permettant ainsi d'en déduire que la campagne a duré de cinq à six mois. Trois autres documents (la stèle rupestre d'Adhloun, aujourd'hui complètement détruite, et deux stèles de Tyr, dont l'une est très fragmentaire) sont non datés et pourraient avoir été réalisés pendant la campagne, mais cela n'est pas certain. L'objectif de cette campagne, l'année précédant celle de Qadesh, est difficile à établir de par l'état fragmentaire de la documentation et l'ombre portée sur elle par cette même campagne de Qadesh. Il est toutefois envisageable de considérer cette campagne comme un soutien militaire à l'Amourrou, territoire récupéré par Séthi Ier quelques années auparavant, face à Ougarit au Nord et Qadesh à l'Est, villes aux mains des Hittites.

#### La bataille de Qadesh

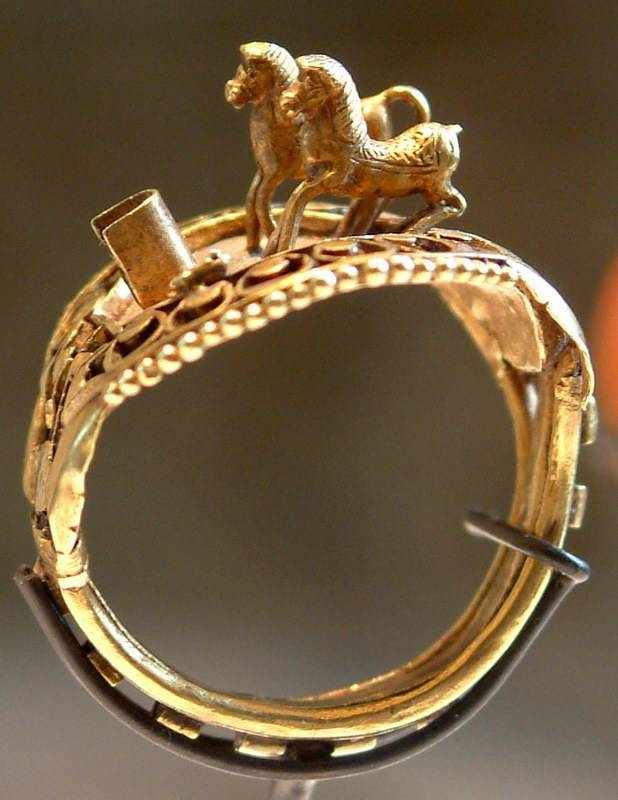
La bague aux chevaux : bague en or au nom de Ramsès II représentant ses deux chevaux qui le menaient à la bataille et le sauvèrent - Musée du Louvre.

Quittant l'Égypte par les Chemins d'Horus, une voie jalonnée de forteresses protégeant la frontière orientale du pays, l'armée de Ramsès longe la côte méditerranéenne, fait halte à Gaza, traverse Canaan puis pénètre au Liban, s'assurant au passage l'allégeance de ses vassaux, dont Byblos, l'indéfectible alliée. Puis Ramsès et ses troupes s'enfoncent dans les terres et prennent la direction de Damas afin de prendre le chemin menant à Qadesh.
De leur côté, les Hittites ont rassemblé une puissante armée de coalisés et se sont rassemblés dans la plaine de Qadesh. Ils y installent leur camp et attendent l'arrivée de l'ennemi. Ils envoient des éclaireurs, qui sont interceptés par les Égyptiens et ramenés au camp de Ramsès. Ils informent le roi que les troupes de Muwatalli II se trouvent au nord et n'osent pas s'avancer vers Qadesh, par crainte d'une confrontation avec les troupes égyptiennes.
Conforté dans son avance et impatient de reprendre la citadelle autrefois conquise par son père, Ramsès saisit sa chance et ordonne que l'armée se dirige à marche forcée vers la forteresse convoitée.
Convaincu que les assiégés ne pourront tenir longtemps face à sa puissante armée, il prend le risque de se détacher du gros de ses troupes. Le long cortège de soldats, répartis en quatre corps d'armée, s'étire alors sur la route. En tête de ses troupes, Ramsès et la division d'Amon traversent l'Oronte et sont les premiers à arriver sur le site.
La ruse hittite a fonctionné : l'armée de Ramsès offre dangereusement l'occasion que Muwatalli II et ses généraux attendaient pour anéantir les désirs de conquête des égyptiens. Une victoire écrasante, et dans l'idéal la capture du pharaon, déstabiliserait toute la région à leur profit, et la conquête de l'Égypte ainsi affaiblie serait à portée de main.
Les troupes égyptiennes sont coupées en deux par la charge de l'armée hittite, et Ramsès se retrouve seul face au danger. La division de Rê qui franchissait le fleuve est taillée en pièces par les chars hittites. Ceux-ci se retournent vers la division d'Amon et le camp de Ramsès, à peine installés au pied de la citadelle, déjà attaqués de leur côté par les fantassins de Muwatalli II. Le camp égyptien est envahi et les troupes du pharaon battent en retraite. Ramsès et sa garde rapprochée se jettent dans la mêlée et il envoie aux divisions de Ptah et de Seth restées en arrière des appels urgents, leur intimant l'ordre d'entrer dans la bataille.
Grâce à l'intervention conjointe des réservistes, les « Néarins », et à la marche forcée des contingents restés plus en arrière, Ramsès parvient à repousser l'attaque et à chasser les troupes de Muwatalli II au-delà de l'Oronte, causant de lourdes pertes aux Hittites. Cependant, au contraire de son père et de son illustre prédécesseur Thoutmôsis III, Ramsès, dont les troupes sont affaiblies au lendemain de la bataille, ne s'empare pas de la citadelle et Qadesh reste aux mains des Hittites.
Ce haut fait d'armes – dont nous possédons plusieurs versions en égyptien ancien, sur papyrus (le poème de Pentaour), mais surtout sur les grands tableaux historiés qu'il fait sculpter sur les murs des principaux temples du pays (Louxor, Karnak, Ramesséum, Abou Simbel...) – est considéré par le roi comme une grande victoire. Il l'offre à Amon qui l'aurait secouru en plein désarroi au milieu du péril. Cette épopée de Ramsès II a servi à légitimer son règne, et les premiers égyptologues ne remettent pas en cause sa victoire.
Les Hittites se déclarent eux aussi vainqueurs, l'issue de la bataille ayant davantage l'aspect d'un match nul que d'une débandade. Ramsès ne pousse pas plus loin cet avantage, et préfère renforcer ses positions.

#### Les campagnes de l'an 8 et l'an 10

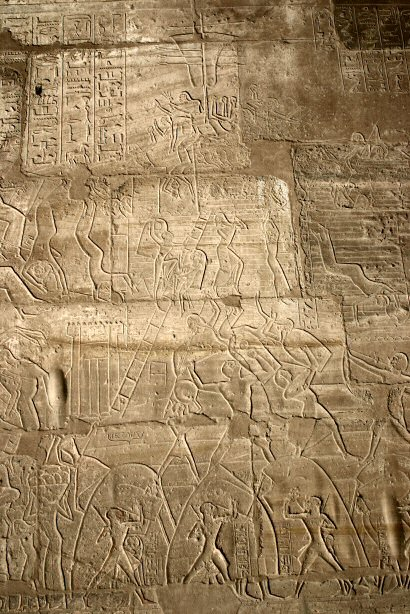
Soldats égyptiens et fils de Ramsès II lors du siège de Dapour - pylône du Ramesséum.

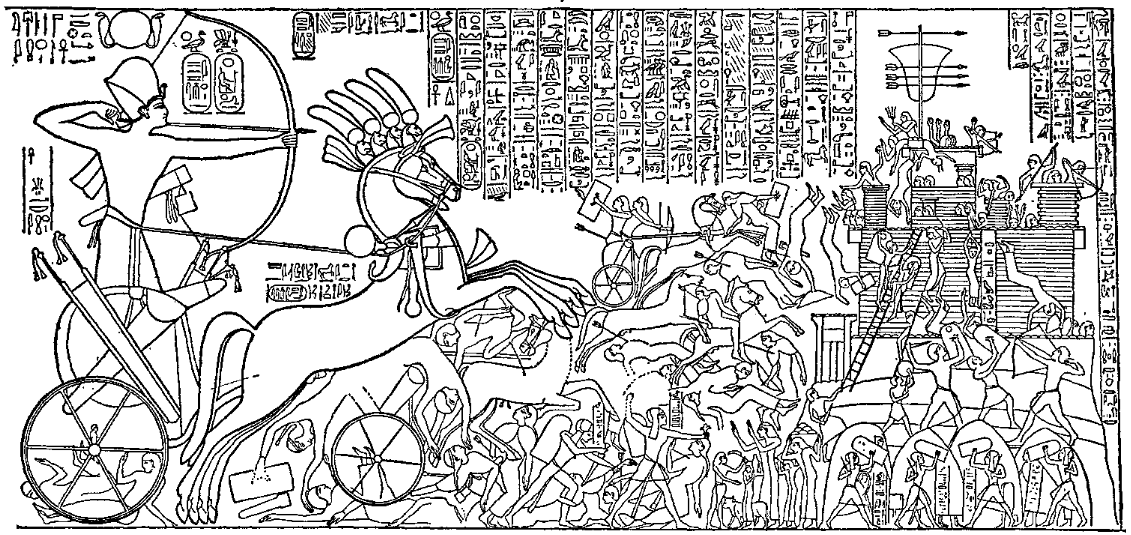
Siège et prise de la citadelle de Dapour par Ramsès II et son armée - salle hypostyle du Ramesséum.

Entre l'an 5 et l'an 21, date de signature du traité de paix égypto-hittite, plusieurs campagnes ont eu lieu au Proche-Orient et concernaient principalement d'une part la Galilée et l'Amourrou, et d'autre part les régions de Moab et d'Édom. La première campagne attestée après celle de Qadesh est celle de l'an 8 et concernait la Galilée et l'Amourrou, comme l'illustrent les parois de la salle hypostyle et du pylône du Ramesséum ainsi que la paroi extérieure du mur occidental de l'avant cour du temple de Louxor. Avant cette campagne, l'Amourrou avait été conquise par les Hittites et son roi destitué.
L'armée égyptienne reprend la route de la Syrie, contourne Qadesh par l'ouest et met le siège devant Dapour, une autre forteresse contrôlée par les Hittites. Il semble que Muwatalli II n'ait pas eu la capacité de contrer cette avancée sur son territoire, même si de nombreuses troupes avaient été mises en garnison dans et autour de la citadelle. La bataille s'engage dans la plaine, devant la cité, et les chars hittites font face aux chars égyptiens. Les Hittites, rapidement débordés, se réfugient dans la forteresse, qui est aussitôt attaquée par les fantassins égyptiens, parmi lesquels on compte plusieurs fils du roi qui mènent le siège.
Des représentations de cette nouvelle bataille dans les temples de Louxor et celui du Ramesséum présentent en une unité de scène les différentes étapes de la bataille et du siège, depuis le combat dans la plaine jusqu'à la reddition du prince de Dapour, qui tend un encensoir en signe d'armistice. Dapour est conquise et Ramsès y fait ériger une statue à son effigie. Il y installe également une garnison à demeure. Cette prise de Dapour représente pour Ramsès une revanche sur la semi-défaite de Qadesh. En tenant cette position plus septentrionale, il montre sa capacité à prendre aux Hittites un point stratégique d'importance qui sépare l'Amourrou de leur emprise.
En l'an 10, pour consolider ses positions, il organise une nouvelle campagne. Il fait défiler les troupes égyptiennes dans les principales cités de la région, prenant au passage Acre. Tyr, Sidon et Byblos renouvellent leur allégeance et l'armée égyptienne pénètre encore plus avant en territoire hittite, s'emparant de la cité de Tounip.

#### La campagne en Moab
Une campagne eut lieu dans le pays de Moab et fut placée par certains dès l'an 7. Auparavant, le déroulement de cette campagne avait été conjecturé comme étant le fait du roi et de son fils aîné. Amonherkhépeshef aurait traversé le Néguev et contourné la mer Morte par le sud, pour se diriger droit sur Édom et remonter sur Moab. Puis il aurait mis le siège devant la cité de Rabath Batora qu'il aurait conquise et où il aurait installé son camp de base. De son côté, Ramsès aurait quitté la capitale de Pi-Ramsès avec l'autre partie de son armée au même moment que son fils, longeant la côte en s'assurant du contrôle de Gaza et d'Ashkelon. Puis, bifurquant vers Jérusalem, il aurait marché sur Jéricho et, contournant la mer Morte par le nord, il aurait pénétré en Moab. Ensuite, dépassant le mont Nébo, il aurait conquis la cité de Dibon et fait la jonction de son armée avec celle de son fils restée à Rabath Batora. Grâce à cette prise en tenaille, la conquête aurait été rapide et le pharaon aurait soumis les princes locaux qui lui auraient fait allégeance. Ramsès aurait alors laissé dans les cités prises des garnisons chargées d'organiser le contrôle de la région et de surveiller les mouvements des nombreuses populations nomades qui circulaient alors. Parmi celles-ci, on aurait compté les bédouins Shasou, vassaux des Hittites, et les Apirou qui opéraient de fréquentes incursions dans les territoires contrôlés par l'Égypte. Une fois assuré de ses arrières et de son ravitaillement, Ramsès aurait alors repris la route de la Syrie pour reprendre les territoires perdus et abandonnés aux Hittites lors de la bataille de Qadesh. Le pharaon, son fils et leur armée rassemblée auraient remonté vers le mont Nébo et pris Heshbon en Ammon. Enfin ils auraient marché sur Damas, l'antique Temesq, où le roi fonda une nouvelle cité à son nom : Pi-Ramsès de la vallée des Cèdres. Une fois le contrôle assuré de l'ensemble de cette partie de la Jordanie et de la Syrie actuelles, les troupes égyptiennes se seraient alors dirigées à nouveau vers l'Oronte et auraient atteint la ville de Koumidi, qui aurait également subi un siège et été prise.
Toutefois, ce déroulement est remis en cause car, d'une part, les textes semblent indiquer l'absence du roi, et d'autre part, la Syrie n'est jamais mentionnée en association avec la campagne de Moab. De plus, cette campagne semble avoir été menée par le prince aîné Amonherkhépeshef, ce qui rend peu probable cette date de l'an 7, le prince devant au mieux avoir une quinzaine d'années. Or, pour mener une telle campagne, le prince devait plutôt avoir une vingtaine d'année minimum, ce qui permet de placer cette campagne pendant la deuxième décennie du règne. Enfin, il semble qu'aucune confrontation avec les Hittites n'eut lieu lors de cette campagne, cette dernière ne concernant finalement que des territoires proche-orientaux soumis à l'Égypte mais visiblement en révolte.

#### La stèle de l'an 18 à Beït Shéan
Une stèle datée du 1er jour du IVe mois de la saison Peret de l'an 18 à Beït Shéan, ville soumise à l'Égypte depuis la campagne de l'an 1 de Séthi Ier, indique qu'une opération militaire a été menée à l'encontre des bédouins Âamou par les troupes égyptiennes sur l'ordre de Ramsès. Une fois les révoltés soumis, certains d'entre eux vinrent devant le roi à Pi-Ramsès chargés de présents :
« À l'aube, ce qu'il a ordonné était advenu. Il a fait que les Âamou se retirent rapidement, le combat étant devenu une chose abominable à leur cœur. Ils vinrent vers lui ensemble en baissant le regard, vers son palais de vie et de pouvoir de Per-Ramsès-Méryamon, grande de victoires. »

#### Le traité de paix égypto-hittite

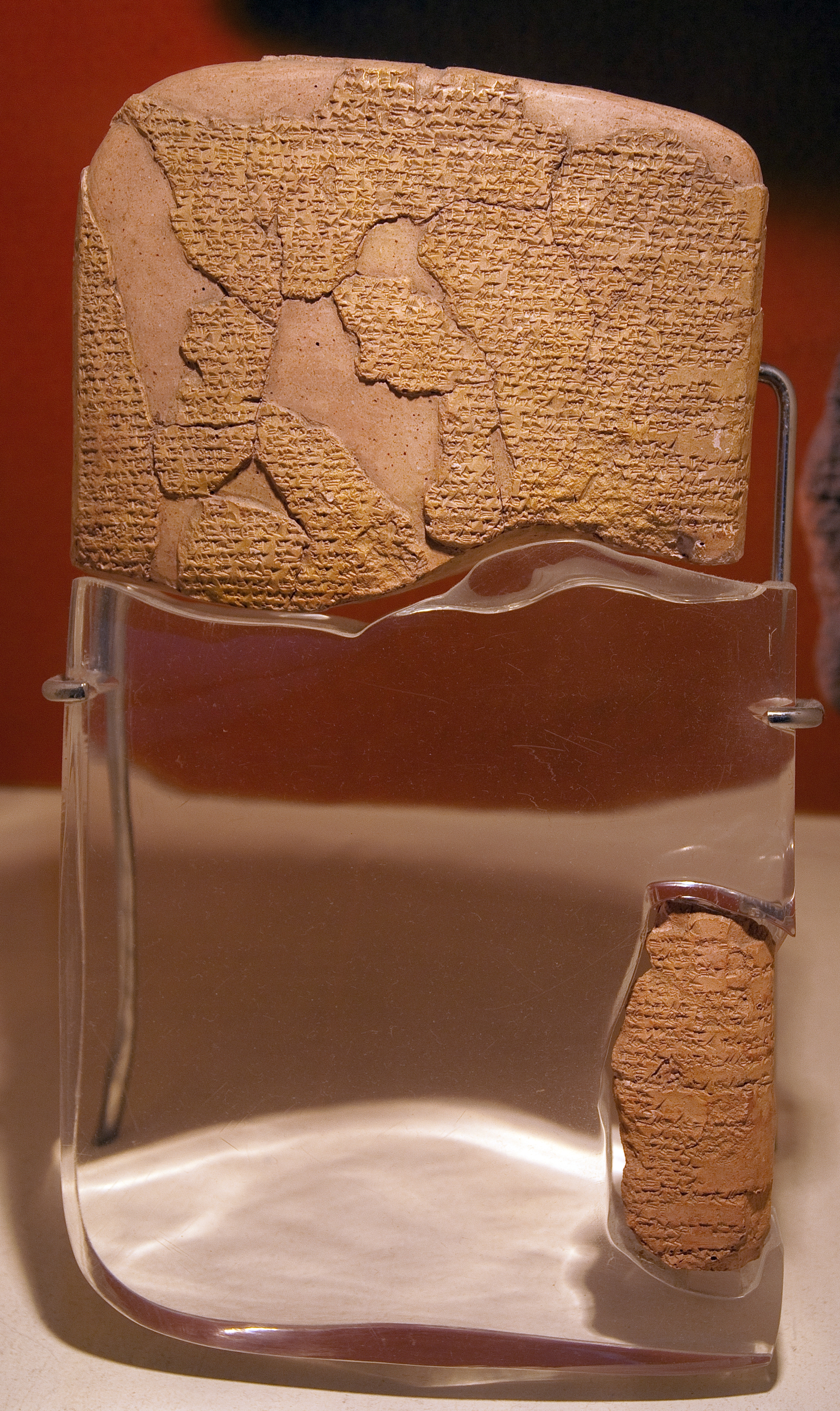
Tablette du traité égypto-hittite conservée au musée archéologique d'Istanbul.

Le conflit entre l'Égypte et le Hatti, à défaut d'épuiser les belligérants, ne permettaient pas de faire émerger une nette victoire de l'un sur l'autre. C'était au contraire une succession de batailles qui permettaient tantôt à l'armée hittite, tantôt à l'armée égyptienne de grignoter du terrain. Mais aucune grande bataille n'était engagée, comme si le risque d'une défaite et d'un affaiblissement décisif de l'un ou l'autre des empires l'avait emporté sur les ambitions d'élargissement des possessions.
De plus, la situation intérieure de l'empire hittite se dégrada avec la mort de Muwatalli II. Sa succession était difficile avec l'usurpation du trône par Mursili III, fils de Muwatalli II et d'une épouse secondaire. De plus, la montée de la puissance assyrienne représentait une menace pour le Hatti, qui cherchait dès lors à faire alliance avec ses anciens ennemis, à commencer par Babylone. Il semble que ce soient les Hittites qui aient pris l'initiative de faire à l'Égypte des propositions de paix et d'alliance,. En effet, Hattusili III, frère de Muwatalli II, s'empara du trône en faisant prisonnier l'usurpateur Mursili III, mais ce dernier en exil dans le Noukhashshe s'était échappé vers le territoire égyptien. C'est donc face à la menace assyrienne et devant la peur de voir son neveu reprendre le trône que Hattusili III choisit de lancer des pourparlers de paix avec l'Égypte ; le traité fut conclu en l'an 21 du règne de Ramsès II et est le plus ancien connu à ce jour.
Ces négociations conduisirent les deux souverains à s'envoyer un volumineux courrier ainsi que des cadeaux en grand nombre. À ce ballet épistolaire participent non seulement les souverains, mais aussi les reines et les ministres, tel le vizir Paser. Hittites et Égyptiens s'engagèrent à ne plus se faire la guerre, à s'aider mutuellement en cas de catastrophe ou d'invasion. Une fois les clauses du traité réglées, elles ont été inscrites sur de grandes tablettes en argent massif scellées par Hattusili III et remises par l'ambassadeur du Hatti à Ramsès dans sa capitale du delta du Nil. En échange, ce dernier avait fait parvenir au roi hittite la version égyptienne marquée de son sceau. Chacune des deux tablettes a été déposée aux pieds des principales divinités des deux empires : Teshub pour le Hatti et Rê pour l'Égypte. La version égyptienne de ce traité a été reproduite sur les murs de Karnak et au Ramesséum, mais cette dernière version est réduite à quelques fragments. La version hittite, retrouvée à Hattousa, la capitale du royaume hittite (dans l'actuelle Anatolie en Turquie), est écrite en akkadien sur une tablette d'argile conservée au musée archéologique d'Istanbul.

« Ramsès, Grand Roi, Roi d'Égypte, est en bonne paix et bonne amitié avec [Hattusili], Grand Roi du Hatti. Les fils de Ramsès-aimé-d'Amon, [Grand Roi], Roi d'Égypte, seront en paix et [en fraternité avec] les fils de Hattusili, Grand Roi, Roi du Hatti, pour toujours. Et ils resteront dans les mêmes relations de fraternité [et de] paix comme nous, ainsi l'Égypte et le Hatti seront en paix et en fraternité comme nous pour toujours. Ramsès-aimé-d'Amon, Grand Roi, Roi d'Égypte, n'ouvrira pas à l'avenir d'hostilités contre le Hatti pour y prendre quoi que ce soit, et Hattusili, Grand Roi, Roi du Hatti, n'ouvrira pas à l'avenir d'hostilités contre l'Égypte pour y prendre quoi que ce soit. »

— Extrait du traité d'amitié entre Ramsès II et Hattusili III, version de Ramsès II retrouvée à Hattousa sur tablette d'argile.

#### Les suites du traité
De nombreuses lettres ont été échangées entre les cours hittite et égyptienne, mais seules celles envoyées par les Égyptiens aux Hittites ont été retrouvées. Dans ces lettres, les uns prenaient des nouvelles des autres, ou encore le roi hittite demandait l'aide d'un médecin égyptien, et ce, à plusieurs reprises. Il est à noter que si ces échanges semblent avoir toujours été cordiaux, une affaire mena toutefois à des tensions. Il s'agit de celle de l'ancien roi déchu Mursili III qui avait trouvé refuge en territoire égyptien. Selon les lettres, toutes envoyées par Ramsès, ce dernier nia son implication dans l'évasion de ce roi déchu, puis marqua sa bonne volonté en vue d'aider son homologue, en permettant à un émissaire hittite, nommé Nérikaili, de le retrouver, ce que ce dernier fit mais il mourut au cours de sa mission. Ramsès fit alors comprendre à Hattusili que Mursili devait se trouver dans l'un des territoires vassaux de Syrie et, une fois que le roi hittite le captura, Ramsès le convainquis d'envoyer Mursili en exil en Égypte, d'où il ne pourrait pas fomenter de complot contre lui. Il semble que la clause d'extradition que comportait le traité égypto-hittite amena Mursili à se satisfaire pleinement de sa prison dorée.
À partir de l'an 30, des négociations commencèrent entre les cours égyptienne et hittite au sujet d'un mariage entre Ramsès et une princesse hittite, mariage qui semble avoir été à l'initiative de Hattusili III, ce dernier sachant que Ramsès avait déjà conclu deux autres mariages diplomatiques. Puduhepa, épouse du roi hittite Hattusili III, s'impliqua particulièrement dans les négociations, car elle savait que les princesses concernées par ces mariages diplomatiques vivaient recluses, ce qu'elle ne voulait visiblement pas pour sa fille. De plus, elle accusa Ramsès de plus s'intéresser à la dot qu'à la princesse elle-même et exigea que ses messagers puissent joindre la princesse sans entrave. Les négociations semblent ne pas avoir été simples car la princesse fut retenue relativement longtemps. Une fois les négociations terminées, des envoyés égyptiens se rendirent à Hattousa, la capitale hittite, pour procéder à l'onction de la princesse par le versement de l'huile sur sa tête, acte qui officialisa l'union. La princesse prit alors la route de l'Égypte avec sa dot,.

« Le Dieu Soleil et le Dieu de l'Orage veilleront à ce que tous les arrangements que ma sœur (Puduhepa) désire pour sa fille soient accomplis. Ils l'installeront dans la maison du Roi (Ramsès), ton frère, puisqu'elle est destinée à régner sur l'Égypte. Ils satisferont ma sœur et le Roi (d'Égypte), ton frère, avec les dispositions qu'ils prendront pour elle. »

— Extrait d'une lettre de Ramsès II à Puduhepa, garantissant la bonne installation de la princesse hittite qu'il va épouser.
Les événements qui suivent ont été décrits dans ce qui est appelé les « stèles du mariage », datées de l'an 34 et conservées de manière plus ou moins fragmentaire en cinq endroits : le grand temple d'Abou Simbel, le temple d'Aksha, le temple d'Amara-Ouest (en), le quai d'Éléphantine et le IXe pylône du temple d'Amon-Rê à Karnak, ainsi que de deux versions abrégées découvertes dans l'enceinte de Mout à Karnak. Lorsque la princesse atteignit la frontière égypto-hittite accompagnée de son escorte, un message fut envoyé à Ramsès qui dépêcha une escorte égyptienne jusqu'au point de rencontre. Les deux escortes se rencontrèrent à la frontière et fraternisèrent, puis elles accompagnèrent la princesse jusqu'à Pi-Ramsès où elle rencontra le roi, lors du IIIe mois de la saison Peret de l'an 34. La princesse sembla plaire à Ramsès, d'après le texte des stèles, elle fut renommée d'un nom égyptien, Maâthornéferourê, et porta le titre de grande épouse royale. Ramsès semble avoir conservé une certaine rancœur au terme de cette affaire, tant celle-ci avait trainé en langueur. Dans les stèles du mariage, il n'hésitera pas à présenter son homologue hittite comme le roi d'un pays dévasté, abandonné par son dieu de l'orage, réduit à offrir une princesse et un tribut en soumission au roi d'Égypte pour obtenir de lui son salut.
Peu après, le 13e jour du Ier mois de la saison Peret de l'an 35 (soit dix mois après l'arrivée de la princesse), un nouveau texte connu comme étant la « Bénédiction de Ptah » a été gravé en plusieurs exemplaires, dont quatre sont conservés : le grand temple d'Abou Simbel, le temple d'Aksha, le temple d'Amara-Ouest (en) et le IXe pylône du temple d'Amon-Rê à Karnak, en association d'ailleurs avec l'exemplaire de la stèle du mariage présent au même endroit. Dans ce texte sont mentionnés les bienfaits qu'a accordé Ptah au roi, notamment la domination des populations étrangères ainsi que les succès diplomatiques récents avec les Hittites. Ce texte est interprété par certains comme une manière de célébrer la naissance de la fille de Maâthornéferourê, qui pourrait être Néférourê. Une lettre de Hattusili III indique d'ailleurs que le roi hittite exprime le souhait de la voir un jour mais regrette que sa fille n'ait pas conçu un garçon. La princesse termine probablement sa vie dans le harem du roi à Gourob, dans le Fayoum. Sa tombe n'a jamais été retrouvée.
Plus tard, un prince hittite, Hismi-Sharrouma, est venu en Égypte pour organiser l'acheminement de grain vers son pays lors d'un hiver, mais la date exacte est inconnue. Cet envoi de grain égyptien vers le Hatti fait partie du traité de paix égypto-hittite, l'Égypte étant riche en céréales. Plus tard, à une date indéterminée mais entre l'an 42 et l'an 56 d'après la graphie des noms royaux, une seconde princesse hittite a épousé Ramsès II. Ceci est relaté par un texte dont on a conservé deux exemplaires : l'un à Coptos, le second à l'angle sud-est de la première cour du temple de Séthi Ier à Abydos. Ce texte ne donne toutefois pas le nom de la princesse hittite et c'est surtout la dot qui est évoquée. Ce fait est cependant révélateur de la normalisation pacifique des rapports entre les deux États.

#### La révolte nubienne
Une campagne eut lieu en Nubie contre le pays d'Irem, territoire situé entre la troisième et la quatrième cataracte. Si cette campagne a été datée diversement, il semble qu'elle ait eu lieu vers l'an 38. Elle a en tout cas eu lieu alors que Sétaou était fils royal de Koush, comme l'indique la stèle VII de l'Ouadi es-Seboua :
« Le khépesh vaillant de Pharaon, mon maître parfait, a pillé le pays d'Irem le vaincu [et a capturé] le prince d'Akyta avec son épouse, ses enfants et tous ses gens, alors que j'étais un commandant de troupes qui dirigeait la route à la tête de son armée . »
Cette campagne est également mentionnée dans le temple d'Amara-Ouest (en), montrant les princes Sethemouia et Mérenptah menant le cortège de prisonniers nubiens. La double stèle no  24 d'Abou Simbel, commanditée en l'an 38 par Séatou, montre d'ailleurs le triomphe du roi contre les Nubiens.

### L'Empire égyptien
Le contrôle du territoire égyptien et des territoires soumis est un élément important de la politique pharaonique, cette gestion permettait de contrôler les routes commerciales et d'avoir accès aux mines et aux carrières tout en s'assurant de recevoir des tributs des territoires conquis.

#### Le Proche-Orient
Le Proche-Orient est un agrégat de petites royaumes et de cités soumis à l'influence des deux grands empires de l'époque : le Hatti et l'Égypte. La partie sous influence égyptienne, limitée au nord par l'Amourrou et Qadesh-sur-Oronte, est un territoire contrôlé par des élites locales égyptianisées. Cette emprise égyptienne sur ce territoire se traduit par la construction de monuments, à la fois de nature militaire et économique, dans le but d'une part de contenir la puissance hittite et de maintenir la soumission des populations locales, et d'autre part d'assurer l'approvisionnement de l'Égypte en matières premières et en main d'œuvre. Si, du règne de Séthi Ier, quelques monuments (stèles et installations) ont été découverts, la plupart des artefacts découverts au Proche-Orient est de petite taille, principalement des scarabées,.

#### Le Delta oriental et le Nord-Sinaï
Depuis la Préhistoire, le Nord-Sinaï est une voie de communication primordiale entre l'Afrique et l'Asie, où hommes et marchandises transitent. De plus, la région est source de matière première également, comme le cuivre. Ainsi, ce territoire a fait l'objet très tôt dans l'histoire égyptienne de toutes les attentions du pouvoir royal. Cela passe, entre autres, par la construction de nombreuses forteresses visant à la fois à être un point de départ pour les expéditions égyptiennes vers cette région et à arrêter les pénétrations venant du Proche-Orient. La région à la pointe nord-est du delta, passage obligé entre le Nord-Sinaï et la vallée du Nil, a été nommée Tjarou par les Égyptiens et était arrosée par la branche pélusiaque du Nil, aujourd'hui asséchée.
Le Nord-Sinaï était constitué de nombreuses forteresses ponctuant le parcours, pourvues d'épaisses enceintes et associées chacune à un puits. Sur les sites fortifiés de Kharrouba (au nord-est d'el-Arich) et de Bir el-Abd (au sud du lac Bardawil), en activité depuis la XVIIIe dynastie, du matériel archéologique datant du règne de son père Séthi Ier a été découvert. À Tell el-Borg, à l'ouest de Tell Héboua, deux enceintes ont été découvertes, dont l'une date de l'époque ramesside.
Le site de Tell Héboua, en activité pendant la XIXe dynastie, est quant à lui séparé en deux zones : Tell Héboua I, d'une superficie de 17 hectares, et Tell Héboua II, d'une superficie de 7,5 hectares et aménagé sur une île au sud de Tell Héboua I. Un pseudo-pyramidion en grès rouge, réalisé par Séthi Ier en l'honneur de son père Ramsès Ier et sur lequel Ramsès II a gravé son nom, doit provenir de Tell Héboua I. Le temple de Tell Héboua II, décoré sous le règne d'Amenhotep II, possède un parement extérieur daté de Ramsès II. De plus, les treize entrepôts aménagés à l'est du temple sont accessibles par des portes en pierre gravées au nom de Séthi Ier, les treize entrepôts aménagés à l'ouest du temple sont quant à eux datés de Ramsès II et Séthi II.
Le Delta oriental, arrière-garde de Tjarou, est aussi constitué de forteresses pour son rôle stratégique. Sur le site de Tell er-Rabata, une structure fortifiée ramesside a été érigée. Des blocs ramessides trouvés à Tell el-Maskhouta attestent également d'une intervention royale à cette période. La tombe de Qénamon, « superviseur des archives royales », y a d'ailleurs été découverte et le style permet de dater la tombe de Séthi Ier ou de Ramsès II.

#### Le Delta occidental et le désert occidental
Après la campagne contre les Tjéhénou sous le règne de Séthi Ier, le Delta occidental (de la pointe nord-ouest à Memphis) et la région désertique adjacente ont fait l'objet de toutes les attentions royales par la construction de nombreuses forteresses (el-Alamein, el-Gharbaniyat, Tell Abqaˁin, Kôm Firin, Kôm el-Hisn, Karm Abou Girg, Zaouiet Oumm el-Rakham (en)) au début du règne de Ramsès II, et ce, jusqu'à plus de 300 kilomètres à l'ouest du Delta du Nil. Toutefois, si ces forteresses datent du tout début du règne de Ramsès II, il est possible que l'initiative de l'entreprise revienne à Séthi Ier.
On trouve ainsi : 
- à el-Alamein : des stèles gravées au nom de Ramsès[69],
- à el-Gharbaniyat (50 kilomètres à l'est d'el-Alamein) : les fondations de structures en brique crue et une colonne fragmentaire au nom de Ramsès[69],
- à Tell Abqaˁin : de nombreux fragments de jambages de portes provenant d'une forteresse de plus de 80 mètres sur 80 mètres[69],
- à Kôm Firin, à la limite occidentale du delta, une enceinte de 220 mètres sur 200 mètres aux murs d'une épaisseur de 5 mètres entoure un ensemble de magasins et un temple en brique et en pierre[69],
- à Kôm el-Hisn, divers éléments architecturaux au nom du souverain[69],
- à Karm Abou Girg, un obélisque et des blocs au nom de Ramsès faisant probablement partie d'une fortification[69],
- à Zaouiet Oumm el-Rakham (en), une enceinte de 100 mètres sur 80 mètres avec à l'intérieur un temple, des chapelles et deux rangées de magasins oblongs se faisant face ; les inscriptions retrouvées sur place, notamment sur des stèles, portent les noms de gradés militaires du règne ou la titulature de Ramsès II, qualifié de « Celui qui anéantit ceux de Tjéhénou »[69].

#### La Nubie
La Nubie est un territoire qui a été contrôlé à plusieurs reprises au cours de l'histoire égyptienne. C'est une région très importante pour les Égyptiens, notamment pour ses mines d'or, mais aussi pour les produits exotiques qu'elle fournit. La région est divisée en deux zones : Ouaouat, ou Basse-Nubie, s'étendant d'Éléphantine à au-delà la deuxième cataracte, vers Semna, et Koush, ou Haute-Nubie, s'étendant de Senma à la cinquième cataracte. Toutefois, il n'y a pas de monuments de Séthi Ier après le Gebel Barkal, en aval de la quatrième cataracte. L'État égyptien va, au début de la XIXe dynastie, non seulement valoriser les forteresses et les temples précédemment construits, notamment au Moyen Empire et à la XVIIIe dynastie, mais aussi établir ses propres aménagements, dans le but d'intégrer les populations nubiennes à la société égyptienne.

##### Les forteresses nubiennes
Les forteresses du Moyen Empire, formant un réseau mis en place sous le règne de Sésostris III, ont été modifiées au cours des règnes de Ramsès Ier, de Séthi Ier et de Ramsès II. Ces modifications concernent principalement les temples et les quartiers réservés aux fonctionnaires : des stèles font figurer des décrets royaux imposant des fonctionnements et des approvisionnements des temples, tandis que des jambages sont gravés aux noms du personnel de la forteresse. Si ces décrets royaux n'ont été trouvés qu'à Bouhen, il est probable que les autres forteresses étaient aussi concernées.
En plus des modifications aux forteresses existantes, Séthi Ier a fait construire de nouvelles villes fortifiées et dotées de temples en pierre. Il est possible que la fondation de ces villes soit à dater d'après la révolte de l'an 8, le roi voulant consolider la position égyptienne dans la région. Ainsi, la ville d'Amara-Ouest (en), nommée « Per-Menmaâtrê », est fondée au niveau de la troisième cataracte et devient le siège de l'administration du vice-roi de Koush. Le site, couvrant une surface d'environ 20 mètres sur 200 mètres, est renommé « Per-Ramsès-Méryamon » sous le règne de Ramsès II. Le temple de la ville, en grande partie construit par Ramsès II même s'il a été initié sous Séthi Ier, est dédié à Amon et à la triade d'Éléphantine (Khnoum, Satet et Anouqet),. De même, Séthi Ier avait fondé la ville fortifiée d'Akcha, en aval de la deuxième cataracte, comme en témoignent les blocs à son nom dans le temple et les annexes, même si une très grande partie du travail dans le temple date de son fils Ramsès II, temple dédié d'ailleurs à une forme spécifique d'Amon et au roi Ramsès II lui-même.
Ainsi, Ramsès II hérite de son père Séthi Ier d'une situation stable (la population nubienne est calme sous son règne, à l'exception d'une révolte en pays d'Irem au sud de la Haute-Nubie) et d'un programme de fortification ambitieux qu'il mène à son terme. Ce programme de fortification est accompagné également d'un programme de construction de nombreux temples,.

##### Les temples nubiens

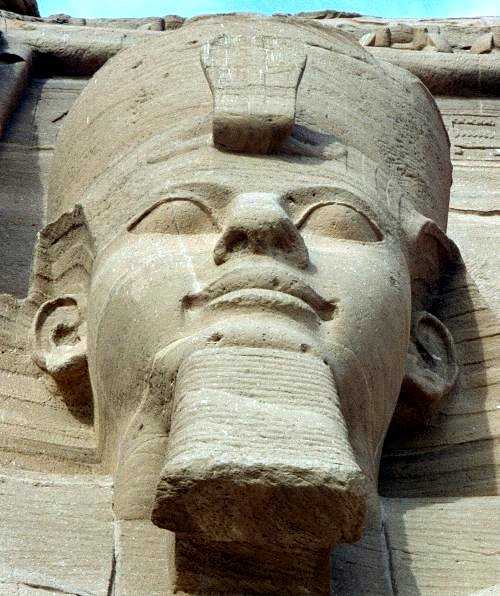
Ramsès II, Abou Simbel

Il organise un véritable programme architectural pour la région immédiatement au sud de la première cataracte, qui est la frontière historique de l'Égypte avec son voisin méridional. Il fonde également une série de sanctuaires, que l'on nomme hémispéos, car en partie creusés dans la roche et en partie construits en maçonnerie, dédiés aux dieux dynastiques et étroitement liés au rôle de l'inondation, mais aussi et surtout liés à la divinisation du roi. Il s'agit des temples suivants :
- les temples construits au début du règne :
  - le temple d'Amon à Beit el-Ouali,
  - le temple d'Aksha,
- les temples construits peu après les précédents :
  - le temple d'Amara-Ouest (en)
  - les deux temples d'Abou Simbel : l'un est consacré à sa reine favorite, Néfertari, l'autre, le plus grand, aux dieux protecteurs de l'Empire, Amon, Ptah et Rê, mais aussi à Ramsès II lui-même, qui s'y fait représenter sous forme d'un dieu à tête de faucon,
- les temples les plus récents :
  - le temple (en) de Derr,
  - le temple d'Amon de l'Ouadi es-Seboua,
  - le temple de Ptah de Gerf Hussein.

Le roi est également intervenu sur d'autres sites. À Sésébi, au sud de Soleb, Séthi Ier avait fait reconstruire un temple d'Amenhotep IV. Les noms de Ramsès II y ont également été découverts sur le socle de la barque du temple, tandis qu'une tablette votive dédiée par un général est datée de l'an 65. Le site semble toutefois abandonné par la suite, avant d'être réoccupé à l'époque napatéenne,. À Amada-Ouest, les artisans de Ramsès II, tout comme ceux de son père Séthi Ier, ont apporté des modifications au temple dédié à Amon-Rê et à Rê-Horakhty et construit sous le règne de Thoutmôsis III. À Kawa (de), Ramsès II usurpa les cartouches de Toutânkhamon sur deux colonnes de la seconde cour. L'île de Saï a livré plusieurs inscriptions datées de son règne, mentionnant notamment un fonctionnaire du nom d'Hornakht.
Au Gebel Barkal, en aval de la quatrième cataracte, un temple avait été aménagé pendant la période thoutmôside, avant que, bien plus tard, les rois de la XXVe dynastie, originaires de la région, n'investissent le site, rendant les restes de ce temple thoutmôside plus difficiles à comprendre. Ramsès II, à la suite de son père Séthi Ier qui avait déjà ajouté une salle hypostyle à l'avant du temple, fait construire une chapelle latérale,.
Enfin, plus au sud, par deux fois les noms de Ramsès ont été retrouvés : sur un graffito à Kourgous, en aval de la cinquième cataracte, mais le contexte de son inscription n'est pas clair ; un bloc en granite rose transformé en meule a été retrouvé près de la confluence entre le Nil et l'Atbara, mais il est probable que ce bloc provienne d'un lieu bien plus en aval.

#### L'exploitation des ressources
Le roi est présent dans les carrières de granite d'Assouan.
Proche d'Éléphantine se trouvent les carrières de granit d'Assouan, sur la rive est du Nil. Ces carrières, exploitées tout au long de l'histoire égyptienne, l'ont également été pendant le règne de Ramsès II. Ces carrières étaient déjà exploitées pendant le règne de son père, à la toute fin du règne, dans le but d'orner les sanctuaires égyptiens d'obélisques et de statues colossales comme l'attestent deux stèles de l'an 9. Séthi ayant régné à peine dix ans, et les quatre statues royales assises et les obélisques du temple de Louxor ayant été érigés dès le tout début du règne de Ramsès II, il est probable que ces statues et obélisques soient en réalité ceux commandités par Séthi et que Ramsès fit donc achever.
L'accès au Ouadi Allaqi et aux mines d'or se faisait par le fort de Kouban depuis le Moyen Empire. Des blocs de grès fragmentaires découverts à Dakka témoignent d'un aménagement datant du règne de Séthi Ier dans cette forteresse. De plus, une stèle provenant de Kouban a probablement été gravée par le fils royal de Koush Amenemopet même si aucun nom n'y figure. Cette stèle indique que l'un des premiers actes effectués sous le règne de Ramsès II est le creusement d'un puits pour faciliter l'accès aux mines d'or du Ouadi Allaqi,.
Des blocs au nom du roi Séthi Ier prouvent que le roi a tenu un rôle dans l'édification d'un monument cultuel probablement incorporé au site fortifié de Djébel Abou Hassa. Localisé au sud de l'isthme de Suez, sur la route menant aux mines de turquoise de Sarabit al-Khadim, ce monument a été remployé par Ramsès II qui en a modifié la décoration.
L'exploitation des carrières de grès de Gebel Silsileh a commencé très tôt dans le règne de Ramsès II, comme l'atteste une stèle trouvée en 2008 qui parle du sacre du roi et qui indique que les blocs étaient destinés à l'avant-cour du temple de Louxor, le Ramesséum et le temple de Ramsès II à Abydos. Le roi est par contre absent de certains sites d'exploitation importants, comme le Ouadi Hammamat.
La turquoise a été exploitée au début de la XIXe dynastie à Sarabit al-Khadim. Ainsi, en plus des stèles datées des règnes de Ramsès Ier et de Séthi Ier, certaines sont datées de son règne. Par exemple, sur une stèle datée du tout début de son règne, Ramsès II est représenté faisant offrande à son père tout juste défunt. Une stèle datée de l'an 2 montre Âchahéb(ou)sed, commandant des troupes et messager royal dans les pays étrangers, fonctionnaire qui travaillait à cet endroit-là déjà à la fin du règne de Séthi Ier.
Peut-être dans un même mouvement que le lancement de l'exploitation de la turquoise au Sarabit al-Khadim, c'est-à-dire en l'an 8 du règne de Séthi Ier, ce dernier avait lancé une expédition vers les mines de cuivre de Timna dans le Néguev. Le souverain fait alors aménager un temple sur place dédié à Hathor « maîtresse de la turquoise », qui sera reconstruit par Ramsès II. De plus, de nombreux artéfacts datant de ces deux règnes montrent la continuité de l'exploitation du cuivre mais aussi de la turquoise en ce lieu, correspondant d'ailleurs à une industrie à grande échelle pour l'époque.

### L'œuvre de RamsèsIIen Égypte
Ramsès II, de par la prospérité du pays, la longueur du règne et la volonté royale, a été le roi le plus prolifique en termes de construction de toute l'histoire de l'Égypte. Il s'agit du roi le plus attesté et pratiquement tous les sites égyptiens portent sa marque.

#### Les premières années
Plusieurs projets architecturaux ont été conçus dès l'an 1 et mis en œuvre dès les premières années. Il s'agissait non seulement de finir les projets inachevés de son père Séthi Ier, mais aussi de lancer de nouveaux chantiers qui allaient concourir à l'édification de la renommée de Ramsès II lui-même.

##### Pi-Ramsès
Avaris, ancienne capitale des Hyksôs pendant la XVe dynastie, avait été l'objet de beaucoup d'attention de la part d'Horemheb et des ancêtres de Ramsès II, à savoir son arrière-grand-père Séthi et son grand-père Pa-Râmessou (c'est-à-dire Ramsès Ier), qui contribuèrent au rétablissement du culte de Seth dans cette cité où ce culte prédominait et à qui la famille était particulièrement attachée,. Séthi Ier lui-même construisit un premier palais à deux kilomètres au nord d'Avaris, fondant ainsi ce qui sera Pi-Ramsès,.
Ramsès II s'y installa, la ville devenant alors la résidence principale des souverains. Il la renomma au passage « Per-Ramsès-Méryamon, grande de victoires ». La date de l'installation dans cette résidence n'est pas connue, mais elle est postérieure à l'an 3 car une stèle originaire du fort de Kouban indique que la résidence principale du roi se trouvait alors à Memphis. Toutefois, dès l'an 5 du règne, le roi réside à Pi-Ramsès, comme l'indique la fin du récit de la campagne de Qadesh : « Arrivée en paix en Ta-méry, à "Per-Ramsès-Méryamon, grande de victoires", et rester en son palais de vie, stabilité et pouvoir, comme Rê qui est en ses deux horizons ». Si Ramsès II a pu faire de la ville fondée par son père sa résidence principale, c'est qu'un certain nombre d'aménagements ont été construits. Cependant, les dates de construction des différents édifices de la nouvelle ville sont inconnues.

##### Abydos
À Abydos, alors que le temple de Séthi Ier était encore en chantier, Ramsès II lança le sien environ 300 mètres au nord du premier sur des fondations réalisées sous le règne de son père. Les chapelles qui rayonnent autour de la seconde salle hypostyle ont été exécutées en premier lieu : elles présentent des décors en reliefs levés et une graphie des cartouches royaux propre au tout début du règne. La première salle hypostyle et les chapelles situées au nord ont été décorées après : elles présentent des décors en reliefs en creux et une graphie des cartouches royaux propre au tout début du règne. Enfin, les chapelles sud et toute la partie antérieure du temple (portique, cour et pylônes, avant-cour et chapelle de l'avant-cour) comportent des décors en reliefs en creux et une graphie des cartouches royaux propre à après l'an 2 du règne. Quant au temple de Séthi Ier, la graphie des noms royaux indique que si une partie du décor date entre l'an 2 et l'an 20, le reste est postérieur à l'an 18, ce qui indique que Ramsès II a fait achever ce temple après avoir fait construire le sien.

##### Thèbes

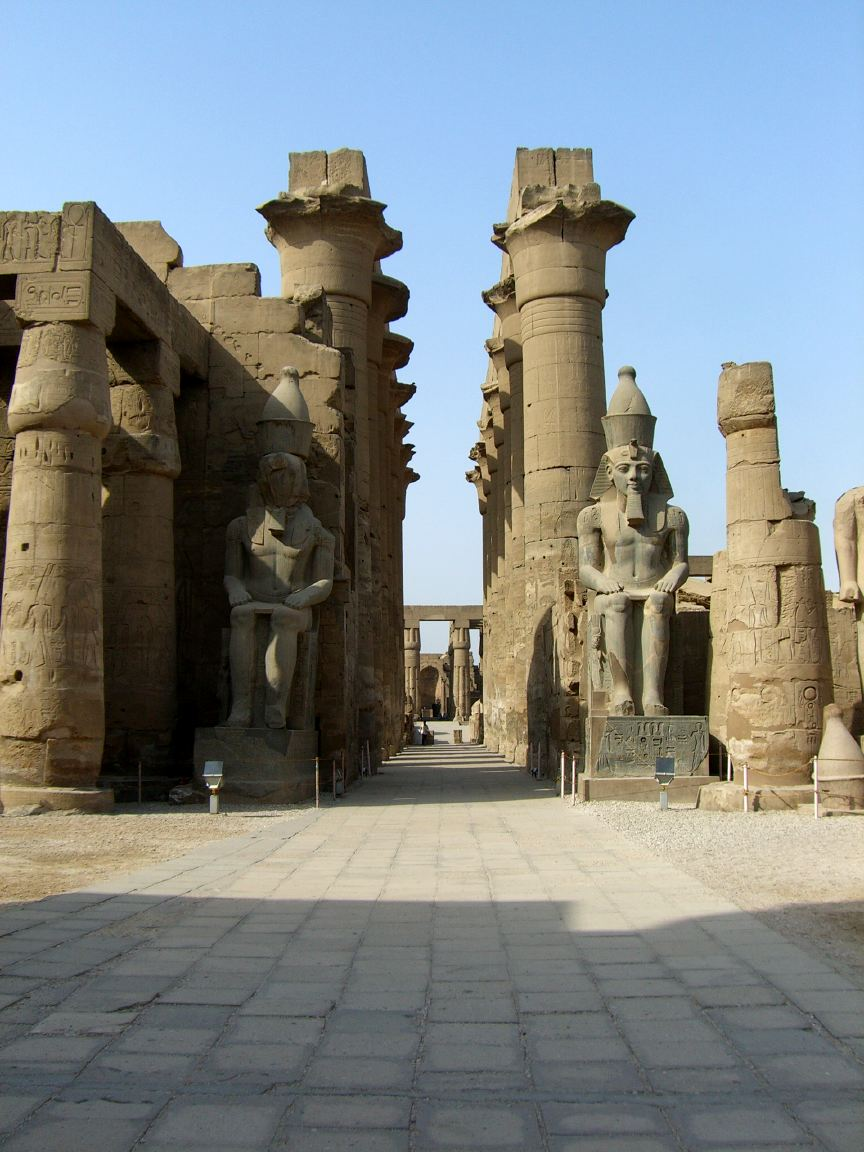
La cour de Ramsès II au temple de Louxor.

À Thèbes, plusieurs chantiers furent menés de front dès l'an 1. Sur la rive orientale, la décoration de l'aile méridionale de la salle hypostyle du temple d'Amon-Rê de Karnak, commencée sous le règne de Séthi Ier, se déroula en plusieurs étapes tandis que le temple de Louxor, construit sous le règne d'Amenhotep III, se voit doter d'un pylône et d'une avant-cour destinée à recevoir la procession d'Opet. Si les décors de cet ajout au temple de Louxor ont été réalisés sur plusieurs décennies, la construction elle-même doit être datée du tout début du règne, comme le montre l'inscription sur la face sud du môle est qui est datée de l'an 3 et montre l'inauguration du temple dont la façade n'était constituée, en plus des deux obélisques (dont celui de Paris), que de deux colosses assis. Il est très probable que ces obélisques et colosses, ainsi que les deux autres colosses assis encadrant l'entrée de la colonnade, soient ceux commandités par Séthi Ier en l'an 9 de son règne, que Ramsès II aurait donc achevés,.
Concernant la rive occidentale, Ramsès II fit continuer les travaux dans le temple des millions d'années de Séthi Ier, notamment dans la chapelle dédiée à son grand-père Ramsès Ier. Il fit démarrer également en parallèle les travaux dans sa tombe royale, dont le début des travaux semble être le 13e jour du IIe mois de la saison Peret de l'an 2 selon un ostracon découvert en 1912 dans le Ramesséum. Le premier couloir de la tombe confirme cet élément, la décoration présentant une graphie des noms royaux propre au tout début du règne. Quant au Ramesséum, ce temple des millions d'années est édifié au-dessus d'un cimetière datant du Moyen Empire et au milieu des temples thoumôsides : au sud se trouve le temple de Thoutmôsis IV, au nord se trouvent celui d'Amenhotep II puis celui de Thoutmôsis III, tandis qu'à l'arrière de celui d'Amenhotep II se trouve une chapelle datée d'Amenhotep IV. Le chantier commença au plus tard en l'an 2 et de nombreux blocs provenant de ces constructions ont été remployés dans le Ramesséum.

##### Stèle du Gebel Silsileh
En 2008, au Gebel Silsileh, carrière de grès fortement exploitée pendant cette période, a été découverte une stèle conservée sur un bloc renversé vers l'avant et mentionnant les constructions du début du règne. La graphie des cartouches royaux indique qu'elle date de l'an 1 ou l'an 2 et surtout mentionne la destination des pierres extraites de la carrière ; il s'agit des trois temples précédemment mentionnés, à savoir :
- le pylône et l'avant-cour du temple de Louxor, nommé le « temple de Ramsès-Méryamon dans le domaine d'Amon en [...] » (« temple » étant écrit ḥwt-nt̲r)[99],
- le Ramesséum, nommé le « temple du roi de Haute et Basse Égypte [...]maâtrê (dans) le domaine d'Amon » (« temple » étant écrit simplement ḥwt)[99],
- et le temple d'Abydos, nommé le « temple de Méryamon Ramsès dans le domaine d'Osiris » (« temple » étant écrit simplement ḥwt)[99].

#### Pi-Ramsès

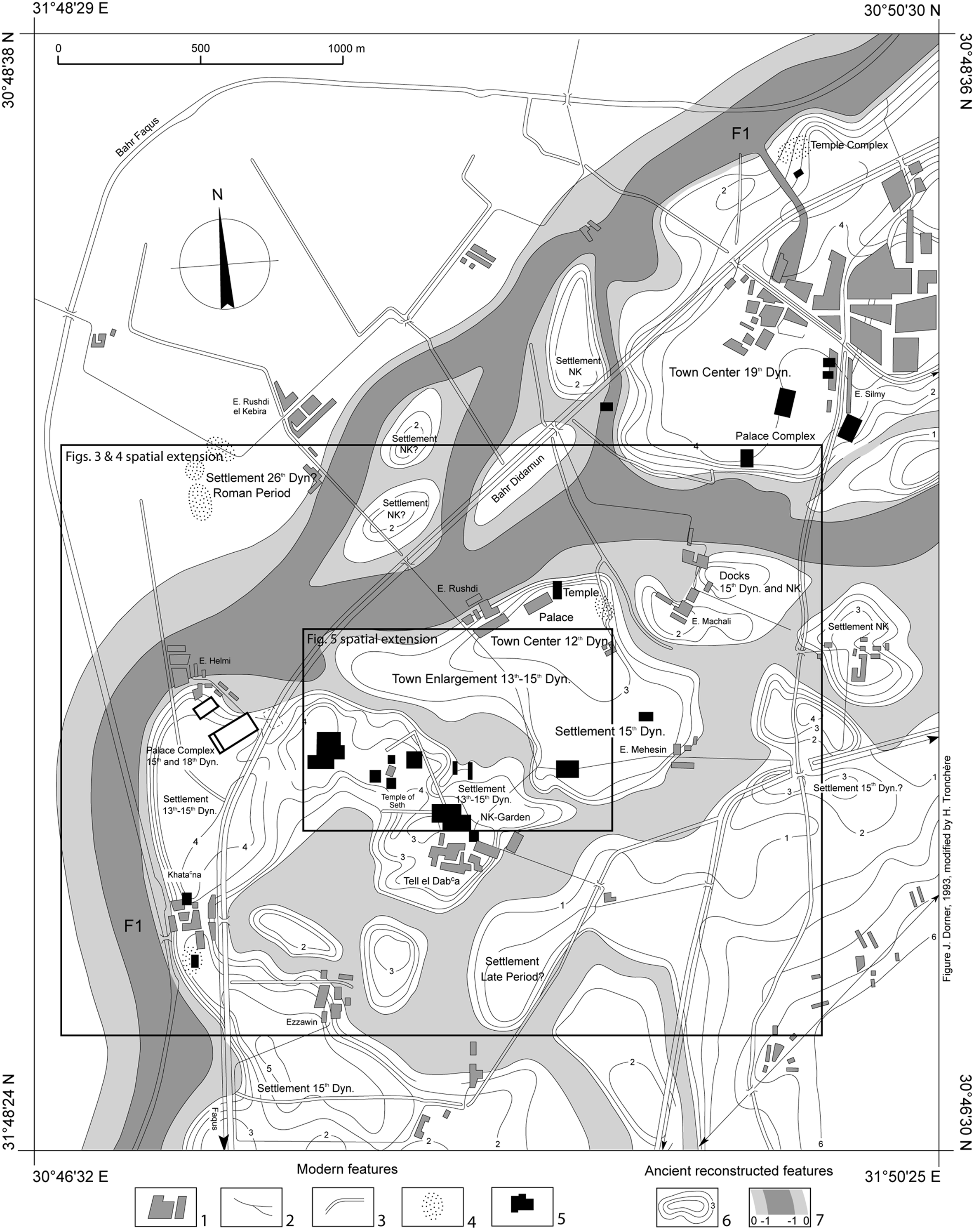
Plan d'Avaris (au centre) et de Pi-Ramsès (en haut).

La cité, située à peine à deux kilomètres au nord-est d'Avaris, est la nouvelle capitale royale. La ville est située immédiatement en aval d'une séparation de deux bras de la branche pélusiaque du Nil, faisant du lieu une île. La campagne environnante est également composée de nombreux îlots en période de crue. Le palais, dont une partie a été construite sous le règne de Séthi Ier, est orienté est-ouest. Les fouilles ont révélé un sol de briques crues, une salle de colonnes octogonales et des fragments de sculptures en pierre. L'enceinte du palais abritait aussi une zone dédiée à des animaux, dont des lions et des éléphants. Un quartier d'habitations était situé immédiatement au sud du palais. À quelques centaines de mètres plus au sud, une caserne pour la charrerie, comportant des ateliers de métallurgie et une cour à portiques où furent trouvés des pièces d'harnachement pour les chevaux et des éléments de chars de combat en bronze, marbre, calcite et faïence. À 250 mètres à l'est de la caserne, c'est un complexe d'écuries qui a été retrouvé, composé de plusieurs bâtiments construits en parallèle, avec salles et hall à colonnes, permettant d'abriter plus de trois cents chevaux. Un ensemble de bâtiments a été repéré au nord-est des écuries et pourrait correspondre au temple des millions d'années de Ramsès II à Pi-Ramsès. Les restes d'un colosse de Ramsès II, qui devait faire 10 mètres de haut, a été trouvé à quelques centaines de mètres au nord du palais, au lieu-dit Tell Abou Shafˁai.
Un texte, préservé sur les papyrus Anastasi II et IV, mentionne le fait que la ville était entourée de quatre sanctuaires aux quatre points cardinaux (théoriques) : Amon à l'Ouest théorique, probablement au Tell Abou Shafˁai au nord de l'île de Pi-Ramsès ; Seth au Sud théorique, certainement le temple de Seth à Avaris ; Astarté à l'Est théorique, très probablement dans la zone des écuries au sud-est de l'île, où ont par ailleurs été retrouvées des mentions de la déesse ; enfin la déesse Ouadjet au Nord théorique, dont le sanctuaire devait être situé à Tell Nebesha à une dizaine de kilomètres au nord-est de Pi-Ramsès. En plus du palais devait se trouver un sanctuaire principal qui, selon certains chercheurs, devait être dédié au culte des dieux mentionnés dans le traité de paix égypto-hittite, à savoir Amon-Rê-Horakhty-Atoum (bien que les éléments trouvés à Tanis laissent penser qu'il s'agit surtout de Rê-Horakhty-Atoum), Amon de Ramsès-Méryamon, Ptah de Ramsès-Méryamon, Seth le Grand de puissance, Geb et Nout. Quatre colosses royaux, mentionnés par des stèles, faisaient également l'objet d'un culte populaire, dont le plus nommé était « Ousermaâtrê-Sétepenrê Montou dans les Deux Terres », tandis qu'une autre statue, nommée « Ramsès-Méryamon le Dieu » et mentionnée sur une stèle du Gébel Ahmar datée de l'an 8, était en grès silicifié.
La totalité, ou presque, des monuments de Pi-Ramsès ont été déplacé à Tanis au tout début de la XXIe dynastie, bien qu'une partie des monuments de cette ville puisse provenir d'Héliopolis ou de Memphis. Les monuments sont gravés aux noms de Ramsès II mais, pour la très grande majorité, selon la graphie utilisée après l'an 18 du règne, ce qui interroge car la ville est considérée comme la résidence principale du roi dès l'an 5. Une douzaine de grandes stèles en granit ont été retrouvées, décrivant sur chaque face les qualités guerrières du roi et figurant dans le cintre le roi recevant le khépesh d'une divinité (Rê-Horakhty, Atoum, Seth, Ptah et Geb), ce qui suggère qu'elles devaient provenir du sanctuaire principal jouxtant le palais, à proximité du palais. Plus d'une vingtaine d'obélisques de Ramsès II a également été retrouvée, parfois dans un état très fragmentaire, dont cinq paires ont pu être reconstituées. Les divinités Rê-Horakhty et Atoum sont omniprésents sur ces obélisques, contrairement à Amon qui est peu cité, ce qui suggère que, là aussi, une bonne partie d'entre eux devait provenir du sanctuaire principal. Enfin, plus d'une vingtaine de grandes statues ont été découvertes mais aucune ne semble conrespondre aux colosses mentionnés dans les stèles et faisant l'objet d'un culte.

#### Héliopolis

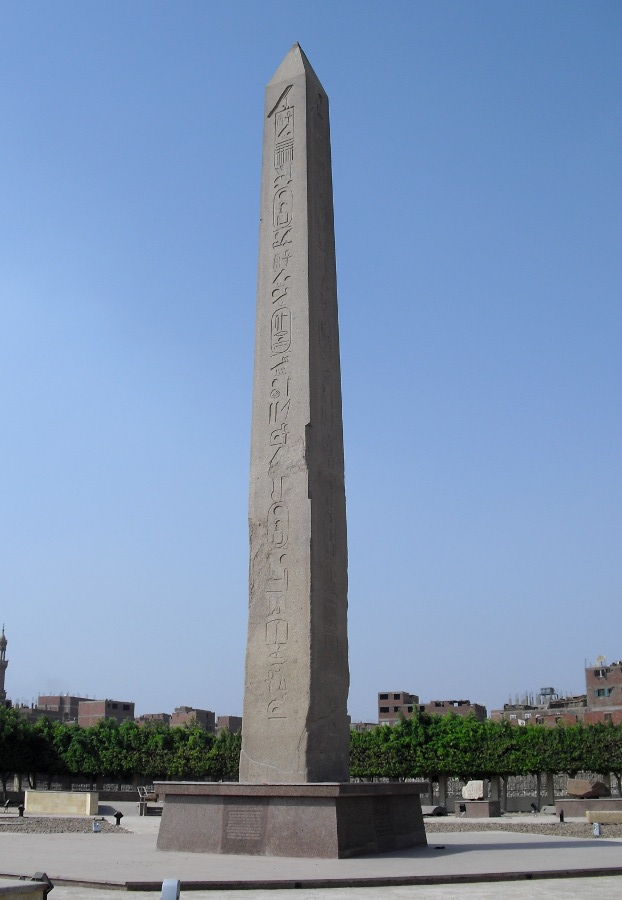
Obélisque de Sésostris Ier, seul obélisque encore debout à Héliopolis.

La ville d'Héliopolis était l'un des plus importants centres religieux du pays depuis le début de l'histoire égyptienne, un temple de Rê y étant d'ailleurs attesté depuis le règne de Djéser de la IIIe dynastie.

##### Enceinte de Rê
Si Sésostris Ier effectua d'importants travaux dans l'enceinte de Rê en y fondant un nouvel édifice et le dotant d'une paire d'obélisques, dont l'un est le seul encore debout sur le site. Au Nouvel Empire, c'est à partir de Thoutmôsis III que d'importants travaux furent effectués, agrandissant considérablement le site. Le grand-père et le père de Ramsès II engagèrent également des travaux, ont en effet été découvertes une paire d'obélisques de 1 mètre au nom de Ramsès Ier et une autre paire de 8 mètres au nom de Séthi Ier (découverte à Alexandrie mais dont les inscriptions se rapportent à Héliopolis). Cependant, l'action de Séthi Ier ne semble pas s'être limité à ça car une maquette découverte à Tell el-Yahoudieh montre que ce roi projetait de construire une nouvelle façade au temple de Thoutmôsis III, composée d'un nouveau pylône, de sphinx, de colosses et d'une paire d'obélisques (dont celui de la piazza del Popolo à Rome). Cependant, il semble que ce soit Ramsès II qui acheva l'ensemble, car l'une des faces de l'obélisque de la piazza del Popolo a été gravée sous la règne de Ramsès II, et la graphie des cartouches montre que cela a eu lieu après l'an 18. Cela suggère que les travaux engagés par Ramsès II sur le site nécessitèrent de longues années avant que l'obélisque ne soit érigé.
Le chef des travaux Mây, fils du chef des travaux Bakenamon, a été le responsable de nombreux travaux au nom du roi à Pi-Ramsès, Memphis et surtout à Héliopolis, mais le fait qu'il soit toujours actif sous le règne de Mérenptah indique que ces travaux sont à dater de la seconde moitié du règne. Une stèle conservée au Musée égyptien du Caire indique qu'il a été le responsable d'un édifice nommé « Glorieux est Ramsès-Méryamon dans le temple de Ser », qui, par analogie avec la salle hypostyle du temple d'Amon-Rê à Thèbes, doit correspondre à une salle hypostyle aménagée entre les pylônes de Thoutmôsis III et de Séthi Ier. Une enceinte autour de la zone sacrée de Rê est également mentionnée sur la stèle, probablement pour remplacer celle de Thoutmôsis III : elle devait mesurer près d'un kilomètre de long d'est en ouest, et était donc plus vaste que celle du temple d'Amon-Rê à Thèbes. Les restes de l'enceinte attestent d'une épaisseur de 10 mètres, notamment dans la partie sud. Deux autres édifices ont été mentionnés sur la stèle : « Ramsès-Méryamon a trouvé une place dans le domaine de Rê » et le « temple des millions d'années de Ramsès-Méryamon ». Ce dernier est supposé avoir été construit devant le pylône du temple de Rê, comme l'édifice construit par Ramsès III devant le IIe pylône du temple d'Amon-Rê à Thèbes, qui formait alors l'entrée du temple. Deux édifices datés de Ramsès II, l'un près de la porte orientale de l'enceinte, l'autre au sud de la porte de l'angle nord-ouest de l'enceinte, ont été retrouvés. Ce second édifice associe d'ailleurs des statues de Ramsès à celles de Sésostris Ier, mais le nom et la fonction de cet édifice sont inconnus.
Une enceinte, qui n'a pas pu être datée, entourait la ville d'Héliopolis au nord de l'enceinte du temple de Rê et en continuité avec celle-ci. Dans la partie occidentale de cette aire, les fouilles ont révélé l'existence d'un ensemble de bâtiments ramessides marqué par des portes au nord et au sud, ainsi qu'un sanctuaire dont les restes de murs conservent le nom d'Horus de Ramsès II utilisé après l'an 30.

##### Autres constructions
D'autres constructions datées de Ramsès II sont également connues. La stèle de Mây précédemment mentionnée évoque en effet le « temple d'Hathor de Rasmès-Méryamon, maîtresse du Lac rouge », mais ce temple n'a pas encore été localisé. À plus d'un kilomètre au nord de l'enceinte de Rê, dans le quartier actuel d'Arab el-Tawil, se trouvait la zone consacrée au taureau Mnévis, incarnation terrestre du dieu Rê. Si le temple, évoqué par Strabon, n'est plus conservé, une chambre sépulcrale décoré d'un taureau enterré en l'an 26 du règne de Ramsès II y a été découverte. S'y trouvaient le matériel funéraire du taureau et deux stèles cintrée dont l'une montre le roi vêtu d'une longue robe effectue une libation d'eau fraîche et une fumigation d'encens devant le taureau Mnévis debout sur un socle. Un sanctuaire dédié à Iousaas, déesse liée au démiurge Atoum, est attesté par une stèle datée de l'an 40 du règne de Ramsès II et le localise « dans le domaine de Rê ». Un temple dédié à Hathor maîtresse de la satisfaction (Hathor-Nébethétépet) avait été fondé sous le règne de Sésostris Ier. Il est probable que Ramsès II ait été actif dans ce temple car un montant de porte, aujourd'hui exposé au jardin du Musée du Caire présente ce roi comme « aimé d'Atoum » et « aimé d'Hathor-Nébethétépet ». Deux autres édifices sont mentionnés par des objets : un scarabée atteste l'existence du « temple de Ramsès-Méryamon bien-aimé comme Atoum à l'ouest du canal Ity » (le canal Ity étant un canal traversant la ville d'Héliopolis du sud au nord et situé à l'ouest de l'enceinte de Rê) et une statue assise de Ramsès II, trouvée dans la zone de Mostorod au nord-ouest du quartier d'Arab el-Tawil, qualifie le roi comme étant « aimé de Néhebkaou qui réside dans le Grand Temple ».

#### Memphis

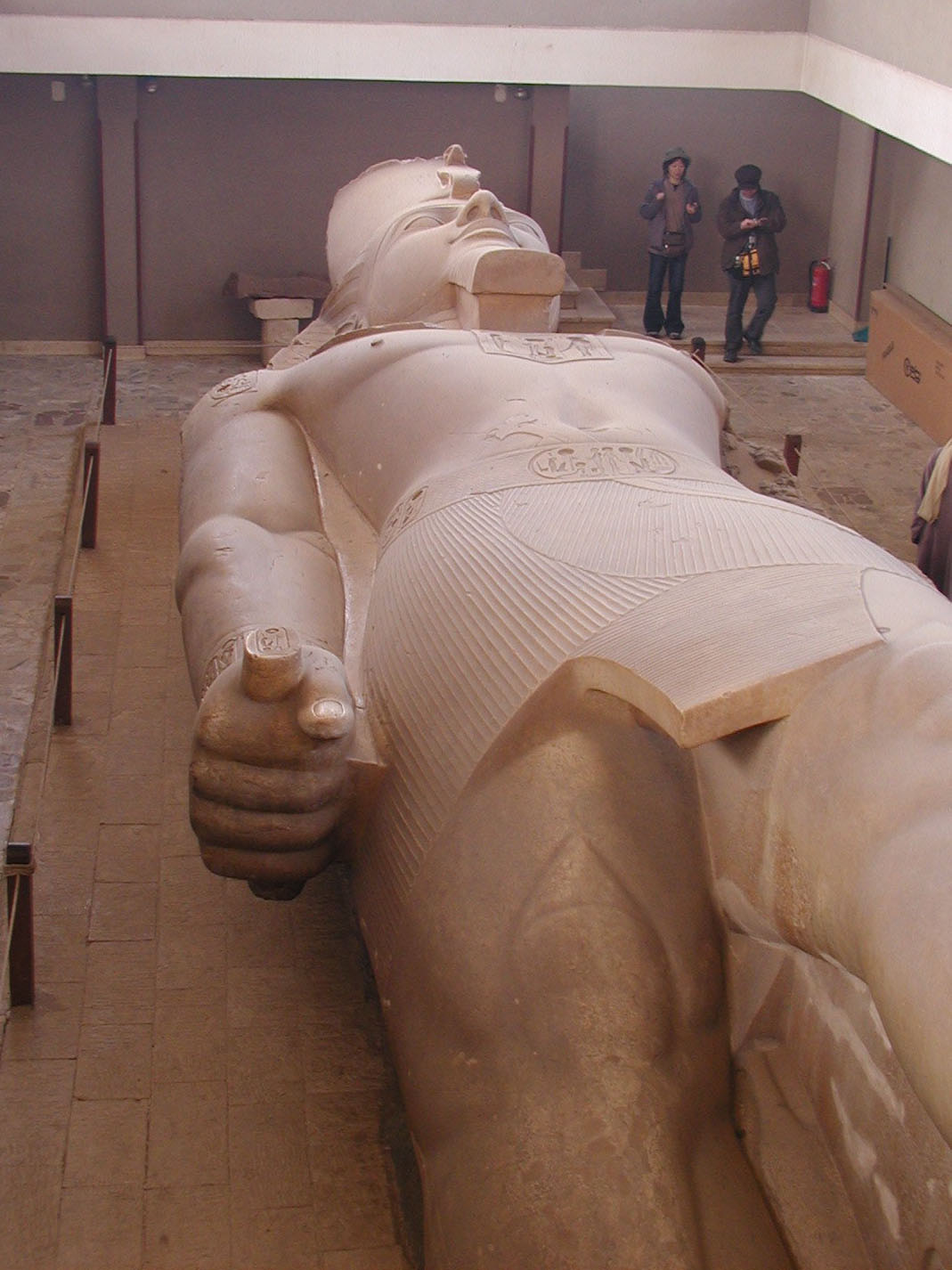
Statue monumentale de Ramsès II, trouvée à proximité du pylône méridional disparu de l'enceinte de Ptah à Memphis.

La ville de Memphis est l'une des plus grandes villes égyptiennes, et ce depuis sa fondation avant même la période thinite. Cette ville a d'ailleurs été la résidence royale principale de Séthi Ier et Ramsès II avant que celui-ci ne change pour Pi-Ramsès au début de son règne.

##### Les sanctuaires

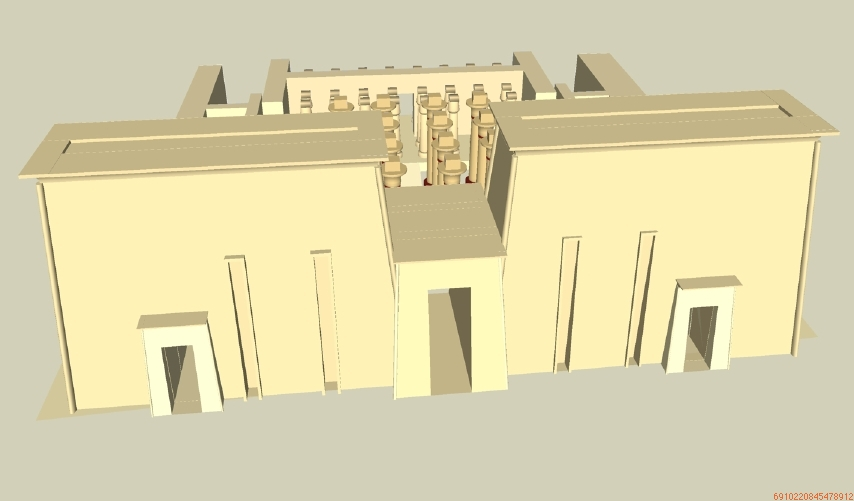
Proposition d'élévation du pylône du grand temple de Ptah de Memphis à l'époque de Ramsès II.

Si plusieurs sanctuaires existaient à Memphis, le grand dieu de la cité était Ptah. Ce dieu était un dieu très important à l'époque ramesside, le quatrième fils du roi, Khâemouaset, étant d'ailleurs prêtre-sem de Ptah avant de devenir le grand prêtre de Ptah. C'est d'ailleurs lui qui préside aux cinq premières fêtes-Sed du souverain, faisant ainsi présidées celles-ci par le dieu Ptah. Ramsès II accorda par ailleurs une attention particulière au grand temple de Ptah, comme l'indique le texte de la Bénédiction de Ptah. Si Ramsès II effectua des travaux dès le début de son règne, comme l'atteste la graphie de ses noms sur le fameux grand colosse couché, la plupart des constructions attestées du règne datent au plus tôt de la troisième décennie du règne.
Cependant, le démantèlement systématique des différents monuments au Période islamique rend difficile la compréhension du site. L'enceinte de Ptah était constituée de quatre portes principales selon Hérodote, dont celle de l'ouest était celle de Rhampsinite, c'est-à-dire « Ramsès fils de Neith », ce qui a été confirmé par les fouilles où un vaste pylône conservé au niveau de ses assises inférieures a été retrouvé par K. R. Lepsius. Ce pylône de plus de 70 mètres de large fut construit près de l'emplacement d'un édifice antérieur daté de Thoutmôsis IV et voué à la dévotion populaire, comme l'attestent de nombreuses stèles privées découvertes à proximité. Le pylône offrait un accès direct à une grande salle hypostyle où des jubilés ont dû être célébrés et donc les dépôts de fondation sont aux noms de Ramsès II mais aussi le nom de son fils Khâemouaset. Le pylône était percé de portes latérales au nord et au sud qui menaient à des corridors (où deux statues de Ptah ont été découvertes pour celui du sud) qui devaient mener eux-mêmes à des édifices secondaires de Ramsès II mais rien ne subsiste de ces édifices. Plusieurs colosses de Ramsès II de tailles variées se trouvaient à l'avant du pylône.
La porte principale de l'est, faisant face au Nil à l'époque du Nouvel Empire, était considérée comme l'entrée principale du grand temple de Ptah. Quelques éléments architecturaux retrouvés dans la zone du sanctuaire datent des règnes d'Amenhotep III et d'Ahmôsis II. Il n'est pas certain que le sanctuaire connu à l'époque ramesside ait été inauguré sous le règne Amenhotep III, les éléments à son nom et à celui d'Akhenaton pourraient être des remplois pour un temple de Ptah inauguré au début de la XIXe dynastie. À l'est de ce sanctuaire, des fragments de trois colosses de Ramsès II ont été découverts, tandis qu'au sud a été découvert le grand colosse de Ramsès II conservé pendant une cinquantaine d'années sur la place de la gare du Caire avant de rejoindre le Grand Musée égyptien. À l'est du sanctuaire se trouvait la salle hypostyle inauguré sous le règne de Séthi Ier. La salle devait être fermée à l'est par un pylône devant lequel se trouvaient des colosses de Ramsès II. Plus à l'est, entre le pylône et l'enceinte, devaient se trouver des constructions plus tardives dont la grande porte orientale mentionnée par Hérodote et construite par Asychis (Sheshonq Ier ?). Toujours est-il que ce grand temple de Ptah était nommé à l'époque de Ramsès II « temple de Ramsès-Méryamon dans le domaine de Ptah ».
La porte nord, attribuée à un certain roi Moiris par Hérodote, n'a pas été retrouvée, mais elle devait dater de l'époque ramesside. À l'ouest de l'emplacement supposé de cette porte ont été retrouvés plusieurs éléments : un fragment de porte d'Amenemhat III, très probablement en remploi, une colonnade ramesside, un sphinx de Mérenptah et une grande statue de Ramsès II aujourd'hui à Copenhague. Si ce monument est bien à rapprocher de celui mentionné dans le texte de la Bénédiction de Ptah, alors il s'agissait d'un monument précédé d'une cour et d'un petit pylône dévoué à la dévotion populaire. Les noms royaux de la statue de Copenhague indique qu'elle est postérieure à l'an 30. Une voie processionnelle reliait probablement ce monument à la salle hypostyle de la porte occidentale. La voie processionnelle devait se poursuivre au sud jusqu'à une chapelle de Séthi Ier, située à l'intérieur de l'enceinte à l'angle sud-ouest, ainsi que, par une porte secondaire, à un petit temple situé à l'extérieur de l'angle sud-ouest de l'enceinte et construit par Ramsès II entre l'an 42 et l'an 56 selon la graphie des noms royaux. Ce temple, ouvert vers l'est et long d'une soixantaine de mètres, était composé d'un pylône, d'une vaste cour, d'un portique à colonnes, d'une salle hypostyle à quatre colonnes et à trois chapelles, dont la chapelle centrale a conservé un piédestal où se trouvait une statue de Ptah.
La porte sud, attribuée à un roi Psammétique par Hérodote, n'a pas non plus été retrouvée. C'est à proximité de ce pylône disparu qu'a été découverte la grande statue en calcaire de Ramsès II, alors face contre terre puis retournée sur le dos en 1887. Elle est conservée depuis 1958 dans un bâtiment en béton. Une voie processionnelle a toutefois été découverte et menait vers le sud de l'ancienne Memphis. De part et d'autre de cette voie processionnelle ont été découvert deux temples datés du règne de Ramsès II. À l'est de la voie, à une trentaine de mètres au sud de la statue exposée dans le bâtiment en béton, ont été découverts les éléments de deux grands colosses debout de Ramsès II ainsi que les moitiés inférieures de deux colosses assis gardant l'entrée d'un petit temple dédié à Ptah et Sekhmet. Au fond de ce temple a été découvert une triade en granite de Ramsès II, Ptah et Sekhmet. À une centaine de mètres à l'ouest de la voie sacrée, un petit temple dédié à Hathor maîtresse du Sycomore du Sud a été découvert. Orienté vers le nord, il était composé d'un pylône d'une vingtaine de mètres de large donnant sur une cour entourée de colonnes à chapiteaux hathoriques puis à un sanctuaire composé de trois chapelles.

##### La nécropole

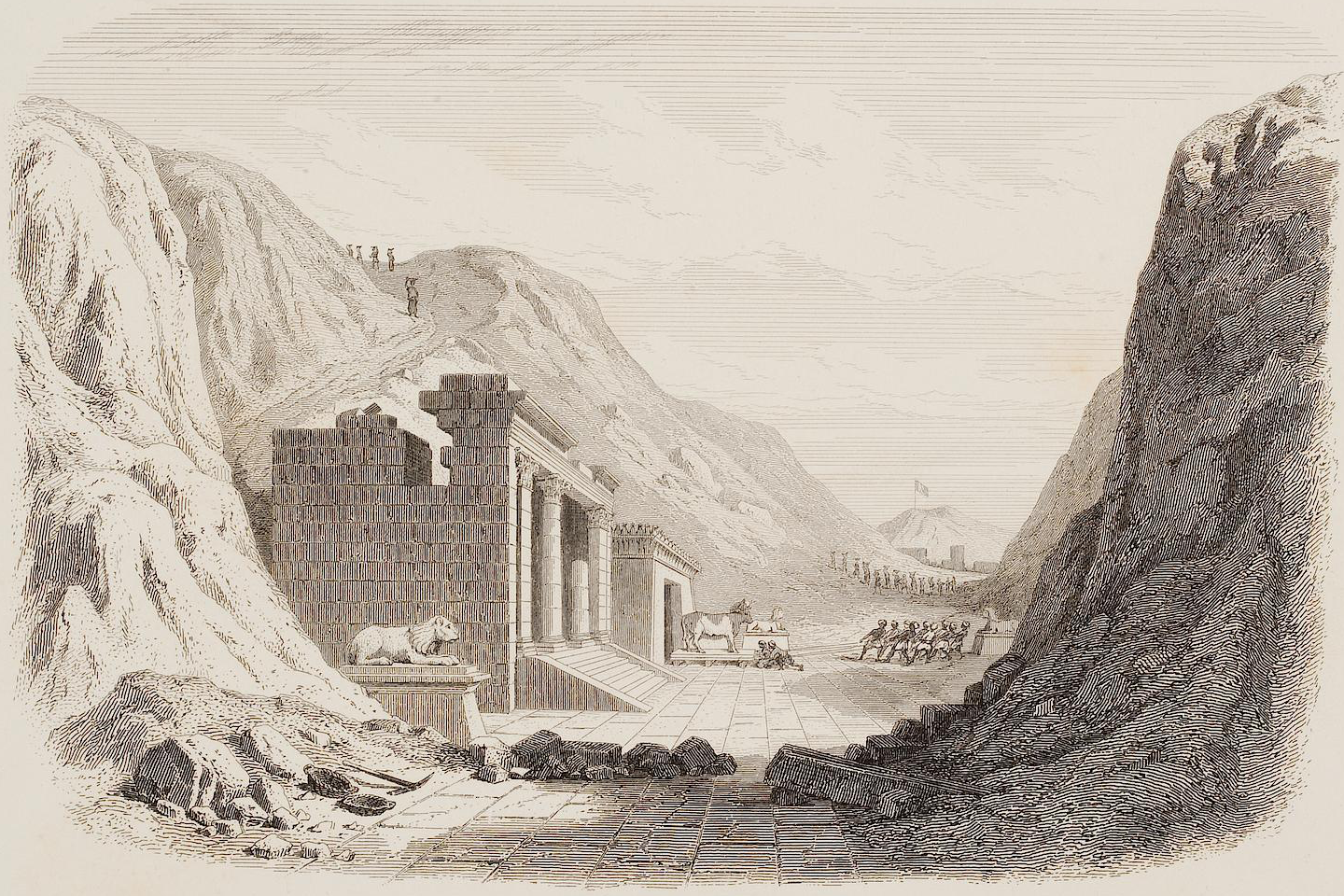
Vue sur le temple du Sérapéum à l'époque d'Auguste Mariette.

La rive occidentale de Memphis faisait aussi l'objet de travaux sous le règne de Ramsès II. Premièrement, de nombreux hauts repsonsables du règne ont été enterrés là, dont Tia et Tia, respectivement sœur et beau-frère de Ramsès II, ainsi que celle de Néferrenpet, vizir, ou encore le scribe Tjouli, dont la tombe aujourd'hui perdue a livré la table de Saqqarah, liste royale comportant près de cinquante-huit noms de rois. La grande œuvre du règne est l'aménagement du Sérapéum dont les galeries étaient dédiées à l'enterrement des taureaux Apis. Son fils Khâemouaset, prêtre-sem puis grand prêtre de Ptah, est celui qui a organisé, après l'an 30, le creusement de la petite galerie qui sera utilisée jusqu'en l'an 21 du règne de Psammétique Ier. La grande galerie a été creusée à la suite de l'éboulement dans la petite galerie et a été inaugurée avec l'enterrement de l'Apis de l'an 52 du règne de ce même Psammétique Ier.
Les Apis I à VI ont été enterrés entre les règnes d'Amenhotep III et de Séthi Ier dans des chambres individuelles ou doubles. Les Apis VII et IX, enterrés sous le règne de Ramsès II respectivement en l'an 16 et en l'an 30, l'ont été dans une chambre double. L'Apis VII a été enterré avec ses vases canopes à chaque angle de sa cuve, tandis que l'Apis IX a été inhumé sans les siens mais avec des objets en or appartenant à Khâemouaset. C'est donc après l'an 30 que la petite galerie est creusée. Cinq Apis ont été enterrés dans cette galerie sous le règne de Ramsès II : les Apis X et XI dans la chambre située à l'extrémité sud de la galerie ; l'Apis XII dans la chambre côté mur oriental, située à côté de la précédente et jouxtant la chambre double des Apis VII et IX ; enfin les Apis XIII et XIV un peu plus au nord côté mur occidental. C'est dans l'éboulement cette galerie qu'ont été découverts par Auguste Mariette le mobilier funéraire et la momie de Khâemouaset, mais la tombe du prince aurait pu être aménagée juste au-dessus de la galerie et s'être effondrée dans la galerie, le contexte n'est pas clair et la zone n'a pas encore été fouillé, une fouille étant encore en cours. Un temple dédié à Apis et aménagé par Khâemouaset était situé au-dessus des galeries, mais l'aspect de cet édifice sous le règne de Ramsès II est difficile à déterminé. Il est à noter que parmi de nombreux blocs mentionnant les noms de Ramsès II et de Khâemouaset, un bloc découvert en 1986 figure la présentation d'offrandes par deux génies de nomes accompagnés de la mention de « l'épouse royale Isis-Néféret » ; ce bloc devait faire partie du soubassement d'un sanctuaire local qui présentait l'ensemble des nomes apportant leurs offrandes ; la mention de la reine, mère de Khâemouaset, en lieu et place du roi laisse entendre qu'elle avait été impliquée dans la gestion de ce sanctuaire.
Une chapelle de ka en calcaire a été construite par Khâemouaset sur une éminence rocheuse où se trouvait déjà une construction en brique datant du règne de Thoutmôsis IV. Enfin, Khâemouaset, au nom du roi, a été organisé un certain nombre de restaurations de monuments datant de l'Ancien Empire, dont ceux de Djéser, Chepseskaf, Ouserkaf, Sahourê, Niouserrê et Ounas.

#### Abydos

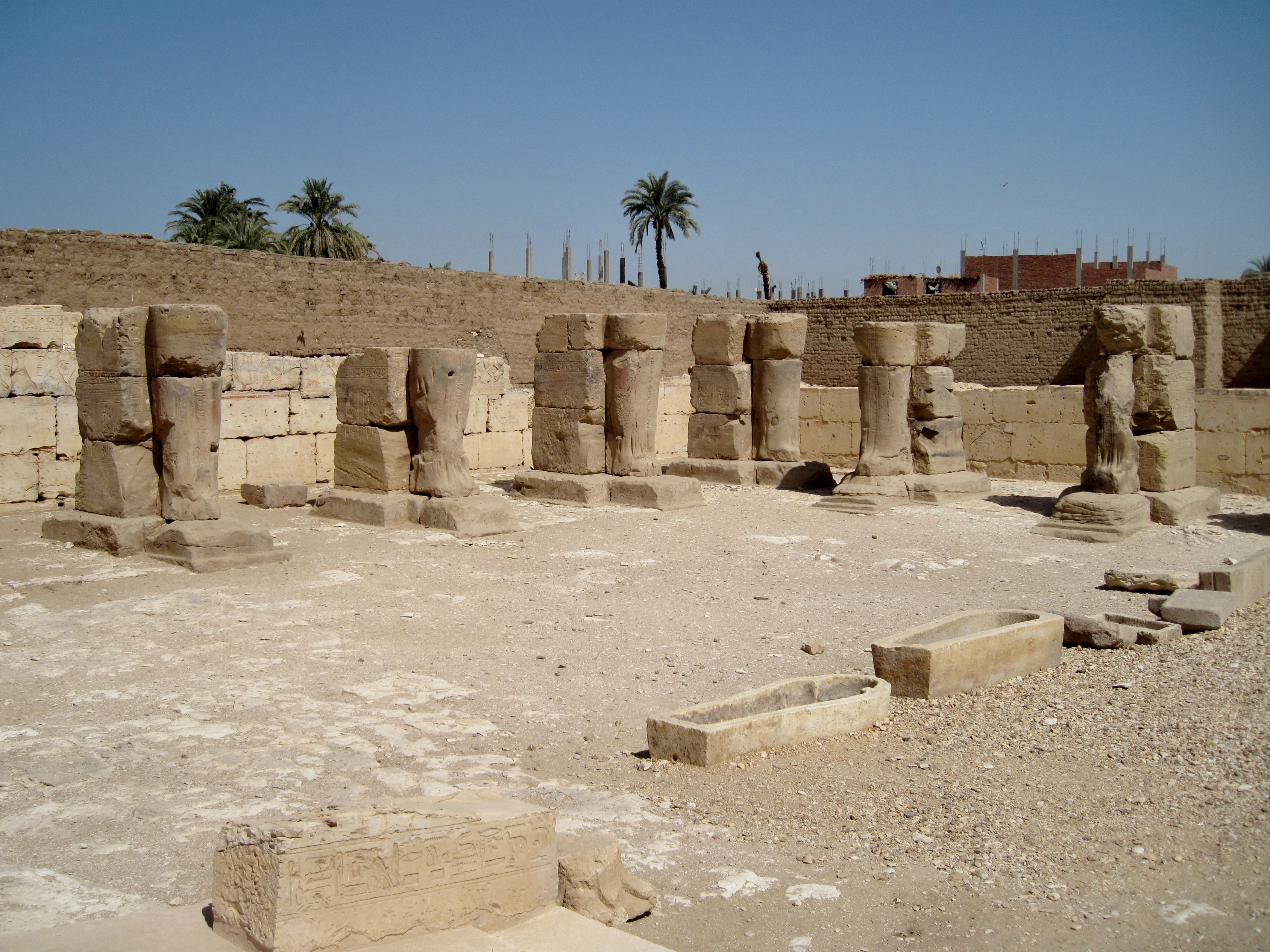
Angle nord de la deuxième cour du temple de Ramsès II à Abydos.

Abydos est une cité importante de Haute-Égypte. Cité d'Osiris, cimetière royal de la Ire dynastie ainsi que d'autres rois (fin de la IIe dynastie, Sésostris III, Deuxième Période intermédiaire), la ville est déjà l'objet de toutes les attentions de Séthi Ier qui y construit d'une part son temple-cénotaphe et l'Osiréion associé ainsi que le petit temple en l'honneur de son père Ramsès Ier situé au nord de l'angle nord-est du temple de Séthi. Il a également planifié 300 mètres plus au nord ce qui est appelé aujourd'hui le temple de Ramsès II car les fondations de ce dernier portent son nom. Cependant, à la mort de Séthi Ier, seul le petit temple dédié à Ramsès Ier est terminé. Pour son temple-cénotaphe, seules les parties couvertes sont achevées d'être construites mais beaucoup ne sont alors pas encore décorées.
Comme écrit précédemment, Ramsès II s'employa d'abord à construire son propre temple sur les fondations datées de Séthi Ier avant d'achever celui de son père. Ce temple de Ramsès II est nommé dans les inscriptions « temple de Ramsès-Méryamon qui est associé au nom de Ta-Our » et « temple des millions d'années qui est en Abydos ». Ce temple est essentiellement construit en calcaire, contrairement à celui de Séthi Ier qui est en grès. Ce temple est construit dès l'an 1 et est sans doute en grande partie achevée dans la première décennie du règne. Ouvert vers le nord-est (correspondant à un est théorique), il est composé d'un premier pylône en brique crue dont la porte en calcaire atteste des noms de Mérenptah, Ramsès III et Ramsès IV et devant laquelle se trouvaient deux colosses dont l'une des bases en conservée, ainsi qu'une chapelle un peu plus au nord. Après le premier pylône se trouvent une avant-cour puis un second pylône en calcaire. Dans la partie sud de cette avant-cour se trouve une chapelle précédée d'un portique à quatre colosses osiriaques. Enfin, derrière le second pylône ouvre sur une vaste cour entourée de piliers osiriaques, puis d'un portique menant à quatre chapelles (deux au nord et deux au sud) et surtout à la première salle hypostyle à huit piliers au centre. Cette salle mène à la seconde salle hypostyle, à huit piliers également, qui elle-même mène à un ensemble de neuf chapelles rayonnant autour de la salle : trois ouvertes depuis le mur nord, trois depuis le mur sud et trois ouverte depuis le mur ouest. Deux autres chapelles, situées dans les coins nord-ouest et sud-ouest du sanctuaire, sont accessibles depuis les chapelles ouest des murs nord et sud de la seconde salle hypostyle. Comme mentionné précédemment, les chapelles qui rayonnent autour de la seconde salle hypostyle ont été exécutées en premier lieu : elles présentent des décors en reliefs levés et une graphie des cartouches royaux propre au tout début du règne ; la première salle hypostyle et les deux chapelles situées au nord ont été décorées après : elles présentent des décors en reliefs en creux et une graphie des cartouches royaux propre au tout début du règne ; ; enfin, les deux chapelles sud et toute la partie antérieure du temple (portique, cour et pylônes et chapelle de l'avant-cour) comportent des décors en reliefs en creux et une graphie des cartouches royaux propre à la période allant de l'an 2 à l'an 20 du règne.
Concernant le temple de Séthi Ier, la graphie des noms royaux indique que si une partie du décor date entre l'an 2 et l'an 20, le reste est postérieur à l'an 18, ce qui indique que Ramsès II a fait achever ce temple après avoir fait construire le sien. La partie allant du premier pylône jusqu'à la seconde cour a été construite sous le règne de Ramsès II. Ramsès II ont repris la décoration des salles hypostyles, des chapelles divines, de la cour de la barque, du couloir des taureaux ainsi que le mur extérieur sud-ouest du temple. Mais certaines salles, comme la cour des bouchers ou le Trésor et les salles attenantes, non terminées sous la règne de Séthi Ier n'ont pas été achevées, malgré l'implication de Mérenptah, fils et successeur de Ramsès II. Enfin, Osiréion n'a pas non plus été terminé par Séthi Ier, toutefois, c'est Mérenptah et non Ramsès II qui l'acheva, une grande partie du décor datant du règne du petit-fils de Séthi Ier.
Quant au temple d'Osiris, Ramsès II acheva la construction d'un portique, initié par son père Séthi Ier, devant les nombreuses chapelles édifiées au cours du Moyen Empire en face de l'entrée occidental de l'enceinte sacrée d'Osiris. Il s'agissait du point de départ de la procession de la barque Néchémet qui était transportée lors des Mystères d'Osiris.

#### Thèbes
La ville de Thèbes est à la fois un centre politique et un centre religieux très important à l'époque ramesside, malgré le déplacement de la capitale vers le nord, d'abord à Memphis dès la fin de la XVIIIe dynastie puis à Pi-Ramsès au début du règne de Ramsès II.

##### Karnak

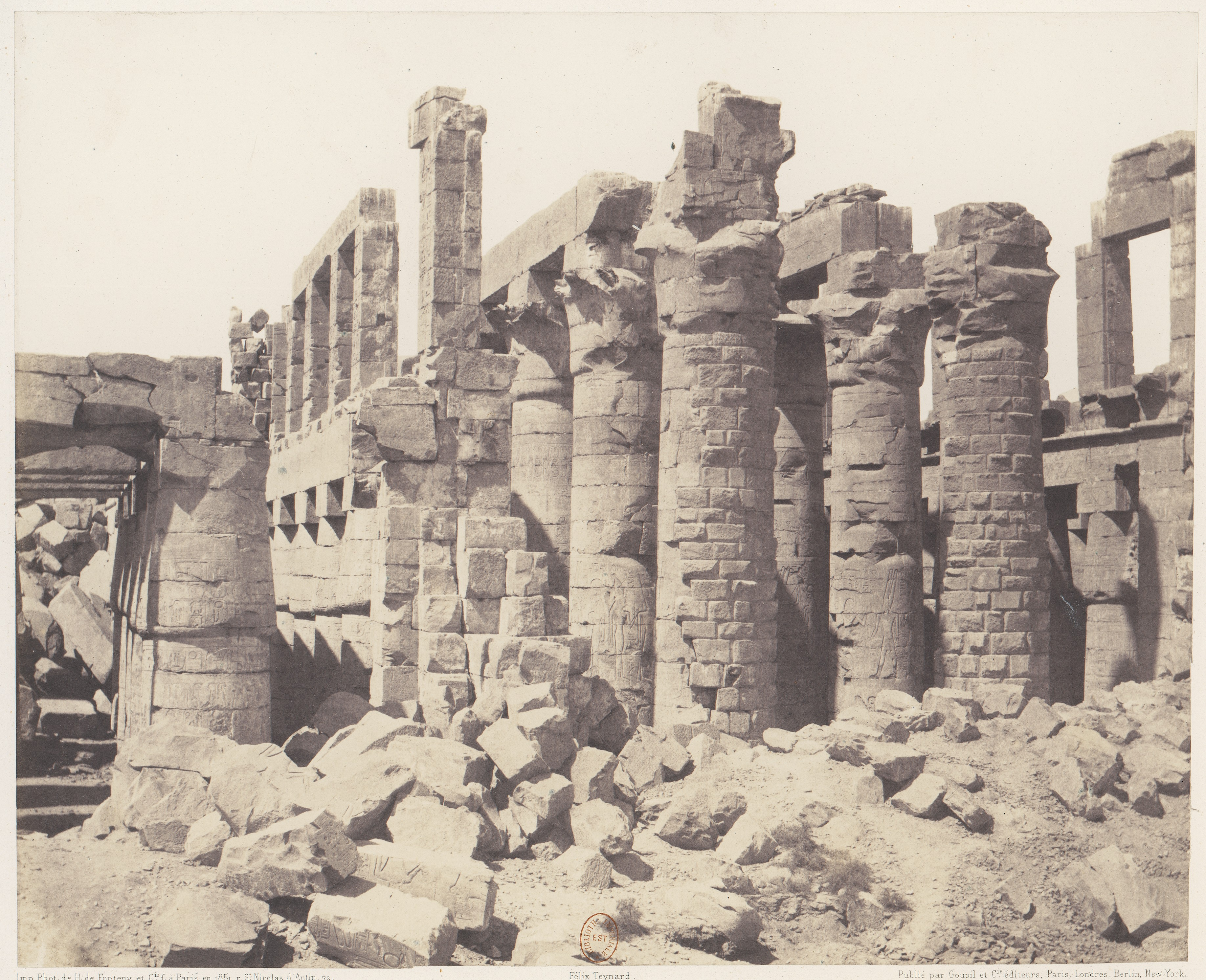
Vue sur la grande salle hypostyle du temple d'Amon-Rê à Karnak.

Le temple d'Amon-Rê à Karnak a été constamment en chantier pendant pratiquement tout le Nouvel Empire. Les prédécesseurs immédiats de Ramsès II ont construit particulièrement les IIe (qui formait sous le règne de Ramsès II l'entrée ouest du temple), IXe et Xe pylônes ainsi que la grande salle hypostyle entre les IIe et IIIe pylônes. Cette grande salle hypostyle est d'ailleurs l'œuvre majeure de Séthi Ier dans ce temple, même si la décoration n'était pas encore achevée à sa mort. Ainsi, l'œuvre majeure du début du règne de Ramsès II consista à faire décorer l'aile sud de la salle, même si Ramsès IV, plusieurs décennies plus tard, contribuera de manière significative à l'ensemble du décor de la salle. De par la graphie des noms royaux, certains décors peuvent être datés du tout début du règne, tandis que d'autres sont plutôt à dater de la période allant de l'an 2 à l'an 20. La graphie des noms royaux postérieure à l'an 18 est plus rare dans la salle. Ramsès II fit inscrire des décors illustrant ses campagnes sur la paroi extérieure du mur sud de la grande salle hypostyle, en miroir de celles de Séthi Ier sur la paroi extérieure du mur nord.
À l'avant du IIe pylône, alors entrée du temple, Ramsès II fit ériger vers l'an 30 deux colosses debout en granite rose (peut-être des usurpation de colosses de Thoutmôsis III) représentant sur le flanc gauche de chaque statue une figure féminine titrée « fille royale et épouse royale », Bentanat pour le colosse sud, Mérytamon pour le colosse nord. Si ces colosses étaient dos au pylône sous le règne de Ramsès II, son petit-fils Séthi II les réorienta pour qu'elles se fassent face de part et d'autre du passage central, comme on peut les voir aujourd'hui. Le colosse voisin de Pinedjem Ier a été usurpé à un roi ramesside qui pourrait être Ramsès II. Entre l'an 2 et l'an 20 selon la graphie des noms royaux, Ramsès II installa une allée de sphinx criocéphales (peut-être usurpés de Thoutmôsis IV et Amenhotep III) à l'avant du IIe pylône. Ils ont été déplacés par la suite lors de l'aménagement du Ier pylône et de la première cour et se trouvent aujourd'hui au nord et au sud de cette cour.
Concernant l'axe secondaire du temple, Ramsès a également été actif en plusieurs endroits. Il fit inscrire le traité de paix égypto-hittite en l'an 21 sur la paroi extérieure du mur occidental de la cour de la cachette (celle au nord du VIIe pylône). Il fit également inscrire de nombreux textes et scènes de la campagne de Qadesh sur la paroi extérieure du mur occidental courant du VIIIe au Xe pylône. Dans la cour entre les IXe et Xe pylônes, il installa deux stèle aux extrémités de la paroi sud du IXe pylône, la stèle occidentale est datée de l'an 35 et expose le texte de la Bénédiction de Ptah, tandis que la stèle orientale commémore le mariage entre Ramsès II la princesse hittite renommée Maâthornéferourê en l'an 34. Enfin, dans cette même cour mais devant le Xe pylône, il usurpa les statues d'Horemheb, tandis que la figure féminine représentée, à l'origine l'épouse d'Horemheb nommée Moutnedjemet, voit son nom usurper pour Néfertari, la grande épouse royale de Ramsès II.
À nouveau sur l'axe principal, mais cette fois au niveau du sanctuaire thoutmôside, plus précisément sur la paroi extérieure des murs est, nord et sud entourant le sanctuaire, Ramsès II fit décorer, après l'an 18 selon la graphie des noms royaux, de nombreuses scènes rituelles montrant Ramsès devant une divinité figurée devout sur le registre inférieur et assise sur le registre supérieur. Enfin, de longues inscriptions dédicatoires inscrites en hiéroglyphes de grande taille ont été gravées sous le registre inférieur entre l'an 42 et 56 selon la graphie des noms royaux.
Contre le mur est du sanctuaire du grand temple, Thoutmôsis III avait fait placer une statue en albâtre de lui-même dans un naos et assis à côté d'Amon-Rê. C'est devant ce naos qu'a été aménagé une petite cour délimitée à l'est par six piliers osiriaques et des murets d'entrecolonnements aux noms de Ramsès II. Une statue d'Hatchepsout avait également été installée dans une pièce au sud du naos et deux obélisques de la reine ornaient les flancs du contre-temple.
À l'arrière du grand temple, c'est-à-dire une trentaine de mètres à l'est de la construction mentionnée précédemment, Ramsès II fit construire un petit édifice s'ouvrant sur la ville de Thèbes pour permettre à la dévotion populaire de s'exprimer. Les travaux de ce temple, supervisés par le grand prêtre d'Amon Bakenkhonsou, ont eu lieu à la fin du règne. Se dressait déjà l'obélisque unique conçu par Thoutmôsis III et mis en place par Thoutmôsis IV. C'est donc immédiatement à l'est de cet obélisque que Ramsès II construisit un petit temple dédié à Amon-Rê-Horakhty et connu comme étant le temple d'Amon « qui écoute les prières. » L'obélisque unique formait le cœur du sanctuaire et se trouvait au fond d'une salle à quatre colonnes retaillées qui devaient dater à l'origine de Thoutmôsis III. On accédait à ce sanctuaire par une cour péristyle à huit colonnes, également de remploi, au centre de laquelle se trouvaient deux piliers osiriaques aux noms de Ramsès II. L'entrée principale, située à l'orient, avait été percée dans l'enceinte en brique crue datant de la XVIIIe dynastie. L'aménagement de l'entrée a été refait pendant le règne de Taharqa. Deux obélisques fragmentaires et deux sphinx aux noms de Ramsès II ont été exhumés à l'extérieur de l'enceinte actuelle du domaine d'Amon, près de la porte de Nectanébo Ier et devaient former l'entrée du temple.

##### Louxor

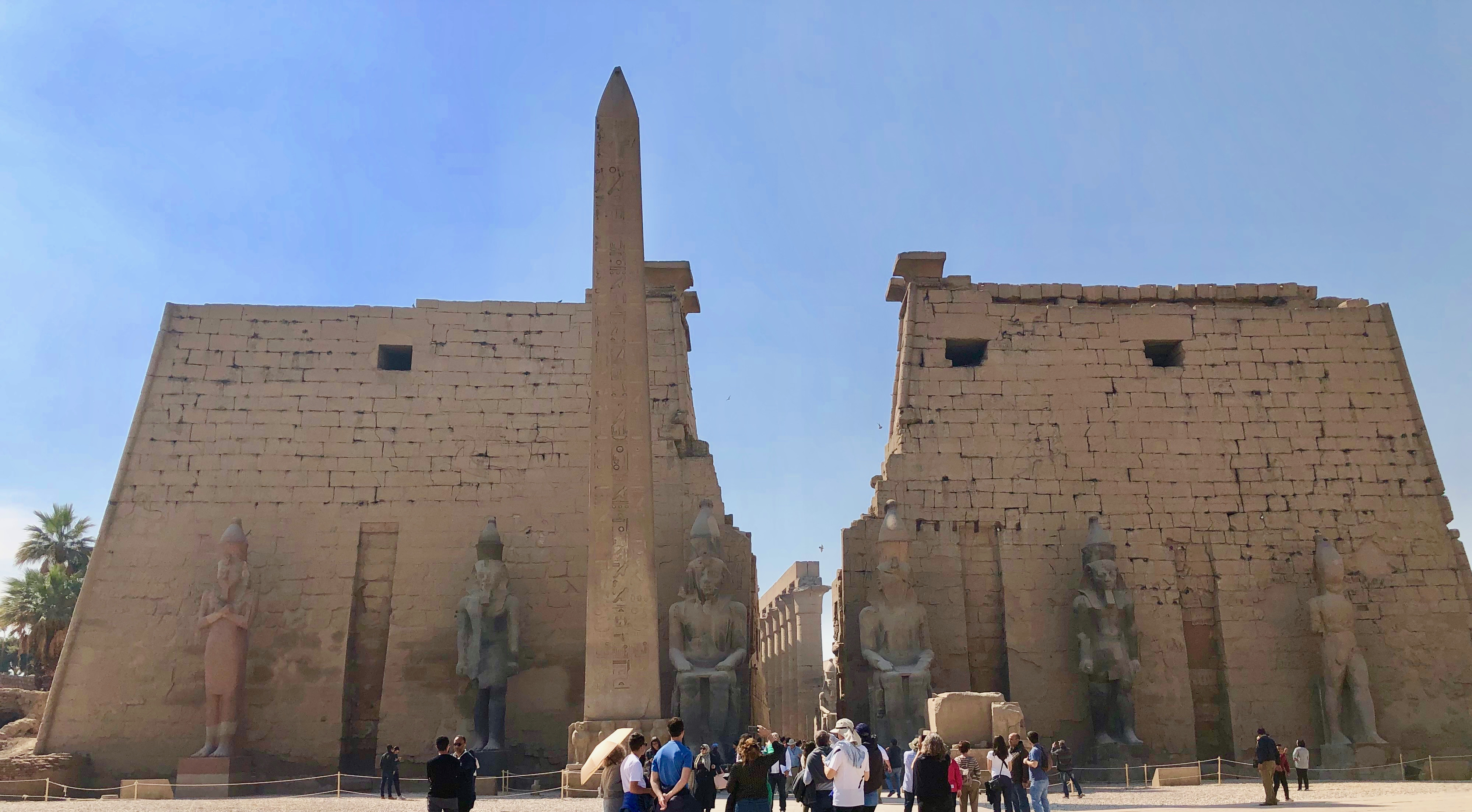
Façade du temple de Louxor.

Comme indiqué précédemment, le temple de Louxor, construit sous le règne d'Amenhotep III, se voit doter d'un pylône et d'une avant-cour destinée à recevoir la procession d'Opet sous le règne de Ramsès II. Si les décors de cet ajout au temple de Louxor ont été réalisés sur plusieurs décennies, la construction elle-même doit être datée du tout début du règne, comme le montre l'inscription sur la face sud du môle est qui est datée de l'an 3 et montre l'inauguration du temple dont la façade n'était constituée, en plus des deux obélisques (dont celui de Paris), que de deux colosses assis. Il est très probable que ces obélisques et colosses, ainsi que les deux autres colosses assis encadrant l'entrée de la colonnade, soient ceux commandités par Séthi Ier en l'an 9 de son règne, que Ramsès II aurait donc achevés,.
Dans les décennies suivantes, le roi aménagea la partie qu'il construisit et décora aussi certaines parois extérieures des parties plus anciennes. Le pylône d'entrée est de 63 mètres de large. Il mène à une avant-cour péristyle composée de deux rangées de colonnes. Ce pylône et cette l'avant-cour sont désaxés par rapport à l'axe initiale du temple, probablement pour se rapprocher de celui du dromos courant de ce temple vers le complexe religieux de Karnak. Les décors des murs extérieurs sont dédiés aux campagnes au Proche-Orient du roi, particulièrement ceux parlant de la campagne de Qadesh (façade du pylône, moitié sud de la paroi extérieure du mur oriental de l'avant-cour et paroi adjacente du mur méridional, paroi extérieur du mur occidental de la grande colonnade, paroi extérieur du mur occidental de la cour d'Amenhotep III ainsi que la paroi adjacente du mur septentrional de la cour d'Amenhotep III), ainsi que de la campagne de Moab (moitié nord de la paroi extérieure du mur oriental de l'avant-cour) et de la campagne de Dapour (moitié nord de la paroi extérieure du mur occidental de l'avant-cour), ainsi que la prise des villes de Mountir (moitié sud de la paroi extérieure du mur occidental de l'avant-cour) et Satouna (partie ouest de la paroi extérieure du mur méridional de l'avant-cour). Les décors des parois intérieures des murs exposent plusieurs sujets, dont les processions des enfants royaux sur le mur occidental, ou encore la fête de Min sur la paroi intérieure du môle oriental du pylône d'entrée.
Dans l'angle nord-ouest de l'avant-cour se trouve un reposoir à barques dont la construction ne peut être que contemporaine de la construction de l'avant-cour, les pierres de ce reposoir étant inextricablement liés à celles du pylône et celles des colonnes. La décoration de ce reposoir a dû commencer peu après l'an 3 mais a fini après l'an 20 d'après la graphie des noms royaux.
Six statues ornaient, avec les deux obélisques, la façade du temple, à l'avant le pylône. À l'origine, seules deux statues assises s'y trouvaient, commanditée à l'origine par Séthi Ier et sur lesquelles Ramsès II a fait figurer en petit la grande épouse royale Néfertari. Plus tard, quatre statues debout y ont été installées, ce qu'un relief de l'angle sud-ouest de l'avant-cour représentant cette façade permet de dater d'avant l'an 20 d'après la graphie des noms royaux. Or la statue se dressant aujourd'hui à l'extrémité occidental du pylône portent la graphie des noms royaux postérieure à l'an 18 et surtout une figuration de Mérytamon en tant qu'épouse royale, ce qu'elle ne fut pas avant la troisième décennie du règne. Cela indique qu'un nouveau réaménagement des statues de la façade du temple a eu lieu au cours du règne après l'inscription du relief de l'angle sud-ouest de l'avant-cour.
Deux colosses assis ont également été installés dans l'avant-cour à l'avant de la grande colonnade, en même temps que les deux colosses assis de la façade, commandités à la toute fin du règne de Séthi Ier et sur lesquelles Ramsès II a fait figurer en petit la grande épouse royale Néfertari. Près de onze autres statues debout ornaient également l'avant-cour, placées entre les colonnes. Six d'entre elles datent de la période entre l'an 2 et l'an 20 d'après la graphie des noms royaux, le roi est par ailleurs accompagné de la grande épouse royale Néfertari sur trois d'entre elles. Quant aux cinq autres, ce sont en réalité des colosses usurpés d'Amenhotep III, l'usurpation ayant eu lieu après l'an 18 d'après la graphie des noms royaux. Le roi est accompagné à nouveau de la grande épouse royale Néfertari sur deux d'entre elles, ainsi que de l'épouse royale Bentanat sur deux autres et de l'épouse royale Mérytamon sur la dernière. Deux autres statues debout de Ramsès II ornaient la porte occidentale de l'avant-cour, par laquelle la procession des barques pouvait gagner le temple depuis le Nil et qui se nommait « grande porte du temple de Ramsès-Méryamon, dont Amon se réjouit des monuments ». Il est à noter que deux statues debout de Mérenptah ornent la porte orientale de l'avant-cour, qui se nommait « grande porte du Roi de Haute et Basse-Égypte Ousermaâtrê-Sétepenrê que les rékhyt (la population) adorent ».

##### La Ramesséum

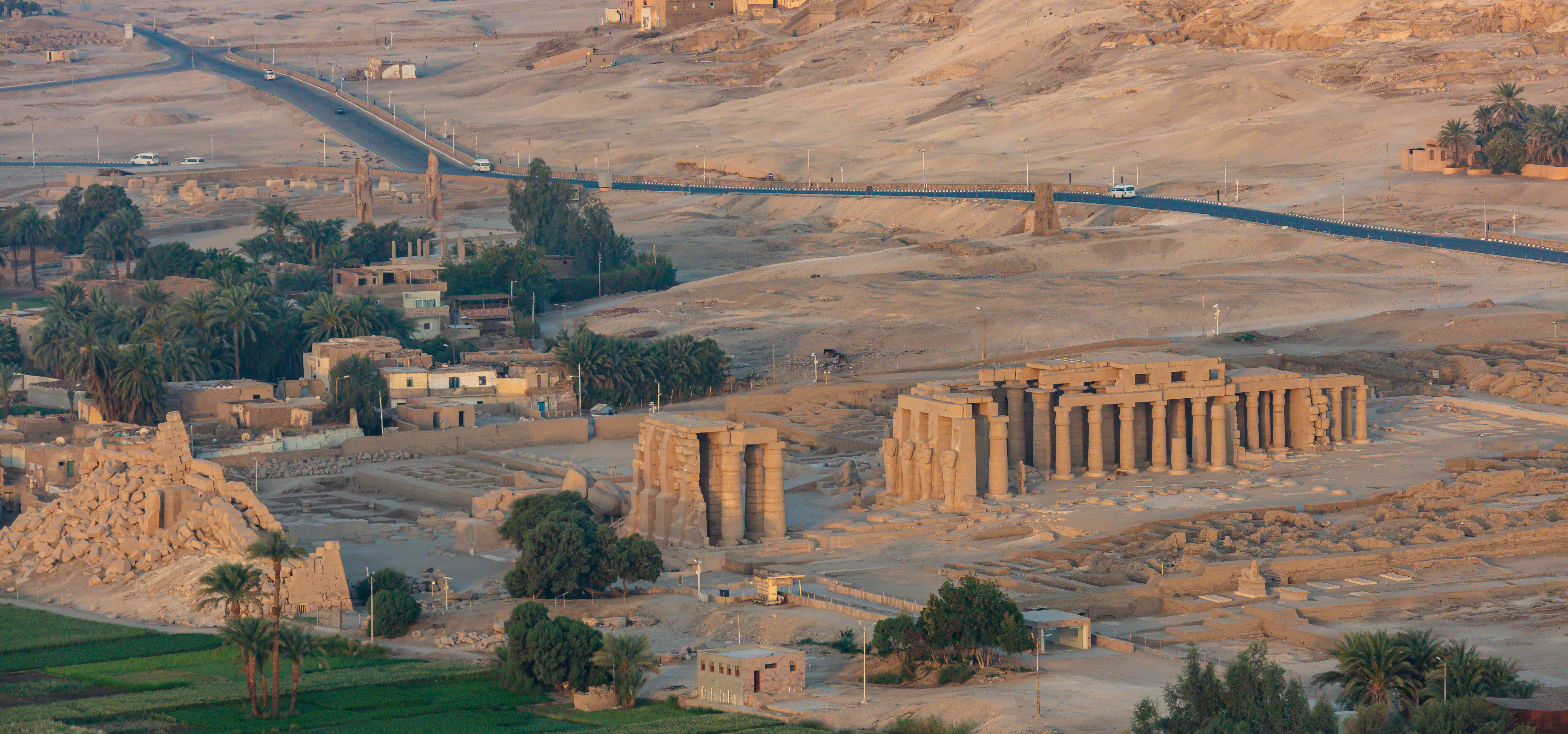
Vue sur le Ramesséum.

Le grand monument de la rive orientale de Thèbes est le temple des millions d'années de Ramsès II aujourd'hui nommé Ramesséum, dont la construction commence au tout début du règne, comme mentionné précédemment. Ce temple était constitué de plusieurs éléments, à commencer par un pylône, de 67 à 68 mètres de large et de 23 à 24 mètres d'épaisseur, suivi d'une première cour de 50 mètres de large dans laquelle se trouvaient un grand colosse de Ramsès II ainsi qu'un autre de sa mère Mouttouya. Cette cour donnait vers le sud à un palais et était bordée au nord par des piliers osiriaques et au sud par deux rangées de colonnes. S'ensuit la seconde cour entourée au nord et au sud par une double rangée de colonnes et à l'est et à l'ouest par une rangée de piliers osiriaques. S'ensuit une grande salle hypostyle, trois petites salles hypostyles intermédiaires et le sanctuaire, ainsi que plusieurs petites salles tout autour de ces quatre dernières salles. Enfin, une grande chapelle dédiée double à la mère du roi Mouttouya et à la grande épouse royale Néfertari était accessible à la fois depuis l'extérieur du temple par les constructions adjacentes en brique crue à l'intérieur de l'enceinte, mais aussi par une porte dans l'angle nord-ouest de la seconde cour. Un grand nombre de magasins, le Trésor et une école entourent le temple à l'intérieur même de l'enceinte. Enfin, une voie processionnelle composée d'une rangée de sphinx de part et d'autre de la voie fait le tour du temple le long de l'enceinte côté intérieur au nord, à l'ouest et au sud. Diodore de Sicile nous donne une description relativement fidèle de ce monument, qu'il nomme alors le « tombeau d'Ozymandias », une forme hellénisée du nom de couronnement de Ramsès : Ouser-Maât-Rê.

##### Les nécropoles
Ramsès II fit démarrer les travaux dans sa tombe royale KV7 dans la Vallée des Rois au début de son règne, dont le début des travaux semble être le 13e jour du IIe mois de la saison Peret de l'an 2 selon un ostracon découvert en 1912 dans le Ramesséum. Le premier couloir de la tombe confirme cet élément, la décoration présentant une graphie des noms royaux propre au tout début du règne. Il lance, probablement après l'achèvement de la sienne, également le creusement dans la Vallée des Rois de la tombe KV5 pour ses nombreux fils. Il s'agit de la plus grande tombe de la Vallée des Rois.
La tombe QV80 appartenant à sa mère Mouttouya, située dans la Vallée des Reines, a probablement été commencée sous le règne de Séthi Ier mais la décoration indique qu'elle a été terminée pendant le règne de son fils Ramsès II. Toujours dans la Vallée des Reines, Ramsès II lance également le creusement de nombreuses tombes pour sa famille, il fit creuser la tombe de sa grande épouse royale Néfertari (QV66) ainsi que celles de ces filles-épouses Bentanat (QV71), Mérytamon (QV68), Hénouttaouy (QV73), Nebettaouy (QV60) et Hénoutmirê (QV75) ainsi que la tombe QV74 prévue pour une princesse mais restée non utilisée ; elle le sera plus tard par Douatentopet, l'épouse du roi Ramsès IV.

#### Ailleurs en Égypte
Puisant dans les ruines de l'ancienne capitale d'Amarna, Ramsès II fit rebâtir le temple de Thot d'Hermopolis, l'antique Khemenou, en réutilisant notamment les temples et bâtiments du site voisin. De même, il restaura également à Bubastis, où il refit ou décora la salle hypostyle du temple de Bastet. On y a retrouvé récemment un colosse à l'image d'une de ses épouses royales, qui aujourd'hui a été redressé et est visible dans le champ de ruines de la cité antique. Ses autres interventions notables se trouvent à Philæ, Éléphantine (avec notamment un kiosque aujourd'hui disparu), Edfou (pylône), Hermonthis, Akhmîm (où, en de plus de fragments de ses propres statues, une magnifique statue de sa fille et grande épouse royale Mérytamon a été retrouvée), Matmar, le site de la future Antinoupolis, Héracléopolis, Athribis et Tell el-Rétaba.

### Ramsès et les dieux
Ramsès II est aussi un grand théologien, reprenant à son compte l'initiative solaire amorcée par Akhenaton, mais en préservant les cultes traditionnels. Voulant lui aussi développer au travers de sa propre personne une religion transfrontalière permettant de rassembler tous les peuples mis sous sa coupe, il favorise au contraire les temples des grands dieux de l'Empire : Amon, Rê, Ptah, Osiris.
En effet, plutôt que d'effacer leur culte comme le fit à son péril Akhenaton, il les affirme dans leur rôle central dans la vie économique et spirituelle du pays, et instaure le sien propre, de son vivant, s'associant ainsi encore davantage que ses ancêtres aux dieux dynastiques et tout particulièrement au dieu Rê. L'exemple des temples de Nubie est parlant à ce sujet.
Partout il reprend l'initiative en redonnant aux temples et aux cultes des dieux un faste inégalé. Les innombrables fondations à son nom l'attestent et ses successeurs n'eurent qu'à parachever l'entreprise de leur prestigieux aïeul.
Enfin, conscient de l'emprise du dieu Amon-Rê de Thèbes et de son clergé sur le pays, emprise qui menaçait quelque peu le pouvoir royal, raison qui sans nul doute participa au choix de « l'hérétique » Akhenaton en son temps, il use de stratégie en favorisant autant que faire se peut les temples de Ptah à Memphis et de Rê à Héliopolis. En retour, il donne des gages de sa bonne foi aux prêtres de Karnak en effaçant le souvenir de celui qui voulut leur perte, ainsi que de sa descendance.
Cette tendance avait déjà été amorcée par son père Séthi qui se fait représenter dans son temple d'Abydos en compagnie de son fils héritier devant une liste de rois représentant leurs ancêtres sur le trône d'Horus, liste de laquelle sont absents les rois d'Amarna, jusqu'à Horemheb, mais aussi Hatchepsout.
C'est de son temps également que les cultes des grandes villes du delta retrouvèrent leur importance, en instituant également de nouveaux, comme ceux des dieux orientaux tels que Baal, qui sera associé par syncrétisme à Seth, ou encore Astarté, Anta, Reshep, etc.
Ces cultes se retrouveront à cette époque dans toute l'Égypte, de Memphis à Thèbes (Deir el-Médineh), prouvant ainsi un brassage des cultures propre à une période de paix assurée.

### Les jubilés du roi
Comme tout roi, il était promis à Ramsès II de fêter un million de fêtes-Sed, la première devant normalement se dérouler trente ans après le couronnement. Lors du premier jubilé organisé par le quatrième fils du roi Khâemouaset, le roi, qui avait alors une cinquantaine d'années, affirmait solennellement son aptitude à assurer la stabilité et la prospérité du pays entier. Un scribe a par ailleurs composé un hymne en ce sens :
« [...] le grand Hâpy pour la première fête-Sed [du Roi de Haute et Basse-Égypte] Ousermaâtrê, le Fils de Rê Ramsès-Méryamon, doué de vie (soit-il) ! Il a apporté la coudée, si bien que la digue n'a pas tenu devant elle. Il a atteint les collines, lui qui possède des poissons, qui est riche en oiseaux. Tous ses [...] sont bénéfiques : on mange, tandis que les cœurs sont heureux et que les dieux sont en fêtes. Heureux est le cœur de Kémet durant ton règne. On sacrifie chaque jour sans manquer de rien. Le pays est revenu à sa place. L'Ennéade divine de Haute-Égypte s'est rassemblée pour multiplier tes provisions comme les grains de sable. (...) »
Dans les années qui suivirent, près de douze autres fêtes-Sed ont été organisées, au rythme d'environ une tous les trois ans, dont les quatre premières ont également été organisées par Khâemouaset, en les ans 33/34, 36/37, 40 et 42. C'est à Pi-Ramsès ou à Memphis, probablement dans les deux cités, que les jubilés furent organisés. Toutefois, peu de détails sont connus de ces différents jubilés, bien que certains hauts fonctionnaires (les vizirs du sud Khaÿ et Néferrenpet, le grand intendant du Ramesséum Youpa, et le fils royal Khâemouaset agissant alors comme prêtre-sem de Ptah) laissèrent quelques traces, notamment dans la région d'Assouan, au Gebel Silsileh, à El Kab et à Hermonthis. Ces jubilés ont été commémorés tantôt par l'édification d'une chapelle jubilaire, comme dans l'avant-cour du temple de Ramsès II à Abydos, tantôt par la mise en palce de nouveaux colosses royaux, comme devant le IIe pylône du temple d'Amon-Rê à Karnak, tantôt par l'adjonction de colonnes latérales d'hiéroglyphes à des obélisques déjà dressés, comme ceux de Séthi Ier et de Thoutmôsis III à Héliopolis. Il est possible qu'une série de naoi de Ramsès II trouvés en Basse-Égypte aient été érigés à l'occasion des jubilés royaux : ils montrent, entre autres, une « montée royale », une ou plusieurs courses rituelles du roi, le roi trônant en costume jubilaire et son couronnement par Atoum d'Héliopolis.

### Divinisation du roi
Si, à la suite de l'épisode amarnien, les prédécesseurs de Ransès II s'étaient employés à restaurer la puissance et la prospérité égyptiennes ainsi que les cultes divins, il s'employa aussi à promouvoir une perception idéalisée de la royauté incarnée en lui.

#### L'ascendance divine du roi
Ramsès II n'est pas le premier roi à vouloir insister sur son ascendance divine : en effet, Hatchepsout et Amenhotep III ont déjà fait réaliser des reliefs illustrant des récits et scènes de théogamie, la première dans son temple de Deir el-Bahari, le second dans une salle latérale du temple de Louxor. Ramsès II et ses artisans s'inspirèrent probablement de ces reliefs pour réaliser ceux du roi ramesside. Ainsi, une scène de théogamie entre la mère du roi Mouttouya et le dieu Amon a été réalisé dans la chapelle de la reine jouxtant le Ramesséum, où deux blocs montrent la reine assise sur un lit en compagnie du dieu, ce dernier lui donnant le signe de la vie dans la main droite pendant que la reine a placé affectueusement sa paume gauche sous le coude du dieu. Cependant, le texte, très fragmentaire, ne permet pas d'apprécier la totalité de la description de l'union divine.
Le texte dit de la Bénédiction de Ptah, daté de l'an 35, remplace le dieu thébain par celui de Memphis et déclare ainsi :
« Je suis ton père, celui qui t'a procréé parmi les dieux et tous tes membres sont issus des dieux. J'ai pris l'apparence de Banebdjed et t'ai éjecté en ta mère vénérable, car je savais que tu serais un protecteur et quelqu'un accomplissant ce qui est bénéfique à mon ka. Je t'ai mis au monde au lever du soleil et t'ai élevé face aux dieux. »
L'un des noms du roi est le nom de Sa-Rê, c'est-à-dire « fils de Rê ». C'est ainsi que, dans l'inscription dédicatoire d'Abydos, Ramsès s'adresse aux courtisans en disant ceci : « Je suis issu à la fois de Rê et, comme vous le dites, de Menmaâtrê qui m'a nourri. » Ainsi donc, au père nourricier bien humain, c'est-à-dire Séthi Ier, se superpose un père divin, c'est-à-dire Rê.
En ce qui concerne la croissance du roi pendant son enfance, celle-ci est assurée par l'allaitement d'une déesse dont l'identité varie, dépendamment du temple. Cet allaitement divin est dû au fait que c'est Rê qui a choisi Ramsès pour devenir le roi d'Égypte, comme l'indique l'inscription dédicatoire d'Abydos : « Le Maître Universel en personne m'a fait croître tandis que j'étais un enfant, jusqu'à ce que je devienne le souverain. Il m'avait donné le pays alors que j'étais dans l'œuf. »

#### Les noms royaux
Les noms royaux égyptiens peuvent fonctionner comme des êtres autonomes ne nécessitant pas la représentation anthropomorphe du roi, cette dernière étant porteur d'une connotation trop terrestre ne répondant qu'imparfaitement d'approcher le divin. C'est ainsi que les noms du roi faisaient office d'adoration comme pouvaient l'être les divinités, notamment par les fonctionnaires royaux sur de nombreux documents (graffiti, stèles, reliefs, linteaux). Les noms royaux peuvent aussi recevoir l'hommage par les processions des enfants royaux sur les différents temples, mais aussi par les prisonniers. Ils recevaient également des offrandes de génies du Nil ainsi que vie et protection par les dieux.
À côté de ceci, les noms royaux sont parfois figurés sur des reliefs sous une forme qui relève du rébus ou de la cryptographie. C'est particulièrement le cas au niveau du montant sud de la porte principale du grand temple d'Abou Simbel, où sont représentés les noms d'Horus, de Nesout-bity et de Sa-Rê, ainsi que sur l'architrave orientale de l'avant-cour du temple de Louxor où est représentée la titulature complète. Par exemple, concenrnant la représentation du grand temple d'Abou Simbel, le relief est divisé en six registres et de lit de haut en bas :
- le nom d'Horus, qui est ici « taureau victorieux aimé de Maât » (« Kanakht Mérymaât »), est représenté par le dieu Horus - représentant donc le nom lui-même - devant le dieu Min - représentant le taureau -, suivi du dieu Montou - représentant la victoire - puis de la déesse Maât sur le signe N36 de la classification de Gardiner et qui se lit « mr » - se lisant donc « mér(y)-Maât », c'est-à-dire « aimé de Maât »  -[151] ;
- le nom de Nesout-bity, qui est ici « Ousermaâtrê Sétepenrê », est représenté par deux rois portant respectivement la couronne de Haute-Égypte et la couronne de Basse-Égypte - représentant donc le nom lui-même -, suivis du dieu Anubis - représentant le signe F12 qui se lit « wsr » -, puis de la déesse Maât, du dieu Rê-Horakhty - se lisant ici seulement Rê -, puis un dieu maniant l'herminette - représentant le signe U21 et qui se lit « stp » -, puis de la déesse Neith - représentant le son « n » - et à nouveau le dieu Rê-Horakhty - se lisant à nouveau seulement Rê -[151] ;
- le nom de Sa-Rê, qui est ici « Râmessou Méryamon », est représenté par la figure du dieu Anhour - représentant donc le nom lui-même -, suivi du dieu Rê-Horakhty - se lisant à nouveau seulement Rê -, puis le dieu Khonsou portant la tresse de l'enfance - se lisant « ms » - et portant dans sa main gauche le signe S29 - se lisant « s » - et dans la main droite le signe M23 - se lisant « sw » -, enfin, le dernier personnage est le dieu Amon sur le signe N36 - se lisant « mr » -[151].

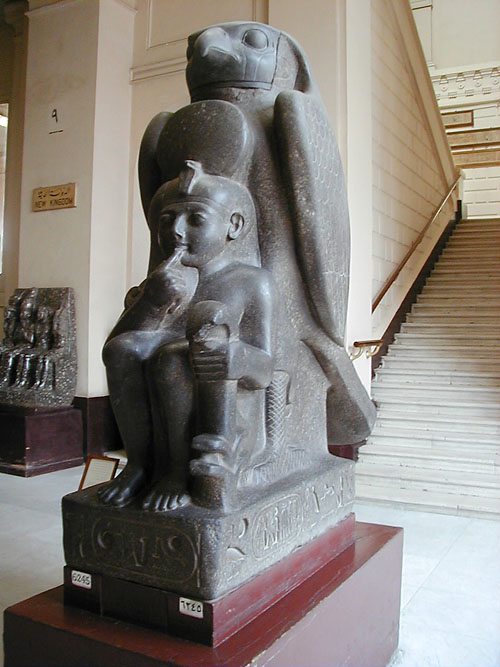
Statue du dieu faucon Houroun et de Ramsès II enfant - Découverte à Tanis en 1934, à l'origine à Pi-Ramsès - Musée du Caire

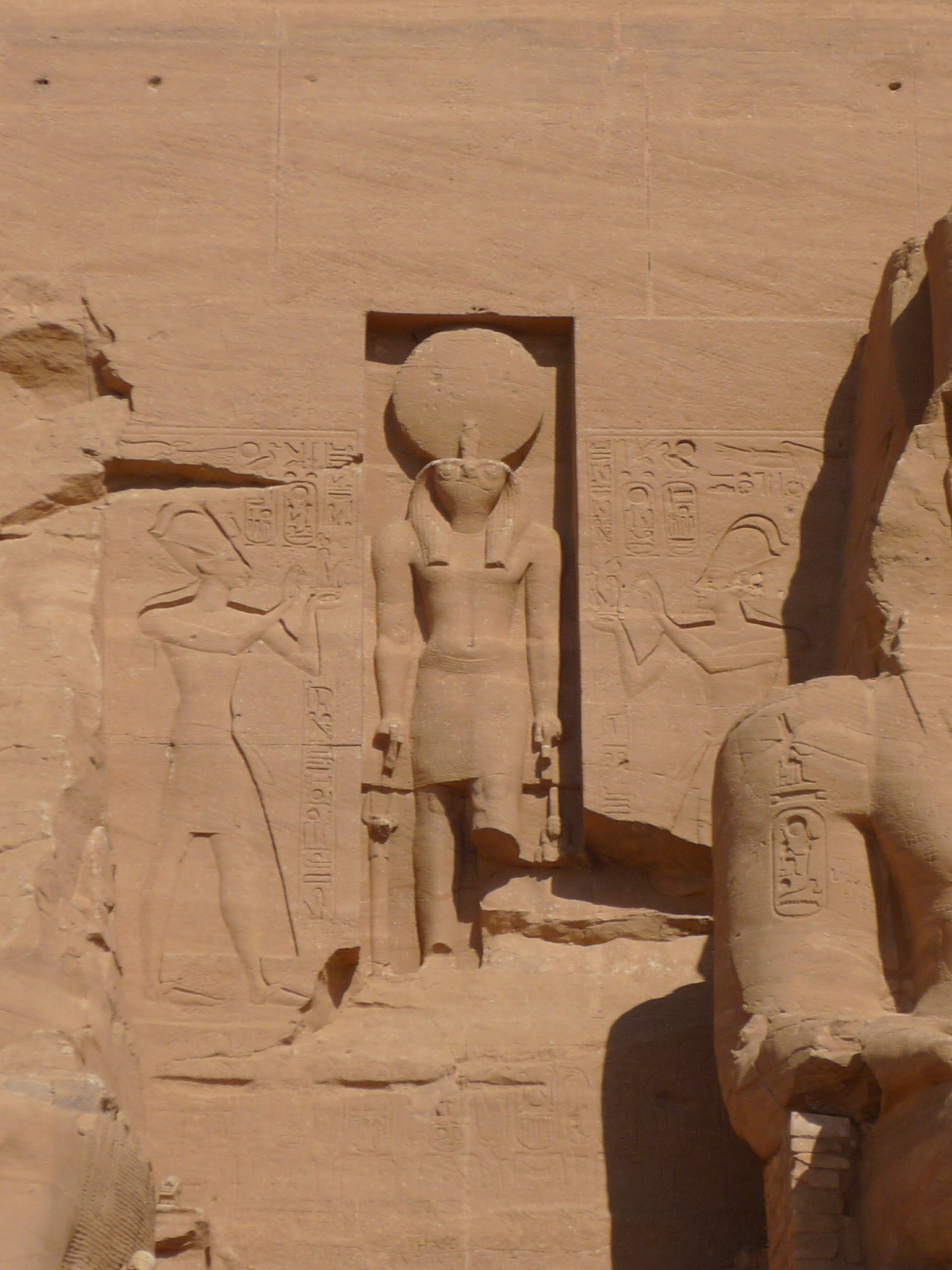
Figure de Rê-Horakhty sur la façade du grand temple d'Abou Simbel montrant le rébus formé par la figure du dieu elle-même, ainsi que les figurines de Maât offertes par le roi de part et d'autre de la niche.

L'usage de ces rebus, en plus de ces reliefs, a été utilisé par Ramsès II sur la statuaire. Plusieurs exemples sont connus :
- la statue du roi avec le dieu Houroun découverte à Tanis en 1934 est l'exemple le mieux connu : le roi est représenté enfant (« ms »), surmonté de l'astre solaire (« Rˁ ») et portant dans la main gauche le signe M23 (« sw »), ce qui permet de lire « Râmessou »[152] ;
- un colosse de Memphis est composé d'une couronne encadrée par les signes F12 - se lisant « ouser » - et H6 - représentant la déesse Maât - ; la couronne, fragmentaire, devait être surmontée à l'origine par l'astre solaire, ce qui permettait alors de lire « Ousermaâtrê »[152] ;
- une statue criocéphale (CG 42143), découverte dans la cachette de Karnak, est entourée des signes F12 et H6 et est surmontée de l'astre solaire, ce qui permet à nouveau de lire « Ousermaâtrê »[152] ;
- la figure centrale en ronde-bosse de la niche située au-dessus de la porte principale du grand temple d'Abou Simbel représente Rê-Horakhty encadré au niveau des jambes par le signe F12 et une figure de Maât, permettant de lire à nouveau « Ousermaâtrê »[153].

Dans les scènes des temples, le roi offre régulièrement une figurine de Maât pour indiquer qu'il maintient l'équilibre universel créé par le démiurge et justifier ainsi par conséquent sa légitimité sur le trône. Or, sur certaines de ces représentations, le roi n'offre par une figurine de Maât seule, mais des éléments formant, par rébus, le nom « Ousermaâtrê », par exemple :
- à Karnak, la tête de la figurine de Maât est surmonté de l'astre solaire, elle tient dans la main une plume (c'est-à-dire le signe H6) et devant elle se trouve le signe F12, ce qui permet de lire « Ousermaâtrê »[153] ;
- en façade du grand temple d'Abou Simbel, de part et d'autre de la figure de Rê-Horakhty citée précédemment, le roi offre la figure de Maât surmontée de l'astre solaire et du signe H6, et tient dans sa main le signe F12, ce qui permet de lire à nouveau « Ousermaâtrê »[153].

#### Le culte des statues royales
Ramsès II fait ériger des colosses à son effigie dans les grands temples construits ou restaurés. Les plus célèbres sont ceux en façade des temples d'Abou Simbel, ceux qui encadrent l'entrée du pylône du temple de Louxor, le colosse couché de Memphis, ainsi que celui qui trônait depuis quelques décennies en plein centre du Caire, sur la place qui porte son nom devant la gare centrale et qui provient également du grand temple de Ptah. Attaqué par la pollution, ce dernier a été transféré le 25 août 2006 à Gizeh, afin d'être installé au cœur du Grand Musée égyptien.
Les statues royales étaient considérées comme des hypostases du ka royal, comme le précise l'inscription de l'un des colosses dans l'avant-cour du temple de Louxor :
« Dire une parole par le prêtre-Iounmoutef : "Prends pour toi les offrandes et provisions qui sortent en présence de ton père Amon-Rê, pour le ka royal vivant Soleil des Souverains." »
Le ka royal, autrement dit la force vitale de la monarchie d'essence divine, est conçu comme une entité divine à part entière, distincte du roi régnant, et à qui était vouée une barque processionnelle. En matérialisant le ka royal par des statues, le roi individualise le ka à son image, ouvrant donc la voie à un culte populaire rendu à sa propre personne. En effet, alors que les statues divines étaient recluses au fond des sanctuaires et n'en sortaient que lors des fêtes processionnelles, les statues royales étaient en permanence accessibles au peuple dont elles recevaient prières.
Ces statues portent d'ailleurs chacune un nom :
- au temple de Louxor, les colosses de Ramsès II situés dans l'avant-cour portent les noms de « Soleil des Souverains » et « Aimé d'Amon », le colosse oriental à l'avant du pylône porte le nom de « Souverain des Deux Terres », le nom du colosse occidental est perdu[155] ;
- le grand colosse du Ramesséum porte lui aussi le nom de « Soleil des Souverains », colosse auquel était semble-t-il dédié un petit espace rituel comme l'attesterait les bases de quatre colonnette de grès et des murets latéraux[155] ;
- à Pi-Ramsès, quatre colosses faisaient l'objet d'un culte comme l'atteste les stèles dites « d'Horbeit » ainsi que la description qu'en donne le scribe Pabasa : les deux colosses assis se nommaient respectivement « Ramsès aimé d'Atoum » et à nouveau « Soleil des Souverains », tandis que les deux colosses représentant le roi debout se nommaient respectivement « Ramsès Méryamon le Dieu » et « Montou dans les Deux Terres », cette dernière est par ailleurs attestée par près d'une cinquante de stèles et devait donc faire l'objet d'un culte important[156].

#### Les temples de Nubie
Suivant l'exemple d'Amenhotep III avec son temple de Soleb, dont les reliefs font figurer le roi faisant offrande à une statue nommée « Nebmaâtrê » (c'est-à-dire le nom de Nesout-bity d'Amenhotep), statue qui était présente dans le temple lui-même, Ramsès II construisit plusieurs temple pour le culte des dieux et du sien. Ainsi, dès la première décennie de son règne, Ramsès II fit construire le temple d'Aksha en tant que « Domaine d'Ousermaâtrê, le Grand Dieu maître de Ta-Séty » (c'est-à-dire la Nubie). Les inscriptions du temple attestent de la présence à l'origine d'une statue royale vivante en Ta-Séty, mais cette statue est aujourd'hui disparue. Dans ce même temple, un relief de la porte du second pylône montre le roi offrant des fleurs au « Maître des Deux Terres Ousermaâtrê-Sétepenrê, le Grand Dieu Maître de Ta-Séty ». Des scènes équivalentes se trouvent dans les temples d'Abou Simbel, de Derr, de l'Ouadi es-Seboua et de Gerf Hussein.
Le grand temple d'Abou Simbel devait être dédié au départ à Amon-Rê pour la moitié sud et Rê-Horakhty pour la moitié nord, mais entre l'an 15 et l'an 20, il a été décidé de donner une bien plus grande importance au roi divinisé. Il est possible en effet que lors de l'achèvement des quatre colosses d'entrée, le processus de divinisation du roi n'était pas encore de mise dans ce temple, comme l'attesteraient les noms de ces colosses (du sud au nord : « aimé du Souverain des Deux Terres », « aimé du Soleil des Souverains », « aimé d'Amon » et « aimé d'Atoum »). Plus tard, lors de la réalisation des reliefs de la seconde salle hypostyle, les murs latéraux furent couverts de scènes montrant le couple royal offrant à une barque processionnelle transportée par des prêtres, la barque du mur sud ayant une égide criocéphale (c'est-à-dire Amon-Rê), celle du mur nord une égide hiéracocéphale (c'est-à-dire Rê-Horakhty). Cependant, le texte associé à cette dernière barque indique qu'il s'agit de « Ramsès-Méryamon résidant en Per-Ramsès-Méryamon » (c'est-à-dire le grand temple d'Abou Simbel), ce qui indiquerait que le roi divinisé a remplacé Rê-Horakhty. Il en va de même dans le sanctuaire du temple, où la barque à égide hiéracocéphale du mur nord est accompagné d'un texte parlant de la barque de « Ramsès-Méryamon ». Près de cette dernière scène, une autre scène montre le roi offrant des tissus à Ramsès divinisé, coiffé de l'astre solaire ; des scènes associant les mêmes personnages se trouvent sur les portes du vestibule. Il est possible que ces scènes attestent l'instauration de fêtes locales incluant une procession de la barque royale assimilée à la barque solaire, peut-être lors de l'achèvement du temple. D'autres scènes ont par ailleurs été modifiées dans le temple, la figure de Ramsès ayant été insérée entre les figures divines : sur le mur occidental de la grande salle hypostyle, au nord entre Rê-Horakhty et Iousaas, au sud entre Amon-Rê et Mout, ainsi que sur le mur oriental de la seconde salle hypostyle, au nord entre Amon-Min et Isis, au sud à nouveau entre Amon-Rê et Mout. La chapelle de Thot, creusée au sud de la façade, ainsi que les magasins du temple ont été creusés et décorés après l'an 20 et montrent, pour la chapelle, une barque à égide hiéracocéphale légendée du texte « Ramsées`Méryamon dans la barque, le Grand Dieu », et pour les magasins, le roi offrant à Ramsès divinisé.
Construits plus tardivement, le temple (en) de Derr, celui de l'Ouadi es-Seboua et celui de Gerf Hussein ont été édifiés spécialement pour la divinisation du roi et il est probable que la barque du roi divinisé était acheminée d'un temple à l'autre au départ d'Abou Simbel. Il semble donc que l'assimilation de Ramsès II au dieu solaire ait été mise en œuvre de manière plus explicite dans les temples nubiens que dans la vallée égyptienne du Nil.

### La fin du règne et la succession
À la fin de son règne, le roi séjourne en permanence à Pi-Ramsès et est devenu très probablement trop vieux pour être le véritable maître de l'Égypte. En effet, deux documents (un gros scarabée de Pi-Ramsès et une statue usurpée de Sésostris Ier), probablement à dater de l'extrême fin du règne, concernent le prince héritier Mérenptah et indiquent le texte suivant :

« le préposé, l'héritier de Geb, la semence divine issue du taureau puissant, les payas et les contrées étrangères se trouvant sous son poing, celui qui est appliqué lorsqu'il réalise l'équité pour ses pères, tous les dieux, l'unique sans égal, qui domine les chefs de tous les pays étrangers, le scribe royal, général en chef, le fils du roi, Mérenptah, qu'il vive éternellement. »

Sur ces deux documents, Mérenptah n'est donc pas encore roi, il n'est que l'héritier (« héritier de Geb », Geb ayant été le premier des rois). Toutefois, il est quasiment le roi : il est sans égal, unique, dominant les pays étrangers, réalisant donc la Maât pour les dieux. Ramsès II devait donc être à ce moment-là un vieillard en fin de vie et le pouvoir était déjà pleinement entre les mains de Mérenptah qui le fait savoir.
Un document originaire de Kôm Médinet Ghourob mentionne successivement les dates du 18e jour du Ier mois de la saison Akhet de l'an 67 et le 19e jour du IIe mois de la saison Akhet de l'an I, permettant de s'assurer de la mort du roi entre ces deux dates. De plus, une analyse des documents datés du règne de Mérenptah a permis de réduire la plage de l'avènement de ce dernier du 5e au 13e jour du IIe mois de la saison Akhet, signifiant que Ramsès II est décédé entre le 4e et le 12e jour. Le roi est donc mort après un règne de soixante-six et un peu plus de deux mois, vers l'âge de 88 à 91 ans. Séjournant à Pi-Ramsès lors de sa mort, il est enterré dans sa tombe dans la vallée des Rois et ses funérailles sont organisés par son fils et successeur Mérenptah.
Le roi a enterré plusieurs de ses fils, dont a minima les douze premiers, car son successeur Mérenptah est son treizième fils. Au cours de son règne, Ramsès II a vu passer successivement près de quatre princes héritiers :
- tout d'abord son fils aîné Amonherkhépeshef (fils aîné de la grande épouse royale Néfertari), héritier du trône de l'avènement de Ramsès II jusqu'à sa propre mort qui est datée différemment par les chercheurs mais qui est estimée avoir eu lieu au cours de la troisième décennie ou au début de la quatrième décennie du règne[164],
- puis son deuxième fils Ramessou (fils aîné de la reine Isis-Néféret), héritier du trône de la mort d'Amonherkhépeshef jusqu'à sa propre mort qui est datée différemment par les chercheurs mais qui se situerait aux alentours de l'an 50, peut-être vers l'an 52[165],
- ensuite son quatrième fils Khâemouaset (deuxième fils de la reine Isis-Néféret), héritier du trône pendant une courte période de la mort de Ramessou jusqu'à sa propre mort qui est datée habituellement de l'an 55, même si cela n'est pas totalement certain[166],
- enfin son treizième fils Mérenptah (troisième fils de la reine Isis-Néféret), héritier du trône de la mort de Khâemouaset jusqu'à la mort du roi lui-même en l'an 67[163].

En face de la tombe de Ramsès II, une grande tombe collective a été retrouvée dans la vallée des Rois : la KV5, qui comprend de multiples chapelles et tombeaux des enfants royaux. Son exploration n'est toujours pas terminée mais des attestations de plusieurs princes y ont été trouvées, dont Amonherkhépeshef (1er fils), Ramessou (2e fils), Méryamon (7e fils), Séthi (9e fils) et Mériatoum (16e fils).

### RamsèsIIest-il le pharaon de l'Exode?

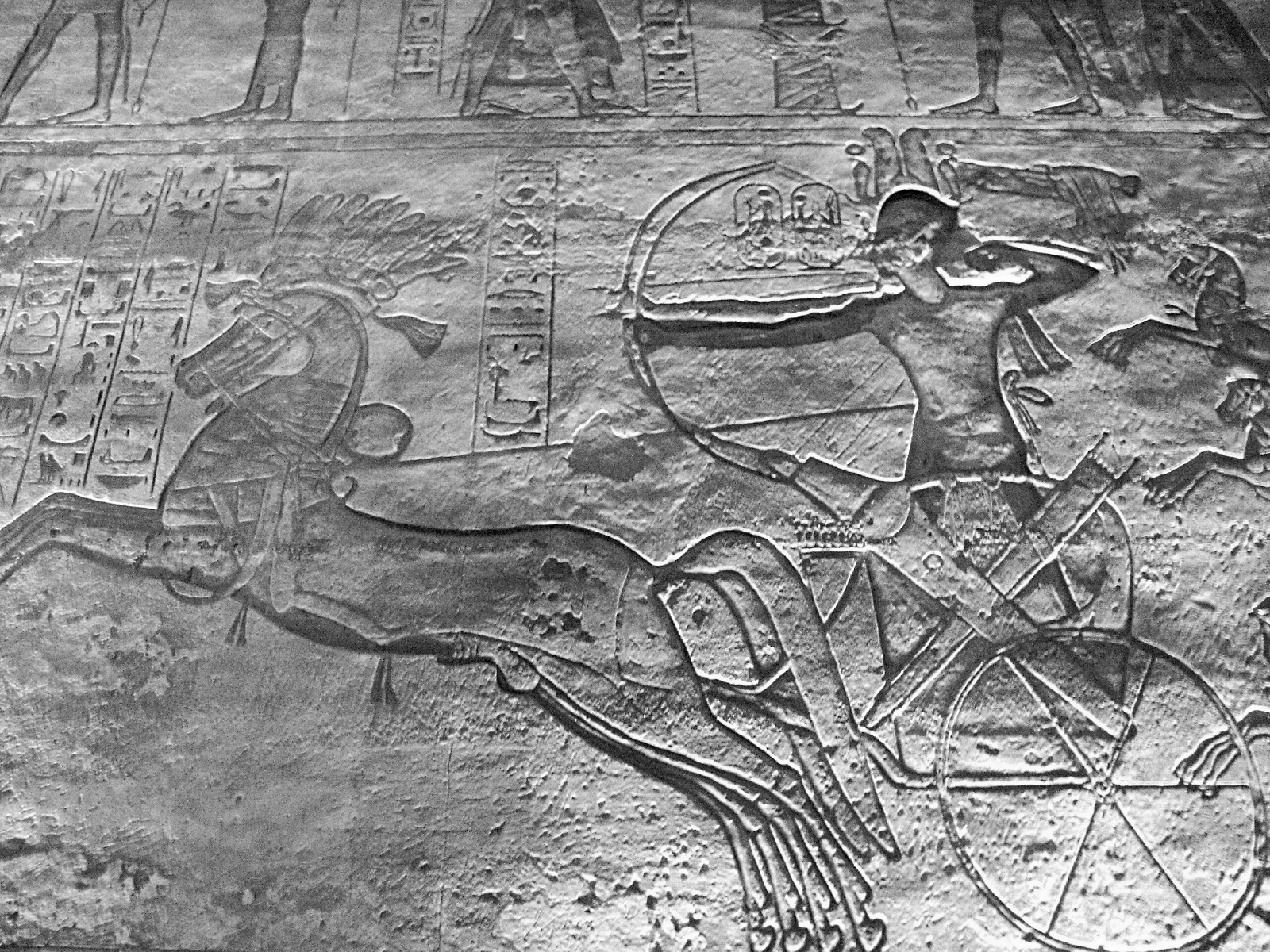
Ramsès II guerrier sur son char, à la tête de son armée - Abou Simbel.

Ramsès II est également connu pour une tout autre raison : les traducteurs de la Bible, et longtemps les historiens à leur suite, l'ont désigné comme le pharaon qui régnait au moment de l'Exode. Ce problème est du reste alimenté depuis les années 1980 par la remise en question de la réalité historique de l'Exode : ce serait un récit légendaire, construit au mieux à partir de personnages et faits qui n'auraient qu'une vague similitude avec la réalité. Le texte aurait été rédigé plusieurs siècles après l'époque de Ramsès II, au plus tôt au VIIIe siècle, peut-être à partir de sources plus anciennes. Cela rendrait alors sans objet tout questionnement relatif au pharaon qui aurait régné à ce moment.
L'identification proposée s'appuie sur l'argumentaire suivant : la stèle de la victoire de son successeur Mérenptah mentionne un « peuple d'Israël » installé en Canaan. De plus, il est attesté selon les sources égyptiennes l'existence d'un haut fonctionnaire de langue sémitique, Ben Azèn, qui serait intervenu dans un conflit opposant un groupe de nomades à des officiers royaux égyptiens. De son côté, la Genèse relate que Joseph, le fils de Jacob, aurait occupé un haut poste à la cour d'Égypte.
La Bible indique que les Hébreux sont réduits en esclavage et qu'ils construisent les villes de Pithôm et de Ramsès. Cette dernière étant ensuite désignée comme étant le point de départ de l'Exode. Or, Ramsès II est un grand bâtisseur et il entreprend au cours de son règne la construction d'une nouvelle capitale : Pi-Ramsès, non loin d'Avaris, l'ancienne capitale des Hyksôs, peuple de langue sémitique venu du Nord ayant pris le pouvoir et donné plusieurs pharaons. Le règne de Ramsès II semble donc fournir un cadre adéquat au récit de la Bible sur la sortie des Hébreux d'Égypte.
Cependant l'identification de Ramsès II au pharaon de l'Exode se révèle moins évidente qu'il n'y paraît. Aucun document datant de ce règne ne peut être mis en rapport avec l'expulsion ou la sortie d'un peuple de langue sémitique. Le fameux Ben Azèn non seulement n'a jamais quitté l'Égypte mais a fidèlement servi les successeurs du roi jusqu'au règne de Ramsès III. Toutefois, l'absence de trace de noyade sur la momie de Ramsès II, mort nonagénaire, n'est pas un argument contredisant les versets bibliques. Le texte implique uniquement « l'armée de Pharaon » dans la noyade.
Si les villes de Pithôm et Ramsès correspondent aux villes égyptiennes Pi-Atoum et Pi-Ramsès, la plupart des localités mentionnées dans le récit de la sortie d'Égypte n'ont pas pu être identifiées avec des sites de l'époque de Ramsès II. L'itinéraire que donne le livre de l'Exode entre le point de départ, la ville de Ramsès, et l'engloutissement de l'armée égyptienne, comprend les lieux suivants : Sukkoth, Etam, Pi-Hahiroth, Mig-dol et Baal-Cefôn. Les sites d'Etam et de Pi-Hahiroth sont inconnus. Etam est peut-être une déformation de Pithom, et Migdol est introuvable dans les textes égyptiens. Mais ce dernier est cité par Ézéchiel et Jérémie, ainsi que par l'historien grec Hérodote. Ils le décrivent comme une ville située dans le delta du Nil et où séjournent de nombreux juifs après la destruction de Jérusalem par Nabuchodonosor II en 587 av. J.-C. Quant au nom de Baal-Cefôn (Baal du Nord), il est porté par une divinité populaire vénérée dans la partie orientale de la mer Méditerranée vers la fin du Ier millénaire, y compris en Égypte. Il est possible que le chapitre 14 de l'Exode fasse allusion au temple de Tahpanès, où selon Jérémie une importante communauté juive vivait au Ve siècle avant notre ère. Comme on le voit, la plupart des noms mentionnés s'expliquent dans le contexte plus récent des époques assyrienne, babylonienne et perse, globalement du VIIe au IVe siècle av. J.-C., période où ces récits ont sans doute été mis par écrit.
Le pharaon de l'Exode ne porte pas de nom. Si les rédacteurs du texte biblique avaient connu Ramsès II ou un autre pharaon, ils auraient sans doute donné son nom, comme c'est le cas pour d'autres souverains égyptiens cités dans la Bible. Ils semblent plutôt avoir pensé que la construction d'une ville nommée Ramsès par une population d'esclaves israélites était suffisamment informative. Il est donc impossible de s'appuyer uniquement sur les textes bibliques pour faire de Ramsès II le pharaon de l'Exode. Quant à Manéthon, historien égyptien vivant à l'époque ptolémaïque, il situe l'esclavage des Hébreux sous le règne d'un certain Aménophis, difficilement identifiable à un souverain particulier (peut-être Amenhotep III).

## Sépulture
La tombe de Ramsès II se trouve dans le caveau KV7 de la vallée des Rois, il s'agit de l'une des plus grandes tombes de la vallée creusée dans une couche marneuse. Elle a toutefois été ravagée par le temps. Outre les violations qu'elle a subies dès la fin du Nouvel Empire, elle a été périodiquement inondée à la suite de violents orages qui se produisent régulièrement dans la région. Des pluies soudaines font alors se déverser dans l'ouest de la vallée des Rois de véritables torrents de boue, de sable et de rochers, qui en pénétrant dans l'hypogée ont peu à peu détruit toute sa décoration intérieure, la couche marneuse résistant par ailleurs mal à l'eau.
Le caveau initial a été découvert en 1737 par Richard Pococke. Il a été fouillé par la suite en 1825 par James Burton, puis en 1844/1845 par Karl Richard Lepsius, en 1913/1914 par Harry Burton, en 1938 par Charles Maystre et en 1993/2002 par Christian Leblanc. Depuis 1993, la Mission Archéologique française de Thèbes-Ouest, dirigée par Christian Leblanc, procède à des fouilles et à la restauration de la tombe. Elle l'a dégagée de sa gangue de boue solidifiée et restitué des pans entiers de sa décoration trouvés dans les débris. De rares objets (fragments de son sarcophage en calcite orné du Livres des Portes, éléments de mobilier funéraire) ont aussi été retrouvés, montrant que la tombe avait été vidée de son contenu bien avant sa dégradation par les éléments naturels.
Le trésor funéraire de Ramsès II a disparu depuis longtemps, certainement à l'occasion de pillages qui eurent lieu à la fin du Nouvel Empire. Un braséro au nom de Ramsès II a été retrouvé dans le trésor funéraire de Psousennès Ier de la XXIe dynastie à Tanis. Les musées possèdent des ouchebtis à son nom, preuve caractéristique d'un pillage ancien.

### Cercueils et sarcophages
La momie de Ramsès II a été enterrée dans un cercueil en or, placé dans un premier sarcophage en albâtre, le tout inséré dans un second sarcophage en granite. Cible de pillages, elle est déplacée dans un cercueil en bois et, comme l'attestent les procès-verbaux des transferts successifs de la momie inscrits sur ce coffre, les autorités qui ont peut-être récupéré le cercueil en or à cette occasion, la font réinstaller dans les tombes plus sécurisées de Séthi Ier puis d'Ahmès-Inhapy dans la cachette royale du complexe funéraire de Deir el-Bahari, où elle y est retrouvés en 1881. Du sarcophage en albâtre, sans doute fracassé par les pillards, il ne reste que de nombreux mais petits fragments, laissés sur place dans la tombe. Le sarcophage en granite a été réutilisé à plusieurs reprises, et en dernier pour le grand prêtre d'Amon Menkhéperrê vers 1000 av. J.-C. Un fragment de granite gravé et décoré, long de 1,70 m et épais de 8 cm a été retrouvé en 2009 dans le sol d'un monastère copte de la région d'Abydos, et identifié comme provenant du sarcophage de Ramsès II en 2024,.

### La momie royale

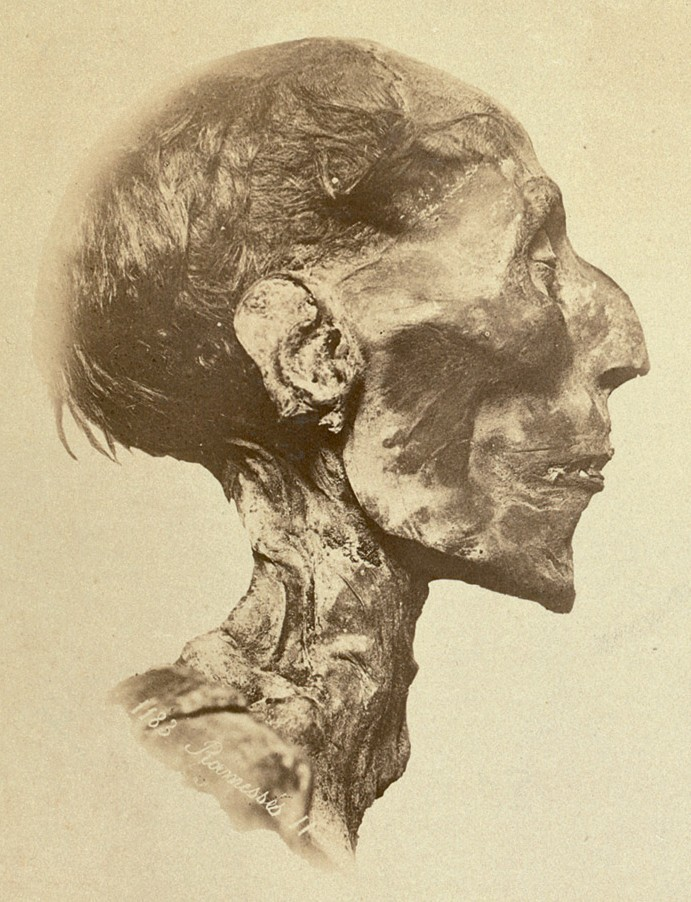
Momie de Ramsès II

La momie du roi fut déplacée par les prêtres du temple d'Amon à Karnak à plusieurs reprises. Sur ordre de Pinedjem Ier, elle a tout d'abord été restaurée à Médinet Habou puis réinhumée dans la tombe KV17 (celle du père de Ramsès II, Séthi Ier) en l'an 13 du règne de Nesbanebdjed Ier en compagnie des momies de Séthi Ier et de Ramsès Ier,,. Leurs momies ont ensuite été déplacées à nouveau, cette fois vers la tombe encore non localisée d'Ahmès-Inhapy à la toute fin du pontificat de Pinedjem II en l'an 10 de Siamon,. Enfin, les momies ont été déplacées vers la cachette DB320 au début du règne de Sheshonq Ier, où elles seront découvertes en 1881. La momie de Ramsès II est alors retrouvée enveloppée dans des bandelettes posées par les prêtres de la XXIe dynastie, et réinstallée dans un sarcophage en bois de cèdre qui avait appartenu à Ramsès Ier, son grand-père. Cela illustre combien la vallée des Rois fut l'emprise de convoitises lorsque s'effondra l'Empire des Ramsès.
La momie a donc été retrouvée à la fin du XIXe siècle dans cette même cachette DB320 à la suite d'une enquête rocambolesque du tout jeune service des antiquités égyptiennes conduite par Mariette. En effet, dans les années 1870, à Paris et au Caire, apparaissent des antiquités égyptiennes portant les titulatures royales ; les égyptologues concluent que des trafiquants avaient secrètement découvert une nouvelle tombe. Mariette puis Gaston Maspero et ses collaborateurs remontent la filière des trafiquants jusqu’à deux frères, Ahmed et Mohamed Abd el-Rassul, bédouins sédentarisés probablement en cheville avec Mustapha Aga Ayat, agent consulaire de Grande-Bretagne, de Belgique et de Russie, pour faire passer à Paris les pièces qu'ils avaient pillé. Mohamed Abd el-Rassul accepte de coopérer et révèle la cachette à Deir el-Bahari. Brugsch, conservateur-adjoint du musée de Boulaq et collaborateur de Maspero, découvre cette caverne le 6 juillet 1881 : le tombeau contenait 5 000 objets dont trente-six sarcophages de divers pharaons du Nouvel Empire (parmi lesquels Séthi Ier, Ahmôsis Ier et Thoutmôsis II), 3 000 statuettes funéraires, des meubles et de la vaisselle funéraire... Les pièces furent envoyés au musée de Boulaq le 8 juillet 1881.
Le khédive d'Égypte Tawfiq Pacha ordonne le déshabillage de la momie de Ramsès II le 1er juin 1886 au musée de Boulaq : lors de son débandelettage par Maspero, et le dégagement de ses bras, une tension post-mortem rejette l'un de ses bras soudainement dans un dernier geste, créant l'effroi et la fuite de l'assistance (notamment les ministres du pacha) venue admirer le spectacle. Ce sera l'une des origines du mythe de la malédiction des momies égyptiennes. En 1907, Pierre Loti visite de nuit le musée de Boulaq et constate la dégradation de la momie de Ramsès II, laquelle subit sa première radiographie en 1912.
La dépouille (momifiée) de Ramsès II est transférée au musée égyptien du Caire puis « soignée » dans les années 1970, car des champignons s'y étaient développés au contact de l'air moderne. L'égyptologue Christiane Desroches Noblecourt propose son sauvetage grâce à un laboratoire créé pour la momie lors de son exposition à Paris en 1976. À cette occasion, la momie de Ramsès II est accueillie au Bourget par les autorités et la Garde républicaine avec les honneurs dus à un chef d’État, suivant la promesse faite par Giscard d’Estaing au président égyptien el-Sadate.
L'étude de cette dépouille au musée de l'Homme à Paris, en 1976-1977, a révélé que Ramsès était de haute stature, qu'il mesurait 1,75 m, qu'il était roux et « leucoderme, de type méditerranéen proche de celui des Amazighes africains, ».

### Causes de la mort de RamsèsII
La momie a été examinée en 1886 par Gaston Maspero et le docteur Fouquet, première investigation approfondie de la momie. Les moyens de l'époque furent employés : observation détaillée du corps, mensurations diverses.
En 1974, pour connaître les causes de la mort de Ramsès II et de plusieurs autres pharaons, dont Mérenptah, des recherches furent entreprises sous la direction de Maurice Bucaille, avec des collaborateurs égyptiens et français de disciplines médicales. Leurs résultats furent communiqués à l'académie de médecine et à la Société française de médecine légale. Son livre Les Momies des Pharaons et la médecine qui reçut le prix Diane-Potier-Boès en 1988, présente les résultats définitifs de ses recherches.
De nombreuses techniques modernes ont été utilisées : explorations radiologiques et endoscopiques, investigations dans le domaine dentaire, recherches microscopiques, médico-légales, etc. Une trouvaille de grande importance grâce à l'utilisation de films radiologiques de très haute sensibilité permit de mettre en évidence l'existence d'une très grave lésion de la mâchoire de Ramsès II, une ostéite étendue de la mandibule. Maurice Bucaille en conclut que ces lésions ont probablement été mortelles, à moins que le roi n'ait eu d'autres problèmes de santé non décelables (à cause de l'impossibilité d'examiner les organes du thorax liée à la momification). La cause de sa mort serait donc une infection d'origine dentaire.
Maurice Bucaille a été par la suite sévèrement critiqué par la communauté scientifique, car il partait d'un postulat pour arriver aux faits plutôt que de partir des faits pour in fine aboutir à une théorie. En effet, celui-ci cherchait avant tout à prouver que Ramsès II était le pharaon de l'époque de Moïse.
Des études plus récentes ont montré que Ramsès II serait mort, peut-être de vieillesse vu son grand âge, à plus ou moins 90 ans et souffrait avant sa mort d'athérosclérose, d'arthrose, de terribles maux de dents et d'une maladie rhumatologique, la spondylarthrite ankylosante qui maintenant en permanence sa tête projetée vers l'avant (les embaumeurs ont dû fracturer le cou du roi pour donner à la tête de la momie royale une position plus convenable).
La déformation du cou lié à sa maladie aurait obligé les embaumeurs à fracturer volontairement ses vertèbres cervicales afin de mettre sa tête en position horizontale.

## Titulature
Les éléments de la titulature ont fortement varié au cours du règne,. En conséquence, seules quelques variantes, les plus usuelles, sont présentées ci-dessous. Il est à noter que la graphie des noms royaux permet de dater les documents du règne. Les noms usuels de Ramsès II selon les dates sont les suivants :
- pour le nom d'Horus :
  - la forme principale est Kȝ-nḫt Mr(y)-Mȝˁ.t[198],
  - à partir de l'an 34, en lien avec les fêtes-Sed, est régulièrement ajouté l'épithète Nb-ḥb.w-sd-mj-jt=f-Ptḥ-Tȝ-ṯnn[198],
- pour le nom de Nebty :
  - la forme principale est Mk(w)-Km.t Wˁf(w)-ḫȝs.wt[199],
  - à partir de l'an 34, en lien avec les fêtes-Sed, est régulièrement ajouté l'épithète Rˁ-ms(w)-nṯr.w Grg(w)-Tȝ.wy[199],
- pour le nom d'Horus d'or :
  - la forme principale est Wsr-rnp.wt ˁȝ-nḫt.w[199],
- pour le nom de Nesout-bity :
  - la variante principale est Wsr-Mȝˁ.t-Rˁ, parfois accompagnée de l'une des épithètes suivantes : Nb-ḫpš, Tjt-Rˁ, Mry-Rˁ, Jwȝ-Rˁ et Ḥḳȝ-Wȝs.t[199],
  - la variante à partir de l'an 2 est systématiquement Wsr-Mȝˁ.t-Rˁ Stp-n-Rˁ[199],
- pour le nom de Sa-Rê, un nombre considérable de graphie permet d'écrire le nom : Ramsès-Méryamon ; toutefois, deux variantes principales dans l'écriture du nom Ramsès sont présentes :
  - Rˁ-ms(w)-s(w), avec le signe du linge plié, attesté de manière équivalente avec l'autre variante jusqu'à l'an 2, puis de manière exclusive jusqu'an l'an 18, puis de manière équivalente avec l'autre variante jusqu'à l'an 20, disparu à partir de l'an 21[200],
  - Rˁ-ms(w)-sw, avec le signe du jonc, attesté de manière équivalente avec l'autre variante jusqu'à l'an 2 et de l'an 18 à l'an 20, puis de manière exclusive à partir de l'an 21[200],
  - l'épithète Nṯr-ḥḳȝ-Jwn(w) peut être ajoutée entre l'an 42 et l'an 56 ; dans ce cas spécifique, la variante Rˁ-ms(w)-s(w) peut être utilisée[200].

## Héritage

### Héritage immédiat
Le treizième fils de Ramsès II, Mérenptah, succéde donc à Ramsès pour seulement une dizaine d'années. Il devait être en effet assez âgé et son propre fils, Séthi II, aurait pu être en âge de gouverner lui-même à ce moment-là, ce qu'il fera effectivement dix ans plus tard. Le règne de Mérenptah est marqué par les guerres : en effet, dès l'an 2, Mérenptah doit faire face à une révolte en Canaan, matée rapidement ; puis, en l'an 5, il arrête la marche des envahisseurs Libyens, alliés à des peuples de la mer (qui referont parler d'eux au cours du règne de Ramsès III), à la frontière occidentale du delta, avant de mater une nouvelle révolte, cette fois en Nubie.
Après la mort de Mérenptah après dix ans de règne, c'est donc son fils Séthi II qui lui succède. Toutefois, dès la deuxième année de règne, Amenmes, qui semble être le fils d'une autre épouse de Mérenptah, Takhat Ire, se proclame roi depuis la Nubie et conquiert un territoire jusqu'à Abydos-Thinis comme frontière nord. En l'an V du règne de Séthi II reprend le contrôle de l'ensemble du territoire, toutefois, il ne pérennise pas cette réunification car il meurt l'année suivante sans héritier pour lui succéder. Siptah, un jeune prince à la généalogie confuse mais qui semble être un fils d'Amenmes, est placé sur le trône par un chancelier nommé Bay d'origine syrienne. Ce jeune roi est complètement dominé par Bay et par Taousert, la veuve de Séthi II. À la mort de Siptah à nouveau sans héritier, c'est Taousert qui lui succède pour deux ans avant d'être éliminée par Sethnakht, peut-être un descendant de Ramsès II par l'un de ses nombreux enfants. Sethnakht fonde alors une nouvelle dynastie, la XXe (peut-être descendante de Ramsès II par une autre lignée que Mérenptah), marquant à la fois la fin de la lignée de Mérenptah quelque quatorze ans après la mort de ce dernier et le début de la dernière période de stabilité du Nouvel Empire.

### Image posthume
À la mort du roi, ce dernier ne sombra pas dans l'oubli. Bien sûr, tous ses monuments, statues, reliefs qu'il fit réaliser ou usurper rendirent sa présence omniprésente et permirent aux anciens Égyptiens de garder longtemps en mémoire le roi et ses actions. Il fut un modèle pour ses successeurs, particulièrement pour Ramsès III qui nomma ses propres enfants comme ceux de Ramsès II et qui imita certaines de ses constructions, particulièrement son temple des millions d'années de Médinet Habou fortement inspiré du Ramesséum. Les successeurs de la XXe dynastie intégrèrent tous le nom Ramsès dans leur nom de Sa-Rê, allant même jusqu'au onzième. Pendant la Troisième Période intermédiaire, son nom de Nesout-bity, Ousermaâtrê, fut utiliser par plus d'une dizaine de souverains tandis que son nom Ramsès fut ajouter par certains d'entre eux dans leurs cartouches, comme par exemple Psousennès Ier. Alexandre le Grand choisit quant à lui Méryamon Sétepenrê, rappelant à nouveau le roi qui était décédé depuis près de neuf siècles.
Ainsi, son long règne prospère et stable fut considéré comme une référence pour des rois en proie à des difficultées récurrentes, des divisions ou des dominations étrangères. C'est d'ailleurs sans doute pendant la XXVIIe dynastie, dite première domination perse, qu'a été gravée la stèle dite de Bakhtan, un récit de pure fiction basé sur le souvenir du mariage diplomatique de l'an 34 entre le roi et la princesse hittite Maâthornéferourê. La stèle, composée comme si elle avait été gravée sous le règne de Ramsès II, fait figurer dans le cintre le roi offrant des fleurs à la barque processionnelle de Khonsou. Le texte évoque la grande épouse royale Néferourê, présentée comme la fille du roi de Bakhtan (c'est-à-dire la Bactriane) ; les Hittites ayant disparu depuis longtemps et ne représentant plus rien dans le contexte de l'époque, ils ont donc été remplacés. Dans la suite du récit, alors que le roi se trouvait à Thèbes, un messager provenant de Bakhtan arrive afin de demander l'aide du roi pour aider la princesse Bentrech, sœur cadette de la reine Néferourê, qui était malade. Le roi envoie un savant nommé Dhéhoutyemheb, qui, une fois sur place, constate que la princesse est possédée et fait envoyer depuis l'Égypte une statue de « Khonsou qui fixe le sort dans Thèbes ». La statue arrive au bout d'un an et cinq mois jusqu'à la princesse qui est alors guérie. Le roi de Bakhtan, voyant l'efficacité de la statue, souhaite alors la conserver mais la renvoie ensuite en Égypte après qu'il a fait un rêve l'invitant à le faire. La statue regagne alors son sancturaire thébain, où la stèle peut témoigner de ses vertues magiques incontestables, éprouvées sous le règne du grand Ramsès.
Ramsès II n'est pas le seul sujet de récit de fiction. En effet, la littérature démotique conserve plusieurs récits de fiction centrés autour de son fils Khâemouaset, alors appelé Setne-Khamouas. Le premier récit raconte sa quête du Livre de Thot, conservé dans la tombe d'un certain Nanéferkaptah. Le deuxième récit évoque le fils de Setne-Khamouas nommé Sa-Ousir, surdoué plus savant que les scribes de la maison de vie du temple de Ptah. Un troisième récit évoque à nouveau Sa-Ousir en compagnie de son père Setne-Khamouas et du roi Ousermaâtrê, mis au défi par un chef nubien qui s'avère être en fait un sorcier, ce dernier finit vaincu par Sa-Ousir qui déclara alors être Horus (Sa-Ousir signifie en effet « fils d'Osiris ») revenu sur terre pour vaincre ce sorcier. Sa-Ousir disparut ensuite, laissant son père Setne-Khamouas dans un profond chagrin.
Parmi les auteurs classiques, plusieurs mentions sont faites du roi sous différents noms : Rhampsinite par Hérodote, Osymandyas par Diodore de Sicile sur la base de témoignages d'Hécatée d'Abdère. Germanicus, frère aîné du futur empereur romain Claude, alla en Égypte après ses victoires en Germanie et s'intéressa aux reliefs laissés par Ramsès à Thèbes ; Tacite en témoigne dans le récit suivant :

« Bientôt (Germanicus) visita les grands vestiges de l'ancienne Thèbes. Des textes égyptiens subsistaient sur des structures massives, évoquant son opulence antérieure. L'un des vieux prêtres, qui avait été prié de traduire les inscriptions en sa langue, racontait que jadis habitaient là sept cent milles hommes en âge d'être soldat et qu'avec cette armée le roi Ramsès avait conquis la Libye et l'Éthyopie, la Médie et la Perse, la Bactriane et la Scythie, et qu'il avait inclus dans son empire les territoires habités par les Syriens, les Arméniens et leurs voisins Cappadociens, depuis la mer de Bithynie jusqu'à celle de Lycie. On y lisait les tributs imposés aux peuples, le poids en or et en argent, le nombre d'armes et de chevaux, les présents faits aux temples en ivoire et en parfums, les quantités de blé et autres moyens de subsistance que payait chaque nation, choses qui n'étaient pas moins importantes que ce qui aujourd'hui est imposé par la puissance parthe ou le pouvoir romain. »

La volonté de traduire les termes géographiques anciennes dans le cadre géopolitique de l'époque de Germanicus amena le vieux prêtre à amplifier, à dessein ou nom, l'étendu réel des campagnes de Ramsès. Il n'est en tout cas pas possible de savoir si les scènes décritent très librement par le prêtre sont celles du temple d'Amon à Karnak ou celui de Louxor, deux temples où se trouvent gravés les scènes et textes décrivant la bataille de Qadesh.

### Culte
Le 26 mars 2023, les autorités égyptiennes annoncent la découverte de plus de deux mille têtes de béliers momifiées dans le temple de Ramsès II à Abydos. D'autres momies d'animaux comme des brebis, des chiens, des chèvres, des vaches, des gazelles et des mangoustes, ont également été exhumées par une équipe d’archéologues américains de l’université de New York. Ces momies datent de la période ptolémaïque, montrant qu'un culte de Ramsès II a été créé après sa mort et a perduré plusieurs siècles. L'égyptologue Jean-Guillaume Olette-Pelletier précise que ces béliers sont directement liés au culte du dieu Amon.

## Culture populaire
La vie de Ramsès II a inspiré de nombreux auteurs de fictions, dont Christian Jacq et sa série en cinq volumes Ramsès ou Anne Rice dans The Mummy. Dans Les Cigares du pharaon, quatrième album des Aventures de Tintin par Hergé, l'égyptologue Philémon Siclone se prend pour Ramsès II, ou se réfère plusieurs fois à lui après avoir été empoisonné au radjaïdjah, le « poison-qui-rend-fou ». La série de bande dessinée Sur les terres d'Horus se déroule sous son règne.
Le poète britannique Percy Bysshe Shelley lui dédia le sonnet Ozymandias, qui paraphrase notamment l'inscription retrouvée sur le socle d'une statue attribuée à Ramsès II : « King of Kings am I, Osymandias. If anyone would know how great I am and where I lie, let him surpass one of my works ».
La sortie d'Égypte des Hébreux a aussi été évoquée dans de nombreux films comme Les Dix commandements (1956), où le personnage de Ramsès II est interprété par Yul Brynner. Il apparaît aussi dans le dessin animé Le Prince d'Égypte (1998), qui traite de la vie de Moïse, et dans la comédie musicale Les Dix Commandements (2000) sous les traits d'Ahmed Mouici. Il est encore interprété par Joel Edgerton dans le film Exodus (2014) de Ridley Scott, par Christian Erickson (en) dans le film Les Aventures extraordinaires d'Adèle Blanc-Sec (2010) et par Sergio Marone dans la telenovela brésilienne Os Dez Mandamentos (2015-2016).
Dans le contenu additionnel du jeu vidéo Assassin's Creed Origins (2018) intitulé The Curse of the Pharaohs, Ramsès II est l'un des quatre pharaons dont l'esprit a été ramené à la vie. Il peut être combattu par le joueur en tant que boss. Dans les jeux vidéo Civilization V et Civilization VI (via un DLC sorti le 16 février 2023), Ramsès II peut être choisi comme dirigeant de l'Égypte. Il apparaît en tant que « Servant » dans le jeu mobile Fate/Grand Order, sorti en 2015 au Japon.

## Honneur
L'astéroïde (4416) Ramsès est nommé en son honneur.